# Frans Hals
Pour les articles homonymes, voir Hals.
Frans Hals (Anvers ?, entre 1580 et 1583 – Haarlem, 26 août 1666) est un peintre baroque néerlandais (Provinces-Unies), considéré, avec Rembrandt et Johannes Vermeer, comme l'un des plus importants du siècle d’or.
Bien que sans doute d'origine flamande, c'est dans la ville hollandaise de Haarlem qu'à partir de 1591 au plus tard, il passe le reste de sa vie et fait carrière.
« C'est un enfant de famille magnifiquement doué et qui fait de la peinture pour vivre, cavalièrement, en gentilhomme, pressé de faire vite et d'en finir : le reste du temps en bon vivant, compagnon de la loge Liefde boven al (L'amour par-dessus tout), avec des turbulences de conduite et d'humeur qui expliquent celles de sa brosse et lui donnent parfois affaire avec la police. » Ces lignes écrites en 1921 par Louis Gillet décrivent bien l'image que l'on pouvait se faire alors de Frans Hals. Elles disent aussi la sympathie, un peu condescendante, à l'égard d'un homme dont les frasques présumées font sourire autant que la gaieté si souvent exprimée sur les visages de ses modèles.
Artiste majeur, considéré comme l'un des grands maîtres du portrait, il a également réalisé, surtout au début de sa carrière, plusieurs scènes de genre.
Ses tableaux se distinguent par leur expressivité. Les coups de pinceau détachés sont caractéristiques de sa manière, et il participa à l'introduction de cette vivacité de style dans l'art néerlandais. Hals contribua aussi, avec ses portraits de garde civile et de régents, à l’évolution du portrait de groupe au XVIIe siècle.
Son style devait par ailleurs exercer une influence considérable, plus de deux siècles après lui, sur les représentants des courants réaliste — comme Gustave Courbet —, et impressionniste — comme Van Gogh.

## Biographie

### Enfance et premières années
Frans Franchoisz. Hals est né entre 1580 et 1583, à Anvers vraisemblablement. Il était le fils d'un marchand de draps catholique, Franchois Fransz. Hals van Mechelen (i.e. « de Malines » – v. 1542 – 1610) et de la seconde épouse de celui-ci, Adriaentje van Geertenryck (Anvers, v. 1552 – Haarlem, après nov. 1616). Comme beaucoup, sa famille prend la fuite après la chute d’Anvers et le triomphe de l’armée espagnole. Elle trouve refuge à Haarlem, ville où le futur peintre passera le restant de sa vie. Le premier document d'archive attestant la présence de la famille à Haarlem est en fait daté du 19 mars 1591 : il s'agit de l'acte de naissance, dans une église protestante, de Dirck Hals, le frère cadet de Frans.

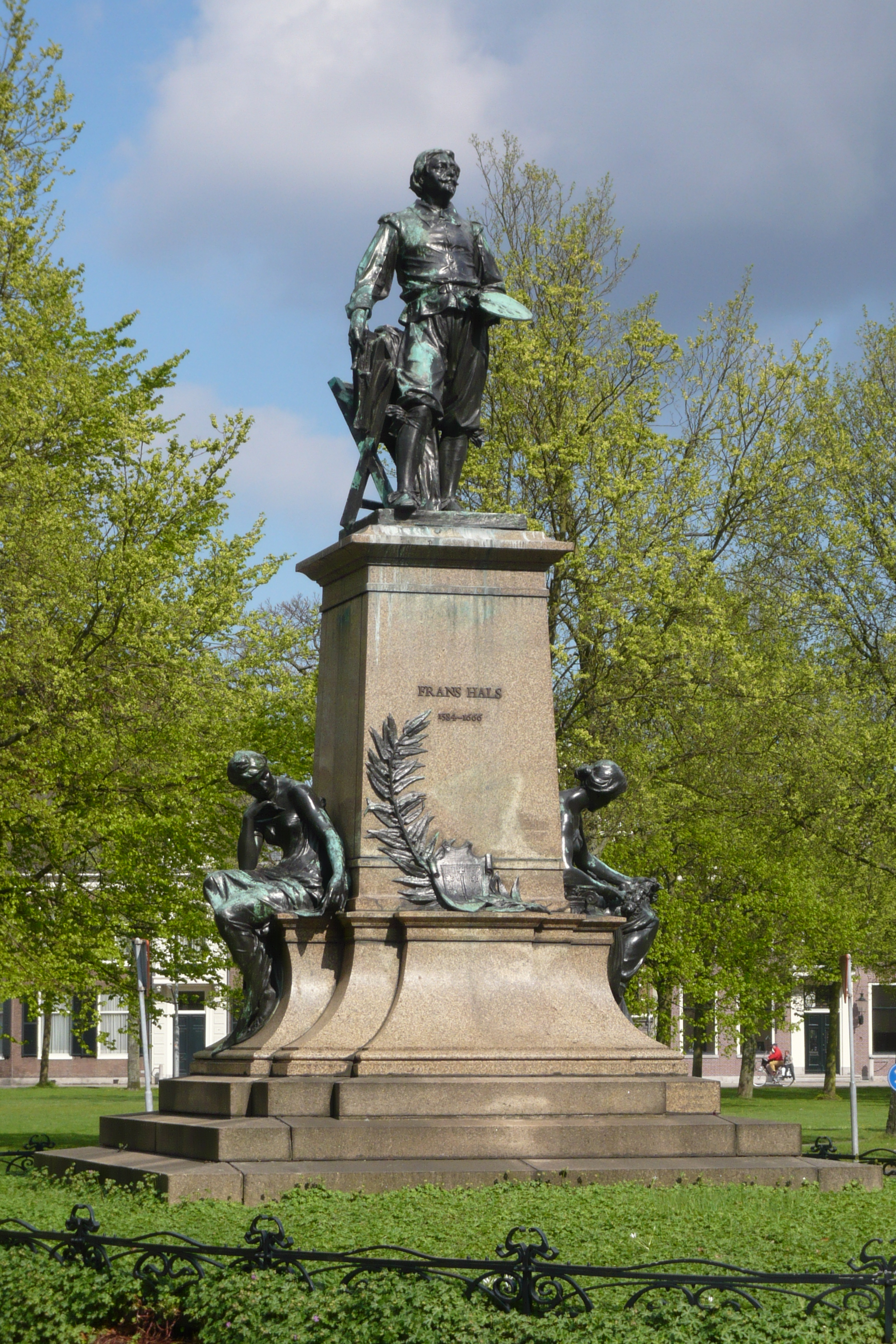
Statue de Frans Hals au Florapark, à Haarlem.

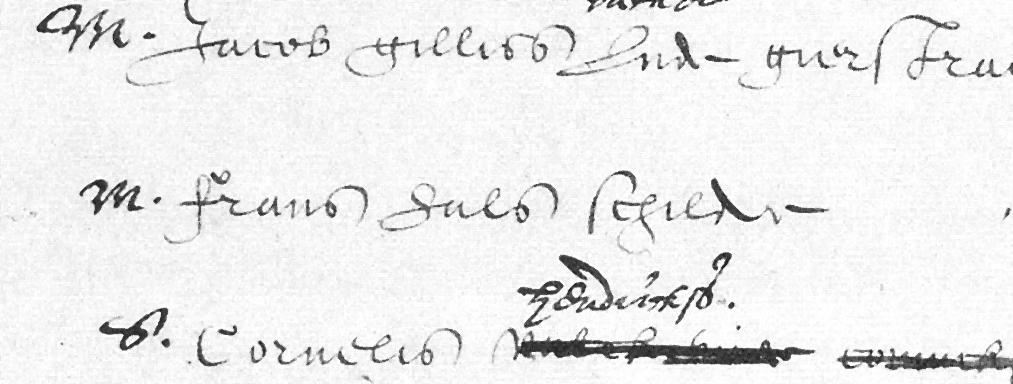
Extrait du « Registre de la respectable milice de la ville de Haarlem », 1612, renseignant Frans Hals comme membre de la milice de Saint-Georges, avec comme arme le mousquet (indiqué par la lettre « m » précédant son nom).

C'est vers le début des années 1600 que Frans Hals aurait effectué son apprentissage, chez un autre émigré flamand, Carel van Mander (1548 – 1606), un peintre maniériste dont l’influence sur les œuvres de son élève ne sera toutefois guère visible, les premiers tableaux de Hals montrant davantage de parenté avec celles des peintres caravagesques d'Utrecht ou du Flamand Jacob Jordaens.
En 1610, Hals devient membre de la guilde de Saint-Luc locale. Vers cette époque, il épouse sa première femme, Anneke Harmensdr., qui lui donnera en 1611 un premier fils, baptisé Harmen.
Pendant longtemps, on a considéré que l’œuvre datée la plus ancienne de l'artiste était un Portrait de Jacobus Zaffius, peint en 1611. L'attribution de ce tableau à Hals, cependant, est aujourd'hui remise en question, son style différant de beaucoup de celui si caractéristique du maître (cfr. chap. « Authenticité »). L’unique témoin certain de son œuvre durant la première décennie de sa carrière de peintre indépendant date en fait de 1614 ; il s'agit d'une gravure de Jan van de Velde réalisée d’après un portrait perdu du pasteur Johannes Bogardus (ou Bogaert).

### Le peintre

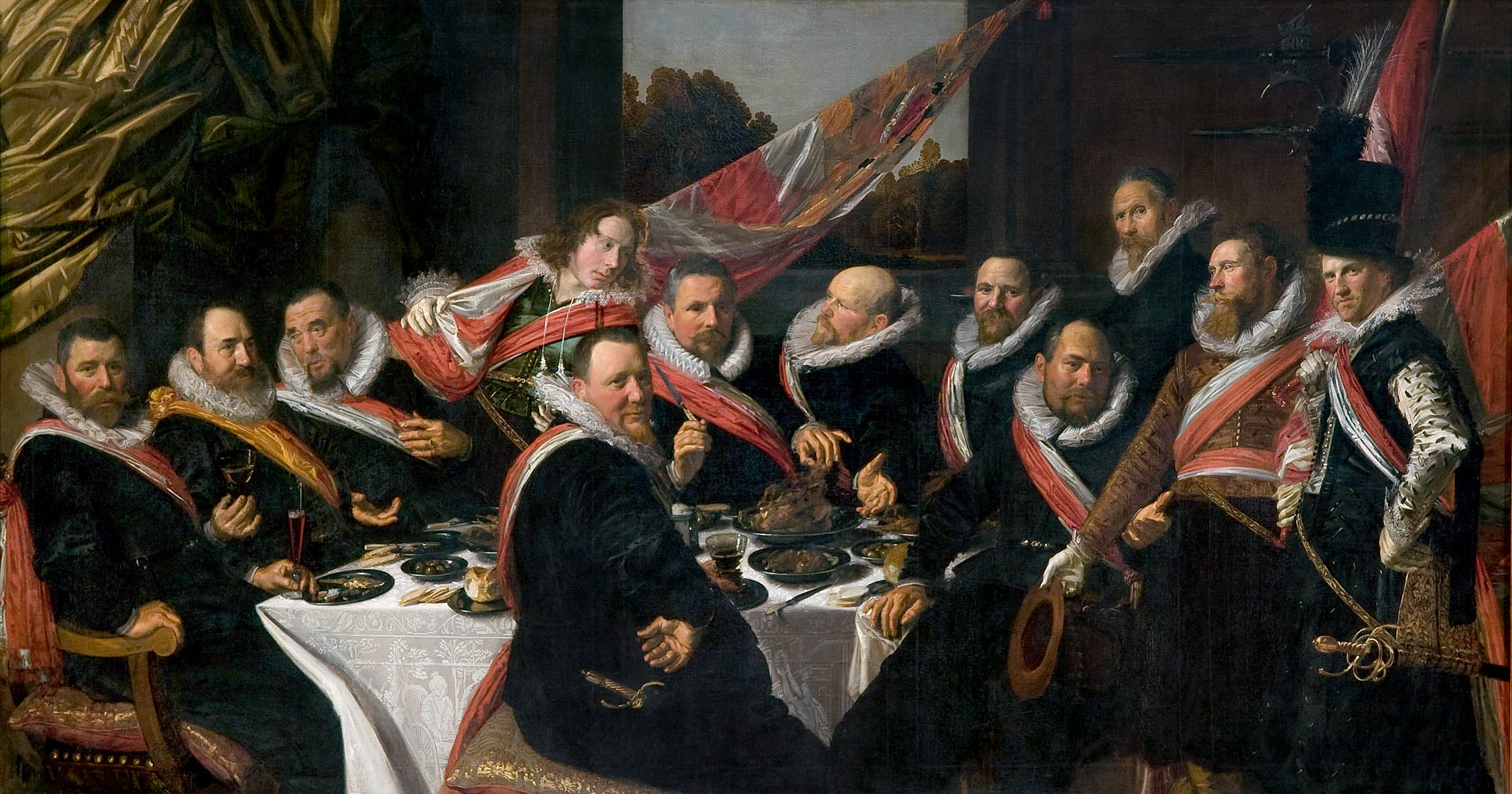
Banquet des officiers du corps des archers de Saint-Georges, 1616, huile sur toile, 172 x 324 cm (musée Frans Hals, Haarlem).

C'est en 1616 que Hals obtient son premier grand succès, avec un portrait de groupe grandeur nature, le Banquet des officiers du corps des archers de Saint-Georges. Cette œuvre datée, bien qu'elle figure parmi les tableaux les plus anciens que l'on connaisse de l'artiste, témoigne pourtant d'une maîtrise saisissante, dont on peut déduire qu'un bon nombre d'autres œuvres moins abouties ont dû la précéder. En 1612, Frans Hals était lui-même devenu membre de la milice de Saint-Georges. Son nom, suivi de sa qualité (« Frans Hals schilder » – i.e. « Frans Hals peintre ») apparaît en effet dans le Register van de loffelijcke Schutterij der stadt Haerlem (le « Registre de la respectable milice de la ville de Haarlem ») ; au sein de cette milice, il appartenait à la compagnie du capitaine Jacob Laurensz, et son arme, selon la lettre placée devant son nom  dans le registre, était le mousquet. On a conservé de Frans Hals en tout trois portraits de groupe de cette milice (réalisés en 1616, vers 1627, et de 1636 à 1639). On s'est plu à imaginer que le peintre s'était lui-même représenté dans le portrait des officiers et sous-officiers terminé en 1639, mais ceci n’a jamais pu être démontré. Habituellement, les simples membres ne figuraient pas sur le portrait de groupe, ce privilège étant réservé seulement aux officiers. Il est possible cependant qu’il ait bénéficié d’une faveur pour avoir peint la compagnie à trois reprises.
En 1616, la même année au cours de laquelle il réalise le premier portrait de groupe de la milice de Saint-Georges, Hals est poursuivi pour ne pas avoir payé des peintures. Le fait est renseigné dans un document d'archive judiciaire, sur lequel il est également fait mention que le peintre se trouve entre les mois d'août et de novembre à Anvers, ce qui constitue le seul témoignage connu d'un séjour de Hals hors des frontières des Provinces-Unies.
Des historiens ont pu rapporter que le peintre battait Anneke, sa première femme, en se basant sur un document d’archive daté du 20 février 1616, dans lequel est indiqué qu'un dénommé Frans Hals est amené à comparaître devant les magistrats pour maltraitance envers sa conjointe. Il s’agit cependant d’une erreur car, comme l’a fait remarquer Seymour Slive, le Frans Hals en question n’est pas l’artiste, mais un autre habitant de Haarlem du même nom. De fait, au moment du délit, Frans Hals n’aurait pu se livrer à des violences sur Anneke, étant donné que celle-ci, après avoir donné naissance à un second fils dont on ignore le nom, était morte en couches plusieurs mois plus tôt, en juin 1615. De la même manière, on a attribué à Hals un penchant pour la boisson en s’appuyant en grande partie sur des anecdotes amplifiées par Arnold Houbraken, sans qu’il n’existe aucun document fiable permettant de le prouver.
Le 12 février 1617, Frans Hals épouse en secondes noces Lysbeth Reyniers, la fille cadette d’un poissonnier qu’il avait engagée pour veiller sur ses deux enfants. Le mariage a lieu à Spaarndam, un petit village situé hors les bans de Haarlem, car la jeune femme est alors déjà enceinte de huit mois. L'enfant naîtra quelques jours plus tard, une fillette qui sera prénommée Sara. Frans Hals est un père dévoué et le couple aura huit enfants au moins. Après Sara, Frans « junior » naît en 1618, et Jan en 1622.
Entre-temps, en 1618-1619, le peintre figure, en même temps que son frère Dirck, parmi les membres de la chambre de rhétorique de Haarlem De Wijngaertranken (« Les Sarments de vigne »), dont fera également partie quelques années plus tard l'un de ceux qui passent pour avoir effectué leur apprentissage auprès de Frans Hals : Adriaen Brouwer. La devise de cette société littéraire était « Lieft boven al » (« L'amour par-dessus tout »).

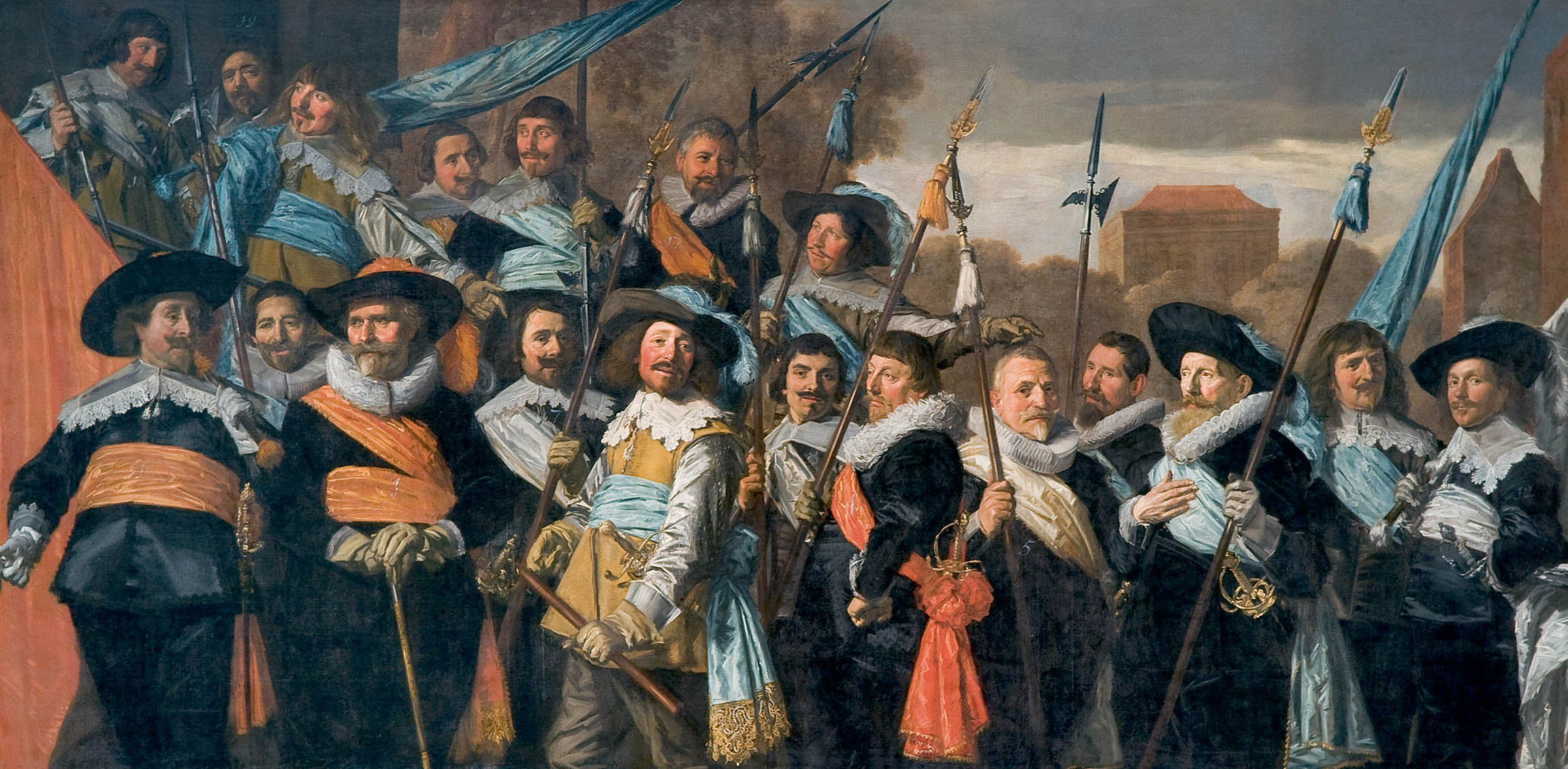
Cortège des officiers et des sous-officiers du corps des archers de Saint-Georges, 1639, huile sur toile, 218 x 421 cm (Frans Hals Museum, Haarlem).

Vers 1627, il réalise un second Banquet des officiers du corps des archers de Saint-Georges, ainsi que le portrait de groupe d'une autre milice civile : le Banquet des officiers du corps des archers de Saint-Adrien.
En 1629, il travaille en tant que restaurateur d'œuvres d'art sur une vaste collection de peintures, que Van Mander décrit dans son livre Het Schilder-Boeck (« Le Livre des peintres »), publié en 1604. Parmi ces tableaux,  appartenant au siège de la confrérie de Saint-Jean de Haarlem, figurent notamment des œuvres de Geertgen tot Sint Jans, Jan van Scorel et Jan Mostaert. On pense que Frans Hals aurait alors été chargé plus particulièrement de restaurer le retable de Geertgen tot Sint Jans provenant de la Janskerk (« église [Saint-]Jean »), retable dont certains panneaux, notamment celui représentant La Déploration du Christ, sont aujourd'hui conservés au Kunsthistorisches Museum de Vienne. Ce travail était rémunéré par la ville de Haarlem, étant donné que toutes les œuvres d’art religieux avaient été confisquées durant l’iconoclasme ; officiellement, cependant, le Conseil ne posséda pas la totalité de la collection avant 1625, quand les édiles décidèrent quelles peintures convenaient pour décorer les salles de la ville. Les œuvres écartées, car considérées comme « trop catholiques », avaient été vendues à Cornelis Claesz. van Wieringen, membre de la guilde de Saint-Luc, à charge pour lui de faire en sorte qu’on ne les trouve plus à Haarlem.
Malgré des commandes régulières, Hals sera pourtant, quasiment tout au long de sa vie, en butte à des difficultés matérielles. Ainsi, en 1630, incapable de payer ses dettes auprès d'un cordonnier, il est poursuivi en justice et, l'année suivante, c'est un boucher qui, pour les mêmes raisons, le conduit devant les tribunaux.
Tandis que certains de ses contemporains, comme Rembrandt, déménageaient au gré des caprices de leurs mécènes, Hals se montre réticent à l'idée de travailler ailleurs que dans sa ville. D’après les archives de Haarlem, en dépit d'une rémunération très élevée, il laisse inachevé le portait d’un groupe de soldats commencé à Amsterdam en 1633 – la compagnie du capitaine Reael –, parce qu'il refuse de continuer à peindre à cet endroit, réclamant des soldats qu’ils se rendent chez lui pour poser. En 1635, nouveau revers : il se trouve dans l'incapacité de s'acquitter de la cotisation annuelle auprès de la guilde de Saint-Luc. À cette époque, il dirige un atelier dans la Grote Heiligland, près de l’hospice des vieillards, dont il sera amené à la fin de sa carrière, en 1664, à peindre les régents et régentes (l'hospice, l’Oudemannenhuis, deviendra bien des années plus tard le musée Frans Hals).
Il obtient en 1641 la commande d’un portrait de groupe des régents de l’hôpital Sainte-Élisabeth, mais les années qui suivent voient ses difficultés financières s’accentuer. Hals est alors considéré comme un peintre quelque peu démodé. En 1644, l’année même où il est promu à une plus haute fonction au sein de la guilde des peintres, il est condamné à une amende pour insolvabilité. Dix ans plus tard, pour s’acquitter de dettes contractées auprès d’un boulanger du nom de Jan Ykessz, il est contraint de vendre une partie de ses biens. L’inventaire qui est alors dressé ne fait mention que de trois matelas et traversins, une armoire, une table et cinq peintures (de lui, de ses fils, de Van Mander et de Maarten van Heemskerck). En 1661, la guilde des peintres le dispense du paiement de la cotisation annuelle. Resté sans ressources, la municipalité finit par lui octroyer, en 1664, en plus de trois chars de tourbe, une annuité de deux cents florins, venant s’ajouter à une pension de cent cinquante florins allouée deux ans plus tôt.
À côté de la peinture, il continua tout au long de sa vie à travailler comme restaurateur d’œuvres d’art, comme marchand de tableaux, et comme expert dans le domaine des impôts sur l’art auprès des conseillers municipaux.
| |  |  |
| À droite : Portrait de Cornelia Claesdr. Vooght (épouse de Nicolaes van der Meer), 1631, huile sur panneau, 126,5 x 101 cm (musée Frans Hals, Haarlem). À gauche : Portrait de Nicolaes van der Meer (mari de Cornelia Claesdr. Vooght), 1631, huile sur panneau, 128 x 101 cm (musée Frans Hals, Haarlem). |  |  |

Frans Hals meurt en 1666 à Haarlem. Il est enterré dans le chœur de l’église Saint-Bavon (Sint-Bavokerk). Sa veuve meurt plus tard dans un hôpital, oubliée de tous, après avoir eu recours à la charité publique.

### La fortune critique de Frans Hals
Succès et louanges accompagnent la carrière de Frans Hals, jusqu'à une certaine époque tout au moins. Les conflits civiques, alors très aigus aux Pays-Bas, ont peut-être concouru à cette situation. L'insoupçonnable Scheits déclare sans ambages que les difficultés financières qui pèsent sur la maturité et la vieillesse de l'artiste, ont pour cause la baisse de qualité de sa production qui, c'est évident, ne peut plus se mesurer avec les modes nouvelles imposées par les portraitistes et leurs clients, ce qui n'empêche pas Hals d'avoir des commandes de portraits jusqu'à la fin de sa longue activité. Mais il est indéniable qu'au XVIIe siècle, plusieurs importants historiens de l'art hollandais le négligèrent : Samuel van Hoogstraten ne le cite pas dans l'Inleyding tot de Hooge Scoole der Schilderkonst (Middelburg 1641 ; Rotterdam 1678), ni Gérard de Lairesse dans Het Groot Schilderboeck (Amsterdam 1707), de même J. von Sandrart, pourtant si anticonformiste et si bien informé sur l'art nordique, ne juge pas opportun de lui consacrer une biographie en 1675, quand il réunit les vies des principaux maîtres de son temps.

## Genres

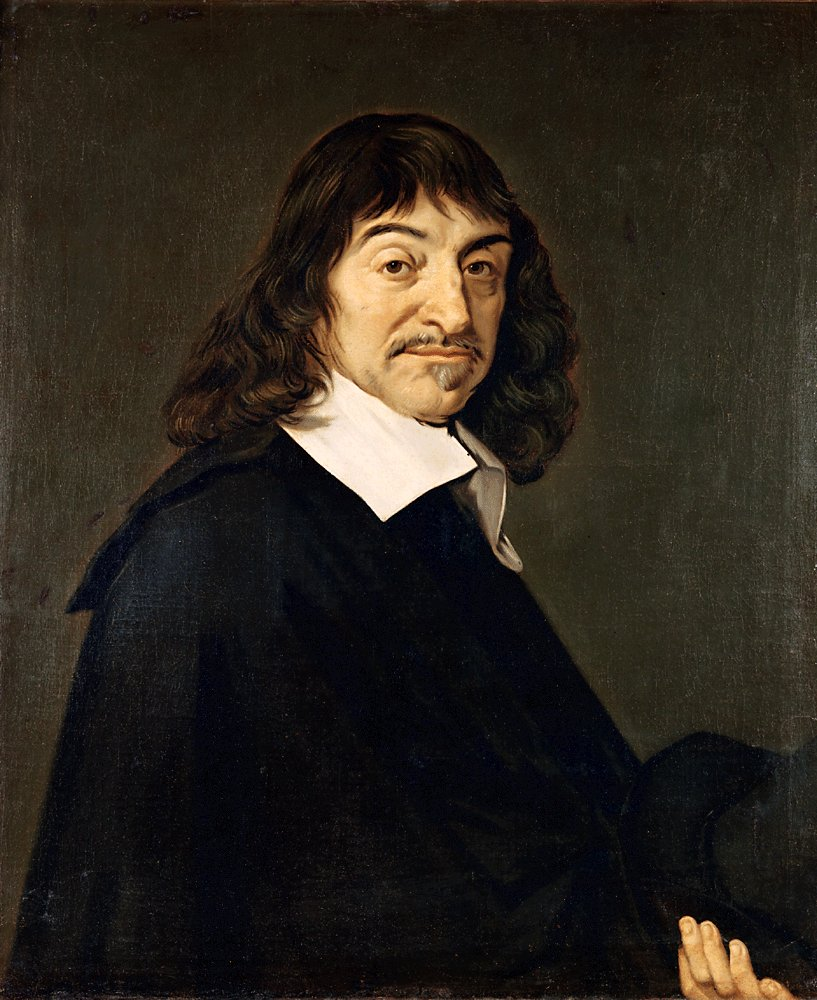
D'après Frans Hals, Portrait de René Descartes, 1649, huile sur toile, 78 x 69 cm (Musée du Louvre, Paris).

### Portrait

#### Portraits individuels

##### Caractéristiques générales
À quelques rares exceptions près, le personnage apparaît, debout ou assis, sur un fond uni et relativement sombre, avec éventuellement sur celui-ci son ombre. Parfois, il tient un accessoire, tels un crâne, un livre, une canne, une épée, une branche, un éventail, une fleur – souvent symbolisant ou venant souligner un trait de caractère du sujet –, ou un élément vestimentaire, comme une paire de gants ou un chapeau.
La plupart du temps, il est cadré à mi-corps, plus rarement aux trois-quarts, et exceptionnellement en pied (un seul exemple est connu : le portrait de Willem Van Heythuysen).
Quelquefois figurent sur le portrait les armoiries du personnage – dans certains cas rajoutées a posteriori par une autre main que celle du peintre – et/ou l'indication de son âge au moment du portrait, précédée de l'inscription en latin ætat. suæ (abréviation de ætatis suæ : « à l'âge de »).

##### Personnalités représentées

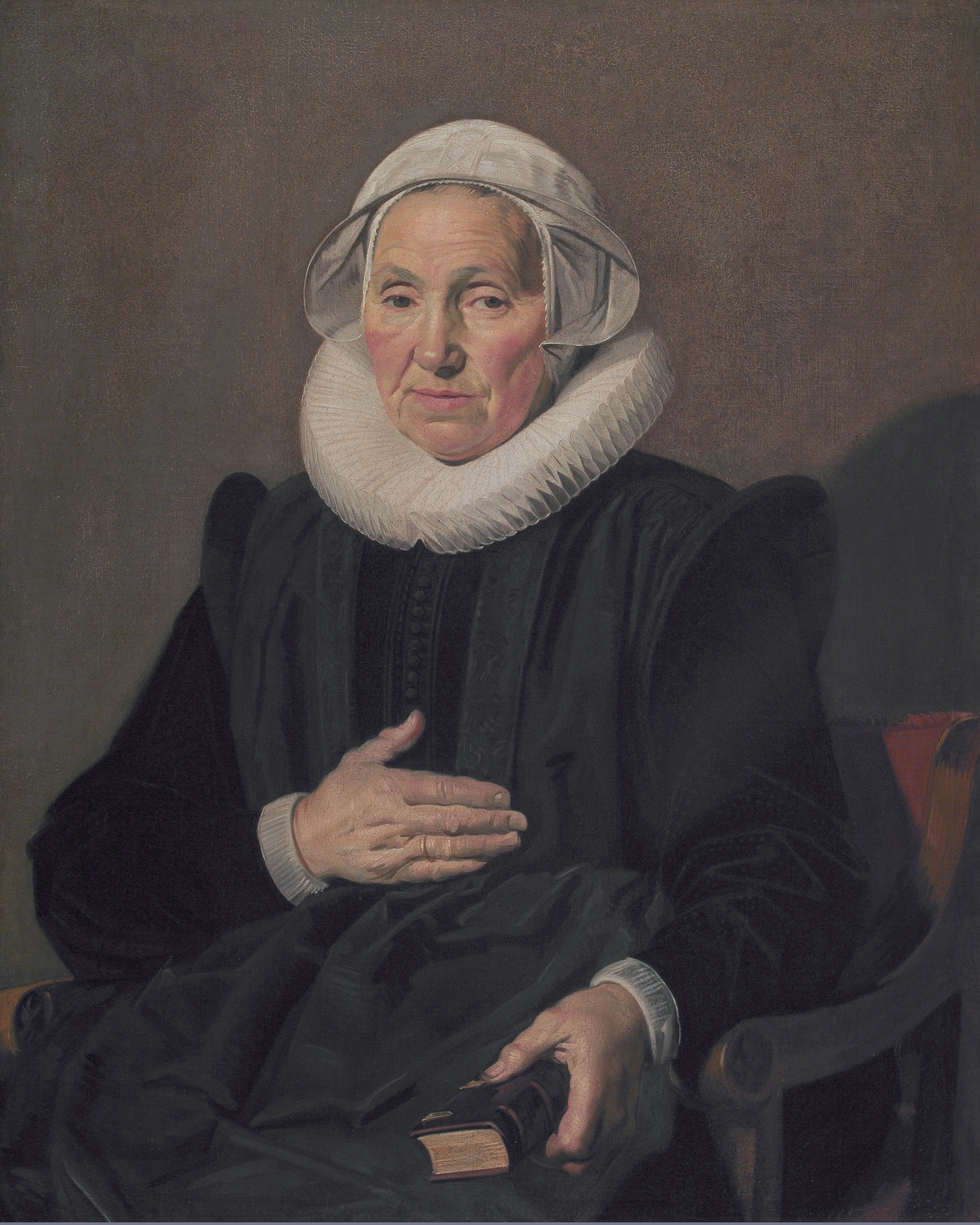
Portrait de Sara Andriesdr Hessix, épouse du prédicateur Michiel Jansz van Middelhoven (c 1626)

Hals a peint les portraits individuels de personnalités issues en majorité des classes aisées et appartenant à différentes catégories :
- les membres de familles hollandaises distinguées, comme les Coymans[13], Olycan[14], Schade van Westrum[15], Van Beresteyn[16], Van der Meer[17], Van Heythuysen[18] et les Verschuur[19] ;
- des personnages ayant brillé au service de la République, en temps de paix comme en temps de guerre, comme Isaac Massa ou Pieter van den Broecke ;
- des collègues peintres, comme Jan Asselyn, Frans Post, Vincent van der Vinne (?)[20], et les calligraphes Jean de La Chambre et Arnold Möller[21].
- des prédicateurs, aussi bien protestants que catholiques, tels que Herman Langelius[22], Caspar Sibelius[23], Adrianus Tegularius[24], Michiel van Middelhoven[25], Conradus Viëtor[26] et Theodoor Wickenburg[27] ;
- des gens de lettres, professeurs et savants, comme Johannes Acronius[28], Samuel Ampzing[29], Pieter Bor (en)[30], Johannes Hoornbeek[31], Jacobus Revius[32], Theodorus[33] et Petrus Schrevelius[34], Petrus Scriverius[35], ainsi que le scientifique et philosophe français René Descartes.

C'est vers 1649 que Hals aurait réalisé un Portrait de René Descartes, dont l'original semble perdu mais dont le Louvre garde une copie. Un autre portrait de Descartes attribué à Hals est conservé au Statens Museum for Kunst de Copenhague.
Certaines de ces œuvres sont en réalité des portraits de couple, dont l’homme et la femme sont représentés sur deux toiles ou panneaux distincts. Parfois, l'identité du personnage représenté n'a pu être retrouvée, ce qui est le cas notamment du Cavalier riant. Des portraits d'enfants, souvent joyeux, sont vraisemblablement ceux des propres enfants du peintre.

#### Portraits de groupe

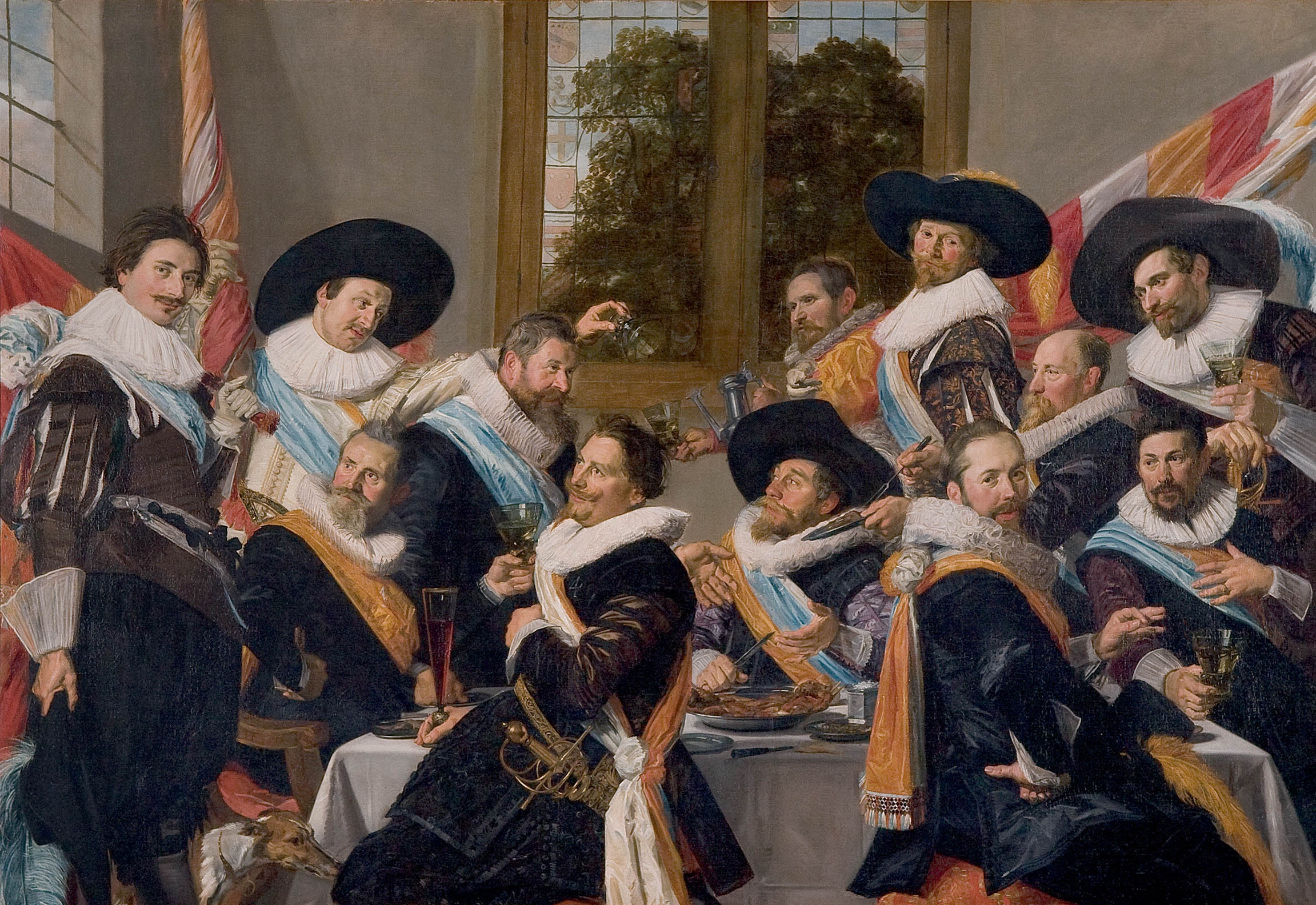
Banquet des officiers du corps des archers de Saint-Adrien, 1627, huile sur toile, 183 x 266,5 cm (musée Frans Hals, Haarlem).

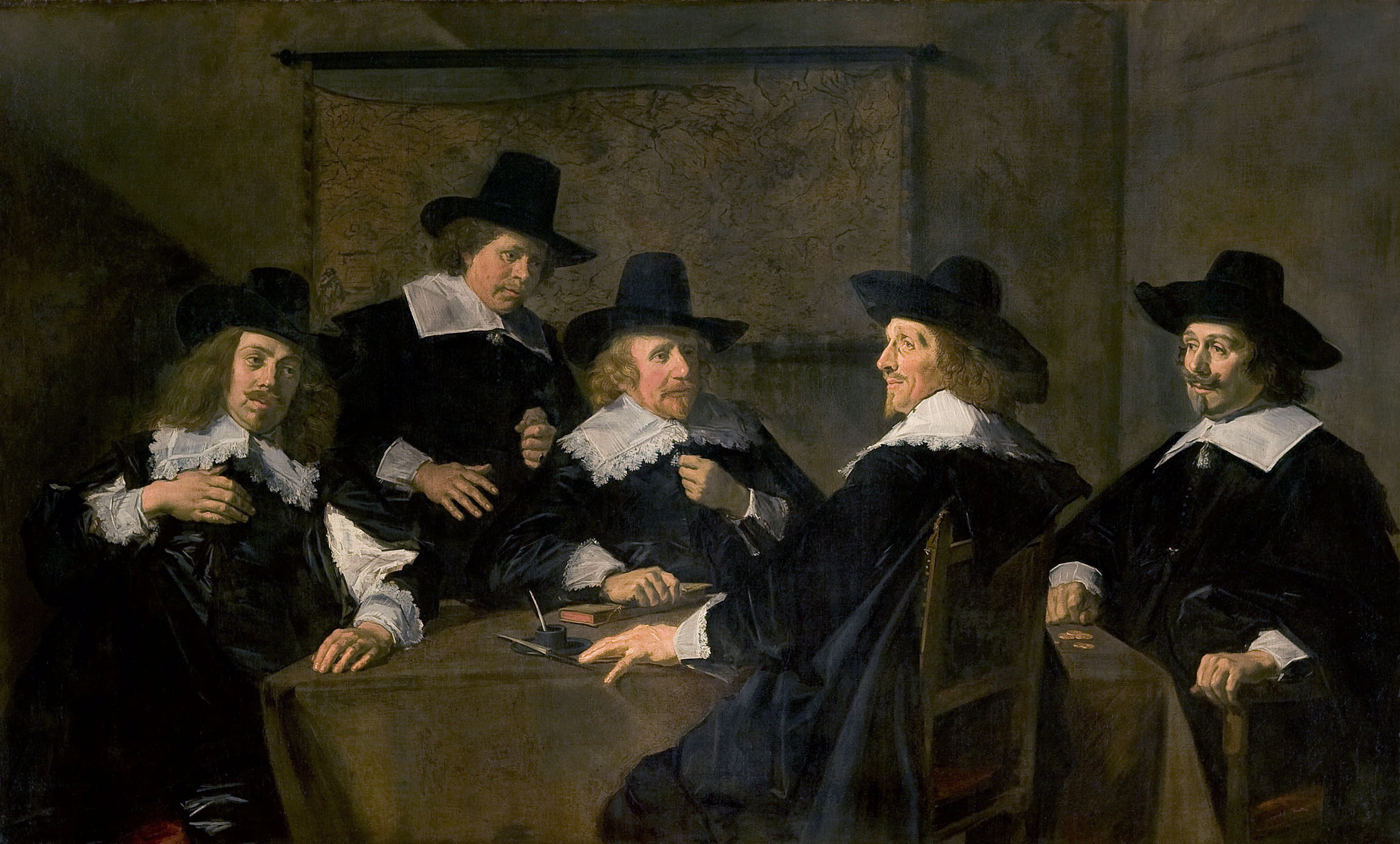
Portrait de groupe des régents de l'hôpital Sainte-Élisabeth de Haarlem, 1641, huile sur toile, 153 x 252 cm (musée Frans Hals, Haarlem).

Hals a exécuté plusieurs portraits de groupe. Il s’agit de portraits réalisés sur commande, d’individus appartenant aux couches moyennes ou supérieures de la société de l’époque.

##### Portraits militaires
Les militaires, du moins les officiers et les sous-officiers qui commandaient leur portrait de groupe, étaient habituellement issus des cercles plus « élevés ».
Le musée Frans Hals à Haarlem possède du maître cinq portraits de milices civiles :
- Trois tableaux représentant le corps des archers de Saint-Georges :
  - Banquet des officiers du corps des archers de Saint-Georges, en 1616 (seul portrait de milice daté) ;
  - un tableau du même titre (mais entre-temps les « acteurs » ont changé), vers 1627 ;
  - Cortège des officiers et des sous-officiers du corps des archers de Saint-Georges, réalisé de 1636 à 1639.
- Deux tableaux représentant un autre corps des archers, placé celui-ci sous le patronage de saint Adrien :
  - Banquet des officiers du corps des archers de Saint-Adrien, présentant le monogramme FHF (i.e. « Frans Hals Fecit »), vers 1627 ;
  - Réunion des officiers et sous-officiers du corps des archers de Saint-Adrien, vers 1633.

Sur ces seuls tableaux figurent en tout 68 portraits de 61 individus différents, sans compter un chien.
Le tableau La Compagnie du capitaine Reinier Reael et du lieutenant Cornelis Michielsz. Blaeuw, dit La Maigre Compagnie, conservé au Rijksmuseum, fut laissé largement inachevé par Hals. C'est Pieter Codde qui fut chargé de le terminer en 1637. Il est relativement malaisé de distinguer dans cette œuvre les contributions de l'un et de l'autre peintre.

##### Régents
Le musée Frans Hals conserve par ailleurs trois portraits de régents :
- Portrait de groupe des régents de l'hôpital Sainte-Élisabeth de Haarlem, de 1641 ;
- Portrait de groupe des régents de l'hospice des vieillards, de 1664 ;
- Portrait de groupe des régentes de l'hospice des vieillards, de la même année.

##### Portraits de famille
On compte aussi quelque portraits de famille : le Portrait de famille dans un paysage (Bridgnorth, Shropshire) réalisé vers 1620, le portrait de famille de 1635 du Cincinnati Art Museum (Ohio), deux autres Portrait de famille dans un paysage, datant chacun de 1648 et conservés l’un à la National Gallery de Londres et l’autre au 
Musée Thyssen-Bornemisza de Madrid – ce dernier est en fait le seul tableau de Frans Hals figurant dans un musée espagnol.
Frans Hals a aussi réalisé un portrait de mariage où, contrairement à l’habitude, le couple est représenté sur le même support : le Portrait de mariage d'Isaac Massa et Beatrix van der Laen du Rijksmuseum, tableau peint en 1622.

### Scènes de genre

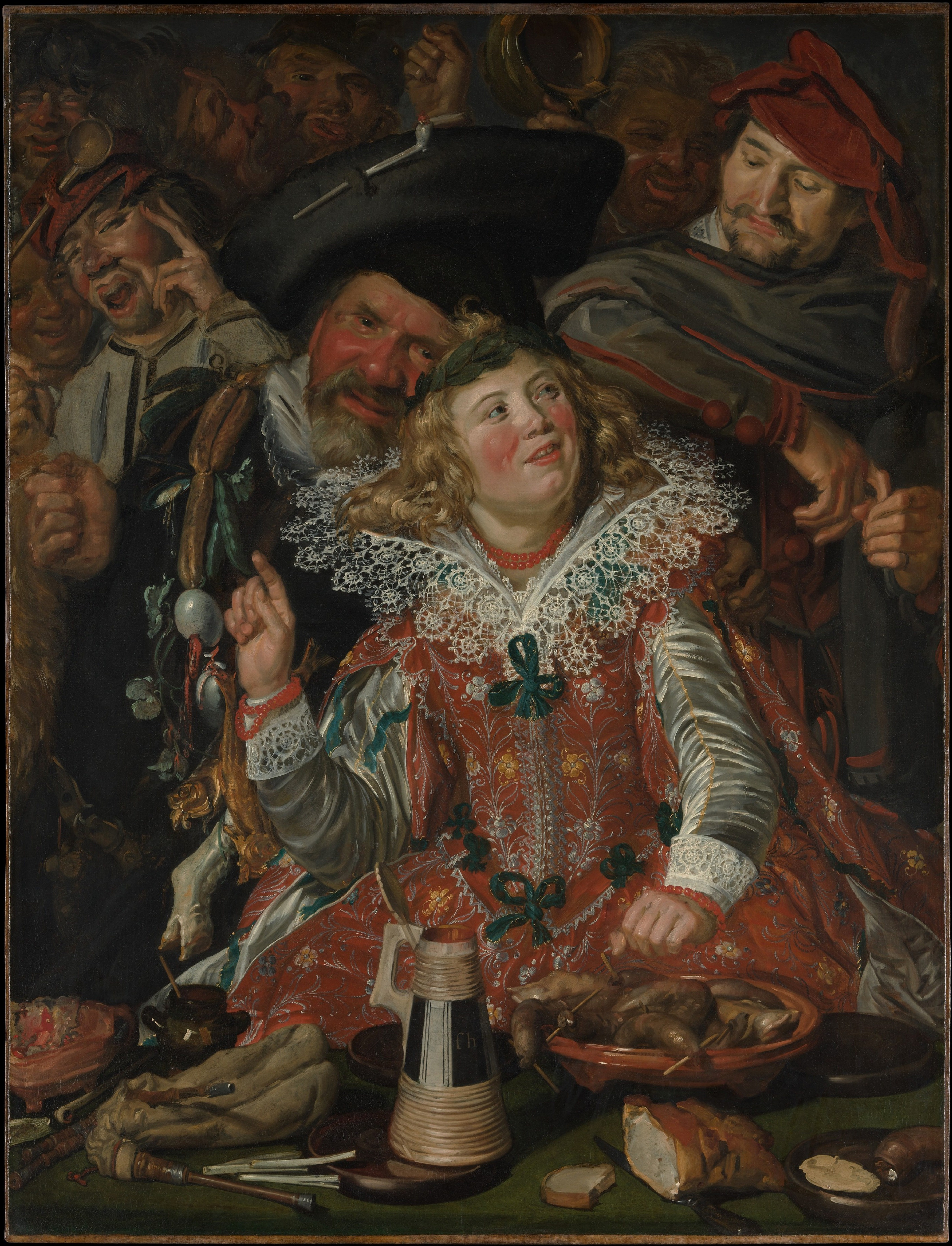
Fêtards du Mardi Gras, v.1615, huile sur toile, 131,4 x 99,7 cm (Metropolitan Museum of Art, New York).

En dehors des portraits, Hals est également l’auteur de quelques scènes de genre, représentant des fêtards, des musiciens, des enfants de pêcheur sur une plage, une marchande de légumes, la « folle du village » de Haarlem (la « Malle Babbe »), et d’autres sujets du même type, qui semblent avant tout destinés à restituer des « impressions de la vie quotidienne ».
Par leurs thèmes, les peintures de genre de Hals se rapprochent davantage des œuvres des peintres caravagesques d'Utrecht que des scènes bourgeoises inventées par Willem Pietersz. Buytewech (v.1591-1624), lequel, pourtant, était actif à Haarlem au même moment que lui – entre 1612 et 1617 – ; et l'influence de Buytewech allait être immense sur d'autres peintres, comme Pieter de Hooch et Johannes Vermeer.
Les tableaux de genre de Hals se distinguent par ailleurs par leur format, en général plus grand que celui ordinairement adopté pour ce type d'œuvre.
Le Metropolitan Museum of Art de New York en conserve de très beaux exemples : les Fêtards du Mardi-Gras, datant de 1615 environ, Le Jeune Ramp et sa belle (1623), le Garçon au luth (vers 1635). Une version du Joueur de "rommelpot" se trouve au Kimbell Art Museum, à Fort Worth (Texas), et une autre, qui lui est vraisemblablement postérieure, à l'Art Institute of Chicago.
Certains tableaux de Hals peuvent être considérés autant comme des portraits que comme des peintures de genre. C’est par exemple le cas de La Bohémienne (vers 1628-1630) du Louvre ou du Joyeux Buveur (vers 1628-1630) du Rijksmuseum. Ils sont parfois qualifiés de « portraits de caractère ».

### Autres genres?
On peut se demander si Hals peignit jamais des paysages, des natures mortes ou des scènes dites « historiques ». De nombreux artistes néerlandais du XVIIe siècle faisaient le choix de se spécialiser dans un type d'œuvre déterminé, et il semblerait que Hals fut essentiellement un portraitiste et un peintre de genre. Le Musée d'art occidental et oriental d'Odessa (Ukraine) conserve toutefois des peintures attribuées à Frans Hals, datées de 1625, représentant des évangélistes. Le catalogue raisonné dressé au début du XXe siècle par l'historien de l'art Cornelis Hofstede de Groot recense en outre quatre tableaux à thème biblique (peut-être inauthentiques) : deux « Fils prodigue », un « Reniement de saint Pierre » et une représentation de sainte Marie Madeleine.

## Évolution artistique

### Une constance: avant tout un portraitiste

Portrait de Pieter van den Broecke, 1633, huile sur toile, 71,2 x 61 cm (Kenwood House, Londres).

Hals est donc surtout connu pour ses portraits, de citoyens aisés la plupart du temps, comme Pieter van den Broecke et Isaac Massa, qu’il a peint trois fois, et a également réalisé des portraits de groupe de grand format, parmi lesquels un grand nombre représentent des gardes civils. Peintre baroque, il pratiquait un réalisme intimiste avec une approche radicalement libre. Ses tableaux illustrent des couches variées de la société : des banquets ou des réunions d’officiers, des tireurs d’élite, des membres de guildes, des amiraux, des généraux, des bourgmestres, des marchands, des avocats et des greffiers, des musiciens et des chanteurs itinérants, des représentants de la haute société, des poissonnières et des héros de taverne.
Dans ses portraits de groupe, comme ceux du corps des archers de Saint-Adrien, Hals saisit chaque personnage d’une façon différente. Les visages ne sont pas idéalisés et sont clairement reconnaissables ; les personnalités sont révélées à travers toute une série de poses et d’expressions faciales.

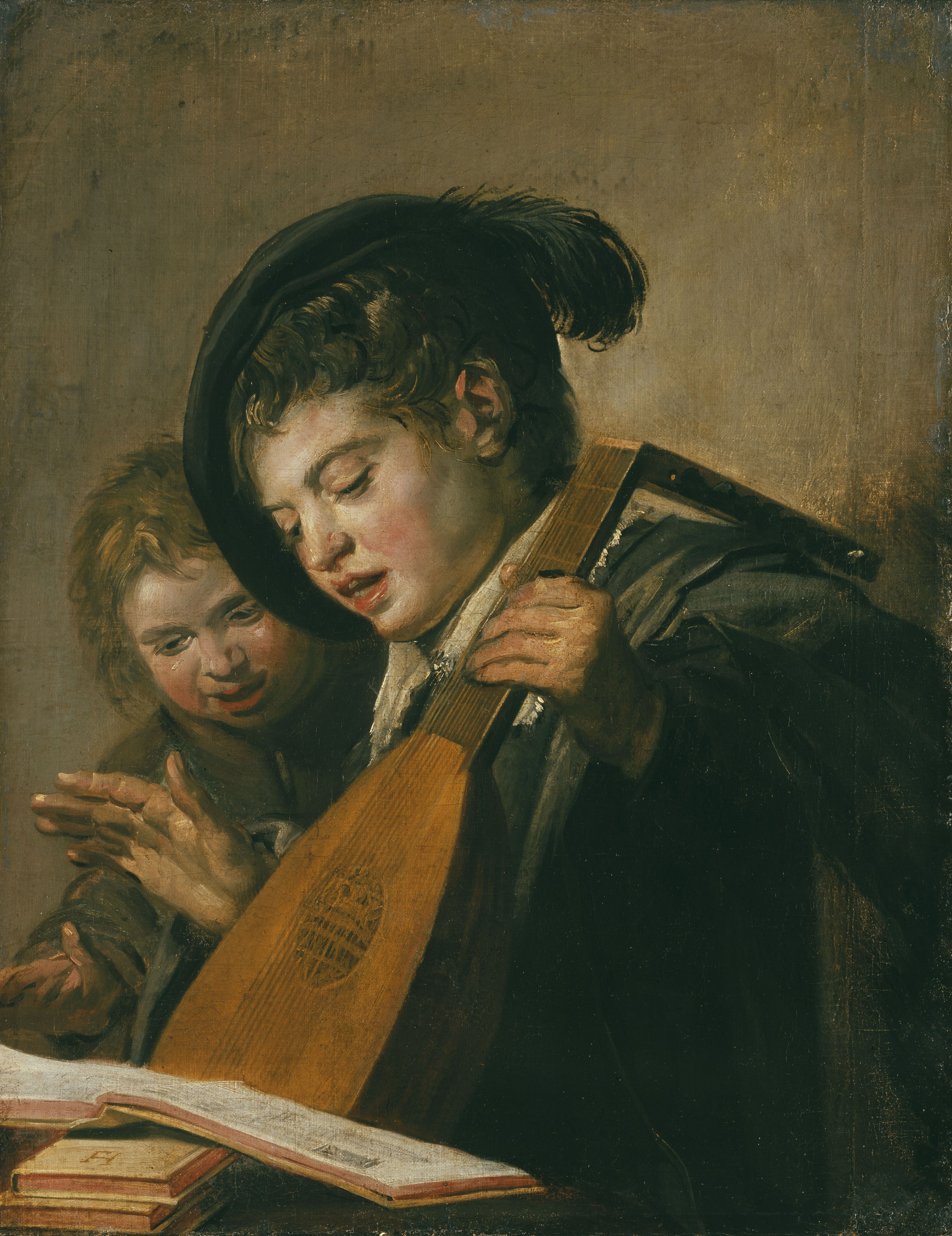
Deux Garçons jouant et chantant, v.1625, huile sur toile, 76 x 52 cm (Museumslandschaft Hessen-Kassel - Gemäldegalerie Alte Meister - Schloß Wilhelmshöhe, Cassel).

Selon les sources dont on dispose, il fait son apprentissage chez le peintre et historien de l'art Carel van Mander (Hals posséda plusieurs tableaux de Van Mander qui faisaient partie d’un lot de biens vendus en 1652 pour payer des dettes de boulangerie). Rapidement, il perfectionna son art au point de surpasser celui pratiqué par ses prédécesseurs, comme Jan van Scorel et Antonio Moro, et il se dégagea progressivement des conventions traditionnelles du portrait.
Tandis que Rembrandt utilise des effets d’éclats dorés basés sur des contrastes artificiels, Hals préfère quant à lui la lumière du jour et les reflets argentés. Ils sont l’un et l’autre des peintres du toucher, mais les notes qu’ils produisent sont d'une couleur différente : Rembrandt est le basse et Hals le soprano. Avec une rare intuition, Hals parvient à capturer un instant de la vie de ses sujets. Il retranscrit avec grand soin ce que la nature montre à cet instant avec une gradation délicate des couleurs, et en se rendant maître de chaque forme d’expression. Il a acquis une telle habileté que quelques coups de pinceau marqués et fluides suffisent à produire l’exactitude dans le ton, la lumière et l’ombre.

### Vers un style plus libre
Les premiers tableaux de Hals, comme le Banquet des officiers du corps des archers de Saint-Georges de 1616 et Deux Garçons jouant et chantant, peint vers 1625, le montrent comme un dessinateur soigneux capable de grande finition, et malgré tout plein de fougue. Les chairs qu’il peint alors sont pâteuses et lissées, et moins claires qu’elles ne le deviendront plus tard. Par la suite, il acquiert une plus grande efficacité, sa main possède une plus grande liberté, et ses effets témoignent d’une plus grande maîtrise.
Durant cette période, il peint le portrait de Paulus van Beresteyn (musée du Louvre), et celui en pied de Willem van Heythuysen appuyé sur une épée (Alte Pinakothek, Munich). Ces deux tableaux sont égalés par l’autre Banquet des officiers des arquebusiers de Saint-Georges de 1627 (avec divers portraits), le Banquet des officiers du corps des archers de Saint-Adrien de 1627 et la Réunion des officiers et sous-officiers du corps des archers de Saint-Adrien de 1633. Une peinture similaire, portant la date de 1637, suggère l’étude des chefs-d’œuvre de Rembrandt, et la même influence transparaît dans le Portrait de groupe des régents de l'hôpital Sainte-Élisabeth de Haarlem de 1641 et dans le Portrait de Maria Voogt (Rijksmuseum, Amsterdam). 
|  |  |  |

Il exécute, en particulier entre 1620 et 1640, un grand nombre de portraits de couples mariés, sur des panneaux distincts, l’époux figurant sur le panneau de gauche et l’épouse sur celui de droite. L'usage était assez répandu à l'époque. Une fois seulement, Hals réunit sur une même toile un couple : dans le Portrait de mariage d'Isaac Massa et Beatrix van der Laen, peint en 1622 (Rijksmuseum, Amsterdam).
|  |  |

| |  |
| Deux paires de tableaux, deux couples : l'époux sur le panneau de gauche, l'épouse sur celui de droite. |  |

### Vers une palette plus limitée et plus sombre
Son style évolua tout au long de sa vie. Des peintures aux couleurs vives cédèrent peu à peu la place à des œuvres avec une seule couleur dominante. Après 1641, il montre une tendance à restreindre la gamme de sa palette, et à suggérer la couleur plutôt que de l’exprimer. Plus tard dans sa vie, il passe à des teintes plus sombres, et le noir est même davantage présent. Ses coups de pinceau deviennent plus relâchés, l’impression générale l’emportant sur les détails plus subtils. Tandis que gaieté et vivacité se dégageaient de ses premiers tableaux, ses derniers portraits mettent l’accent sur la stature et la dignité des personnes représentées. Cette austérité se manifeste dans le Portrait de groupe des régentes de l'hospice de vieillards et le Portrait de groupe des régents de l'hospice des vieillards (1664), des chefs-d’œuvre d’un point de vue de la couleur, quoiqu’en réalité ces œuvres soient toutes deux essentiellement monochromes. On remarque surtout sa palette retenue dans les tons de la carnation qui, au fil des années, devient de plus en plus grise, jusqu’à ce que finalement les ombres soient peintes en noir presque pur, comme c’est le cas dans le portrait de Tymane Oosdorp.
Étant donné que cette tendance coïncide avec la période de sa vie où il se retrouva dans la pauvreté, certains historiens ont émis l’hypothèse que l’une des raisons de cette prédilection pour les pigments noir et blanc était le coût moins élevé de ceux-ci, en comparaison avec les pigments carmin.

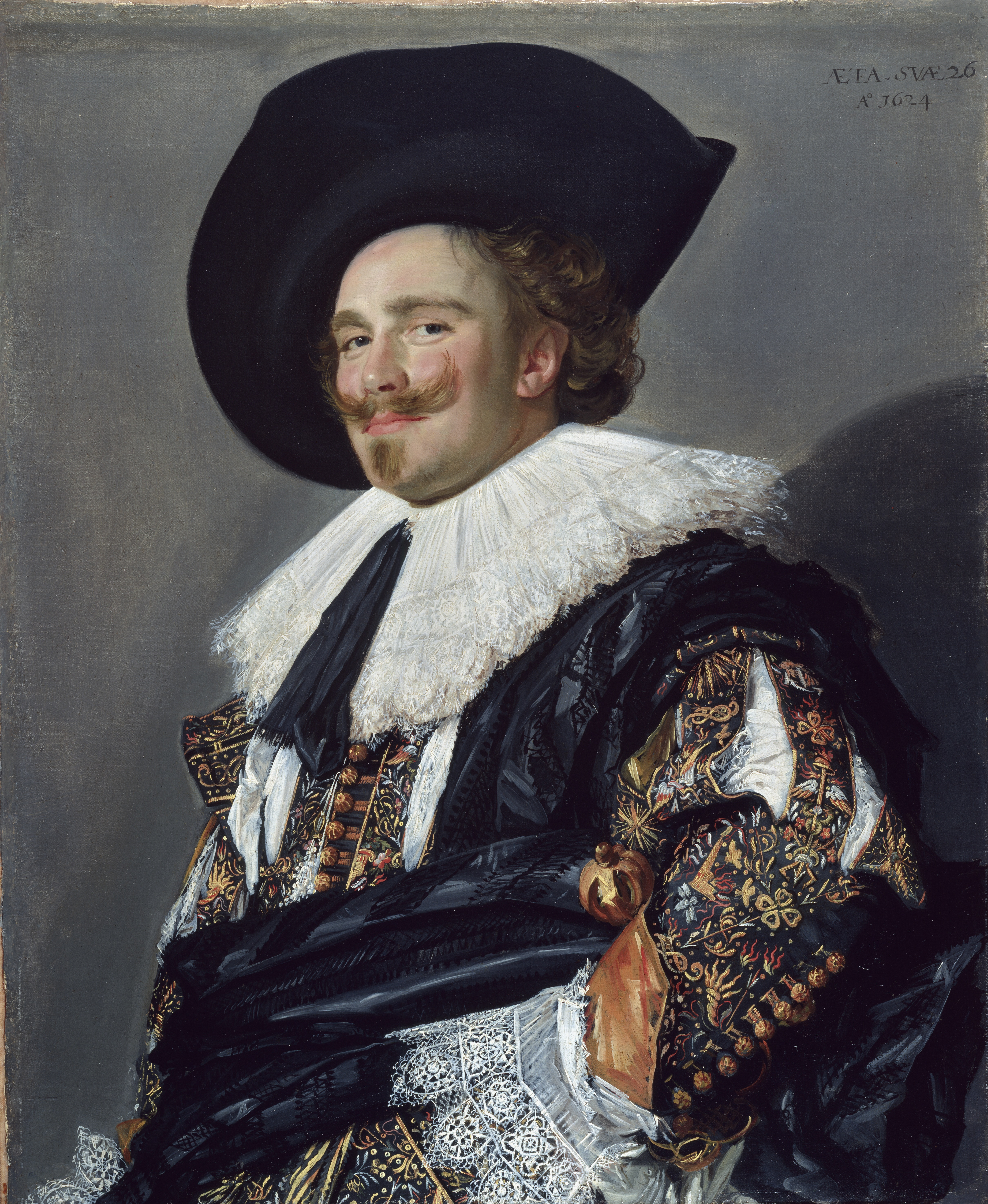
Le Cavalier riant, 1624, toile, 83 x 67 cm (Wallace Collection, Londres).

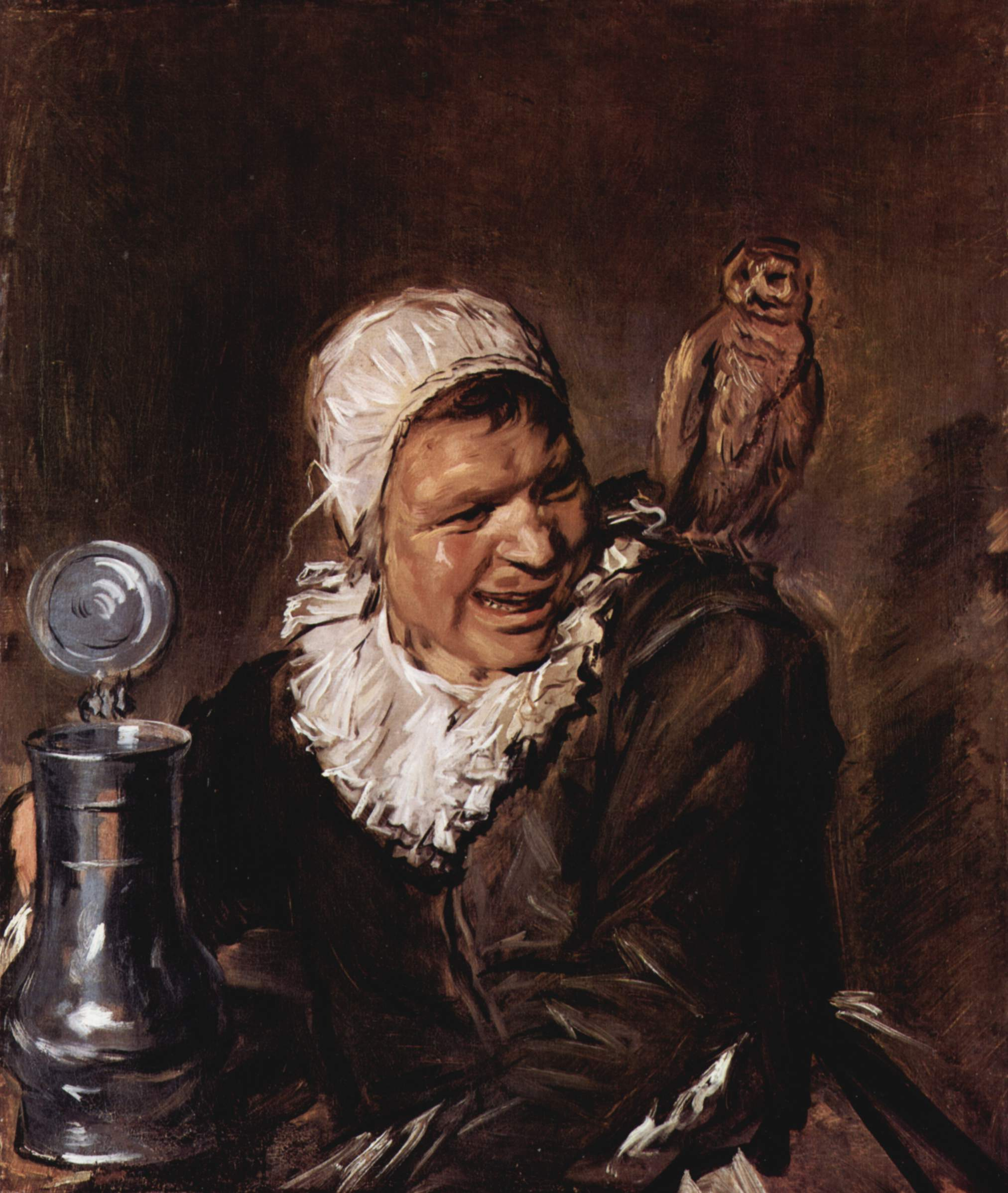
Malle Babbe, v.1633-1635, huile sur toile, 75 x 64 cm (Staatliche Museen zu Berlin - Gemäldegalerie, Berlin).

Si, comme portraitiste, Hals ne possédait pas tout à fait la pénétration psychologique d’un Rembrandt ou d’un Vélasquez, quelques-unes de ses œuvres cependant, comme ses portraits de l’Amiral De Ruyter, de Jacob Olycan et d’Albert van der Meer, témoignent d’une tentative d’analyse de personnage que l’on retrouve peu dans l’instantané d’expression de ses portraits dits « de caractères ». Dans ces derniers, il fixe en général sur la toile l’aspect fugace des différents stades de la gaieté, depuis le sourire subtil, à moitié ironique, qui frissonne autour des lèvres du curieusement mal nommé Cavalier riant (Wallace Collection) jusqu’au sot rictus de la Malle Babbe (Staatliche Museen zu Berlin - Gemäldegalerie). Appartiennent à ce groupe de peintures Le Bouffon au luth (provenant de la collection du baron Gustave de Rothschild, le tableau se trouve aujourd'hui conservé au Louvre ; une copie relativement lâche de cette œuvre se trouve par ailleurs au Rijksmuseum), La Bohémienne (Louvre) et Le Jeune Pêcheur, tandis que le Portrait de l’artiste avec sa seconde épouse, et le Portrait de Paulus van Beresteyn du Louvre relèvent d’une tendance similaire. À propos de ce dernier tableau, le Louvre possède également un portrait de l'épouse de Van Beresteyn, Catharina Both van der Eem, mais qui est d'une facture singulièrement différente, si bien qu'il est à présent considéré comme une œuvre d'un collaborateur de Hals plutôt que de Hals lui-même. On trouve une composition tout aussi réussie dans le Portrait de famille de 1648 du musée Thyssen-Bornemisza et qui constitue, à bien des égards, l’une des réalisations les plus maîtrisées de l'artiste. Cette œuvre était presque inconnue quand elle fut présentée lors de l'exposition d’hiver de 1906 à la Royal Academy. Quatre ans plus tard, le tableau était acquis par le banquier et collectionneur d'origine allemande Otto Hermann Kahn (1867-1934) pour la somme de 500 000 $ et présenté au Metropolitan Museum of Art. On a pu un temps suggérer que le peintre s'était lui-même représenté sur cette toile, entouré de sa famille.
Beaucoup de tableaux de Hals ont aujourd'hui disparu, dont on ignore le nombre exact. Selon le catalogue qui fait actuellement le plus autorité en la matière, compilé par Seymour Slive de 1970 à 1974 (antérieur au dernier catalogue d'exposition de Slive, datant de 1989), deux cent vingt-deux autres peintures pourraient être attribuées à Frans Hals. Un autre spécialiste de l’artiste, Claus Grimm, estime quant à lui que le nombre en est moins élevé (cent quarante-cinq).

## Technique picturale
« J’ai surtout admiré les mains de Hals, des mains qui vivaient, mais qui n’étaient pas « terminées », dans le sens que l’on veut donner maintenant par force au mot « finir ». Et les têtes aussi, les yeux, le nez, la bouche, faits des premiers coups de brosse, sans retouches quelconques. Peindre d’un seul coup, autant que possible, en une fois ! Quel plaisir de voir ainsi un Frans Hals ! »

— Vincent van Gogh

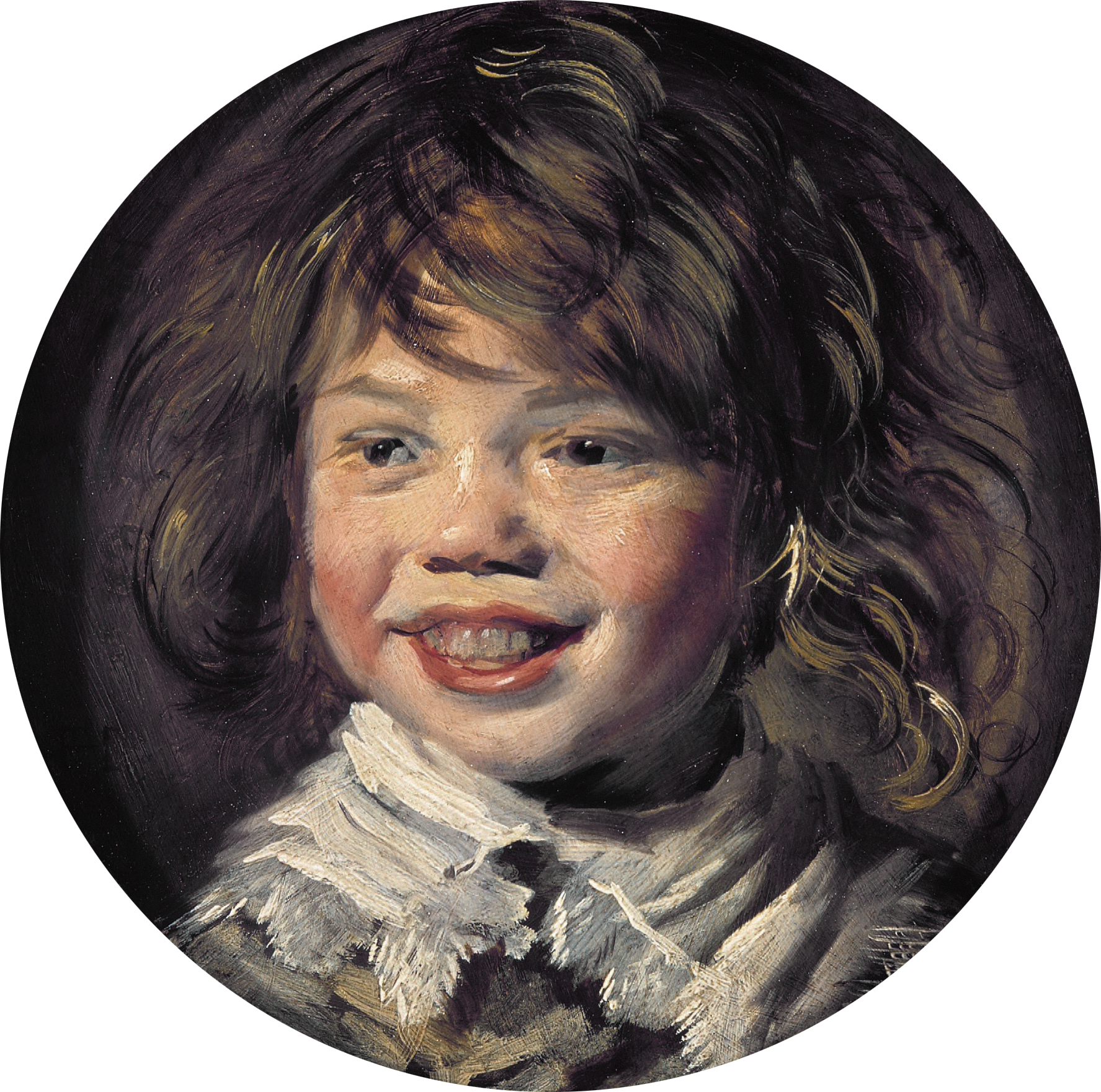
Jeune garçon riant, v.1620-1625, huile sur panneau, diam. 30,45 cm (Mauritshuis, La Haye).

On pense souvent que Hals faisait apparaître ses œuvres d’« un seul jet » (« aus einem Guss ») sur la toile. Des recherches techniques et scientifiques ont révélé qu’il s’agit là d’une fausse impression. S’il est vrai que le travail préparatoire était effectué en grande partie sans dessin d’ébauche ni sous-couche de peinture (« alla prima »), la plupart des œuvres furent réalisées en appliquant des couches successives, comme il était courant de procéder à l’époque. Quelquefois, un dessin était fait à la craie ou avec de la peinture sur une couche de fond grise ou rose et était en suite progressivement plus ou moins rempli.

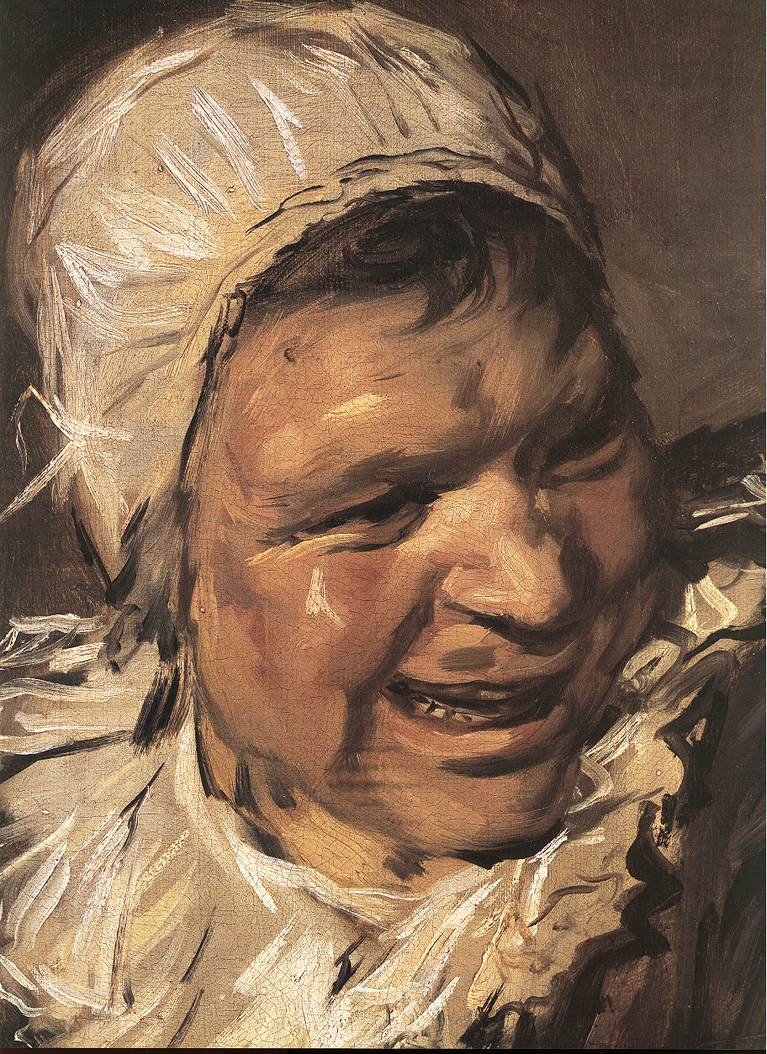
Malle Babbe (détail).

Il semblerait que Hals avait pour habitude d’appliquer la sous-couche de peinture de façon très lâche, ce qui témoigne de sa virtuosité dès le commencement de l’œuvre. Ceci est bien sûr particulièrement le cas pour ses œuvres un peu plus tardives, celles de la maturité. Hals faisait montre d’une énorme audace, d’un grand courage et de virtuosité, et possédait une grande capacité à ôter ses mains de la toile ou du panneau au moment le plus propice. Ses sujets, il ne les peignait pas « à mort » comme le faisaient la plupart de ses contemporains, très soucieux d’exactitude et très appliqués, que cela soit ou non demandé par leurs clients.
« Une façon inhabituelle de peindre qui lui est propre, et surpasse presque tout le monde. » (« Een onghemeyne  [ongewone] manier van schilderen, die hem eyghen is, by nae alle [iedereen] overtreft. ») C’est ainsi que son premier biographe, Schrevelius, décrivait au XVIIe siècle les méthodes picturales de Hals. En réalité, l’idée de peindre de façon simplifiée n'était pas apparue avec lui – dans l’Italie du XVIe siècle, d’autres artistes avaient déjà eu la même approche –, et la technique de Frans Hals s’inspirait probablement de celle de Rubens et Van Dyck, ses contemporains flamands.

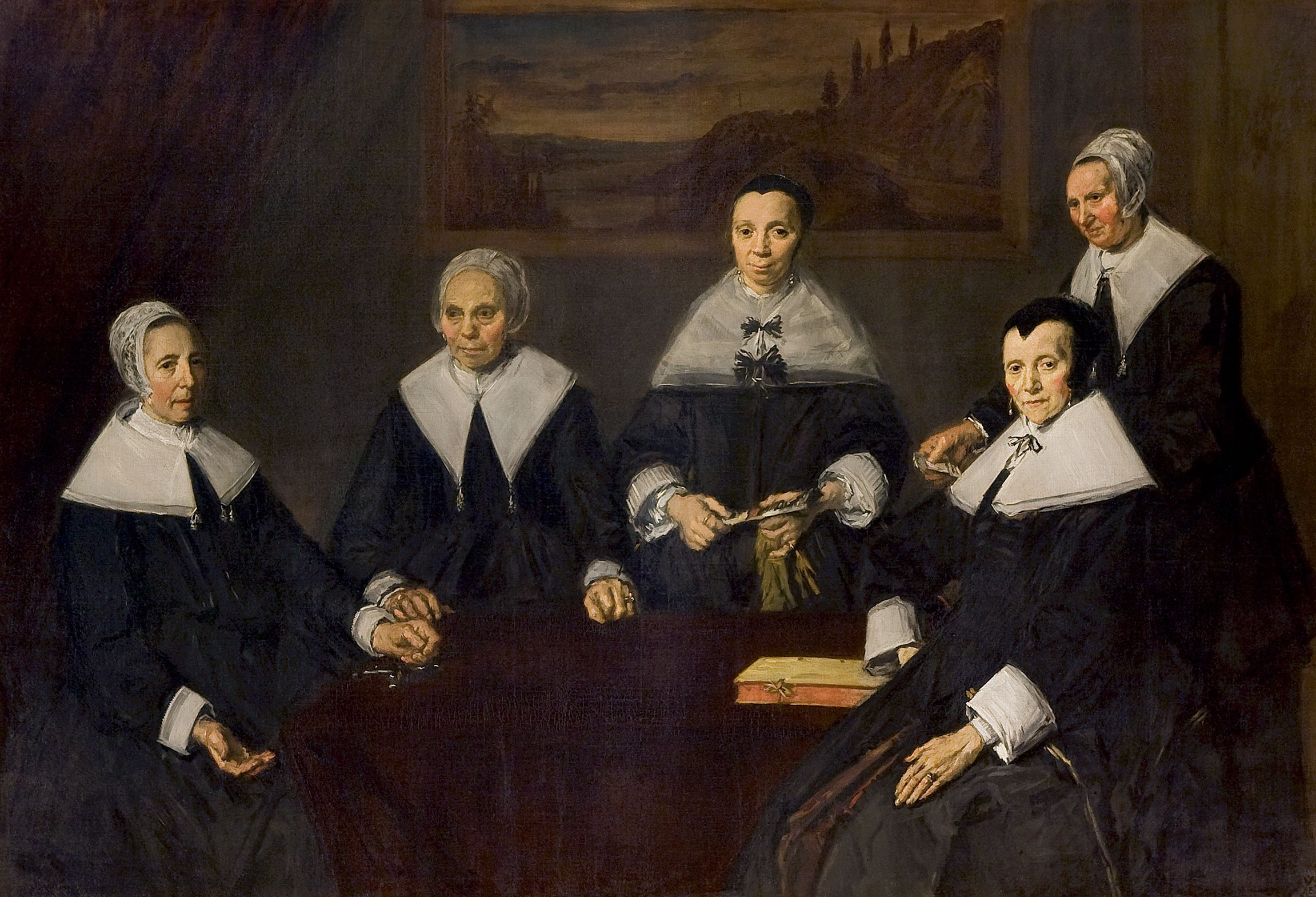
Portrait de groupe des régentes de l'hospice des vieillards, 1664, huile sur toile, 175 x 249,5 cm (Frans Halsmuseum, Haarlem).

Dès le XVIIe siècle, le public fut frappé par le dynamisme de ses portraits. Par exemple, le même Schrevelius écrivit que se dégageait de l’œuvre de Hals « tant de force et de vie » que le peintre « semblait défier la nature avec son pinceau ». Quelques siècles plus tard, Vincent van Gogh, dans une lettre adressée à son frère Théo, s'extasiait devant la vivacité du style de Hals. Hals avait pris le parti de ne pas donner un fini lisse à sa peinture, contrairement à ce que faisaient la plupart de ses contemporains, mais imitait la vitalité de son sujet en appliquant la couleur par des taches, des lignes, des points, de larges touches, et ne s’occupait pratiquement pas des détails.
Il fallut attendre le XIXe siècle, pour que sa technique trouvât des imitateurs avec, en particulier, les impressionnistes. Les exemples les plus accomplis de sa technique se trouvent dans des tableaux comme le Portrait de groupe des régentes de l'hospice de vieillards et les portraits de garde civile.

## Influence
Frans Hals influença son frère Dirck Hals, qui fut peintre lui aussi. Cinq de ses fils suivirent également ses pas et devinrent peintres à leur tour : Harmen Hals (1611-1669), Frans Hals le Jeune (1618-1669), Jan Hals (1620-apr.1654), Reynier Hals (1627-1672) et Nicolaes Hals (1628-1686).
Dans un style assez différent mais témoignant d'une liberté fort proche de celle de son aîné, Dirck Hals a peint des scènes de fête et de danse. La liberté dont il fait montre est cependant trop exubérante et il est loin de posséder la même habileté pour le dessin que son frère Frans.
Parmi les nombreux membres de la famille du maître, Frans Hals le Jeune mérite une attention particulière. Il a peint des maisons villageoises et de la volaille. Un tableau représentant une table couverte de plats en or et en argent, de coupes, de verres et de livres est considéré comme l’une de ses meilleures œuvres.

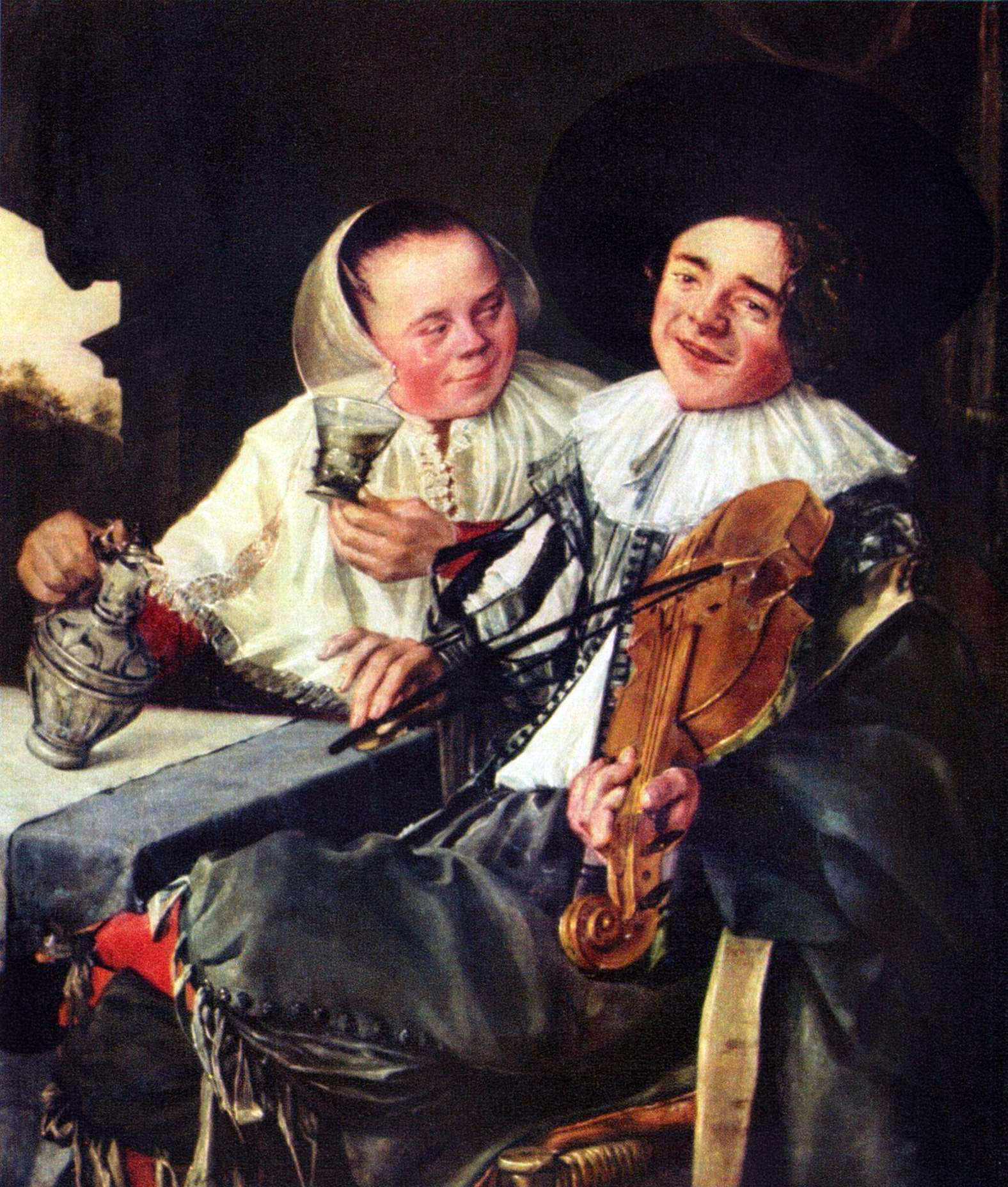
Judith Leyster, Joyeuse Compagnie, 1630, huile sur toile, 68 × 55 cm (musée du Louvre, Paris).

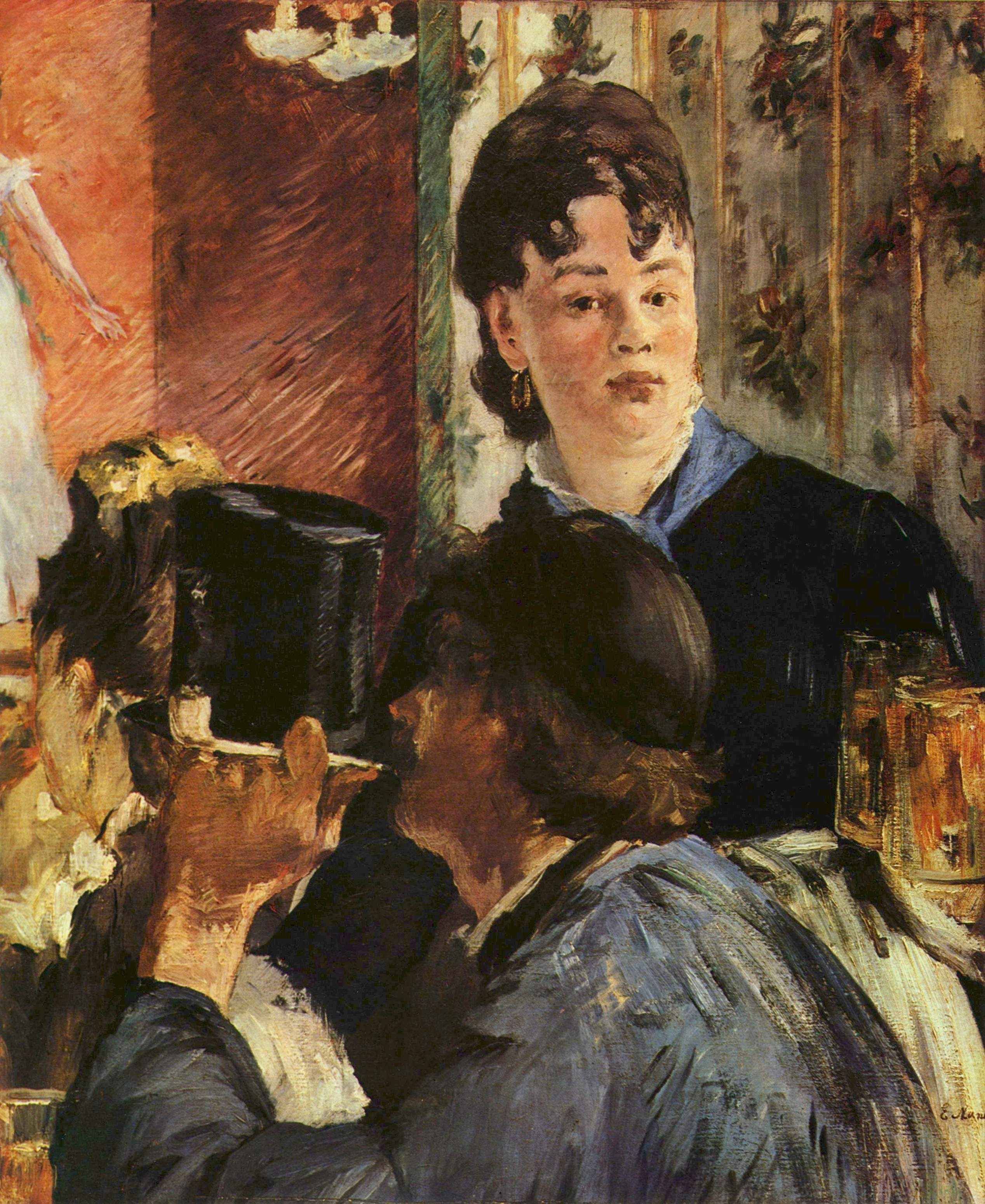
Édouard Manet, La Serveuse de bocks, 1879, huile sur toile, 98 × 78 cm (National Gallery, Londres).

D’autres peintres contemporains furent influencés par Frans Hals :
- Jan Miense Molenaer (1609-1668) ;
- Judith Leyster (épouse de Molenaer) (1609-1660), Haarlem ;
- Adriaen van Ostade (1610-1685), Haarlem ;
- Adriaen Brouwer (1605-1638), Pays-Bas méridionaux ;
- Johannes Cornelisz Verspronck (1597-1662), Haarlem ;
- Bartholomeus van der Helst (1613-1670), Amsterdam.

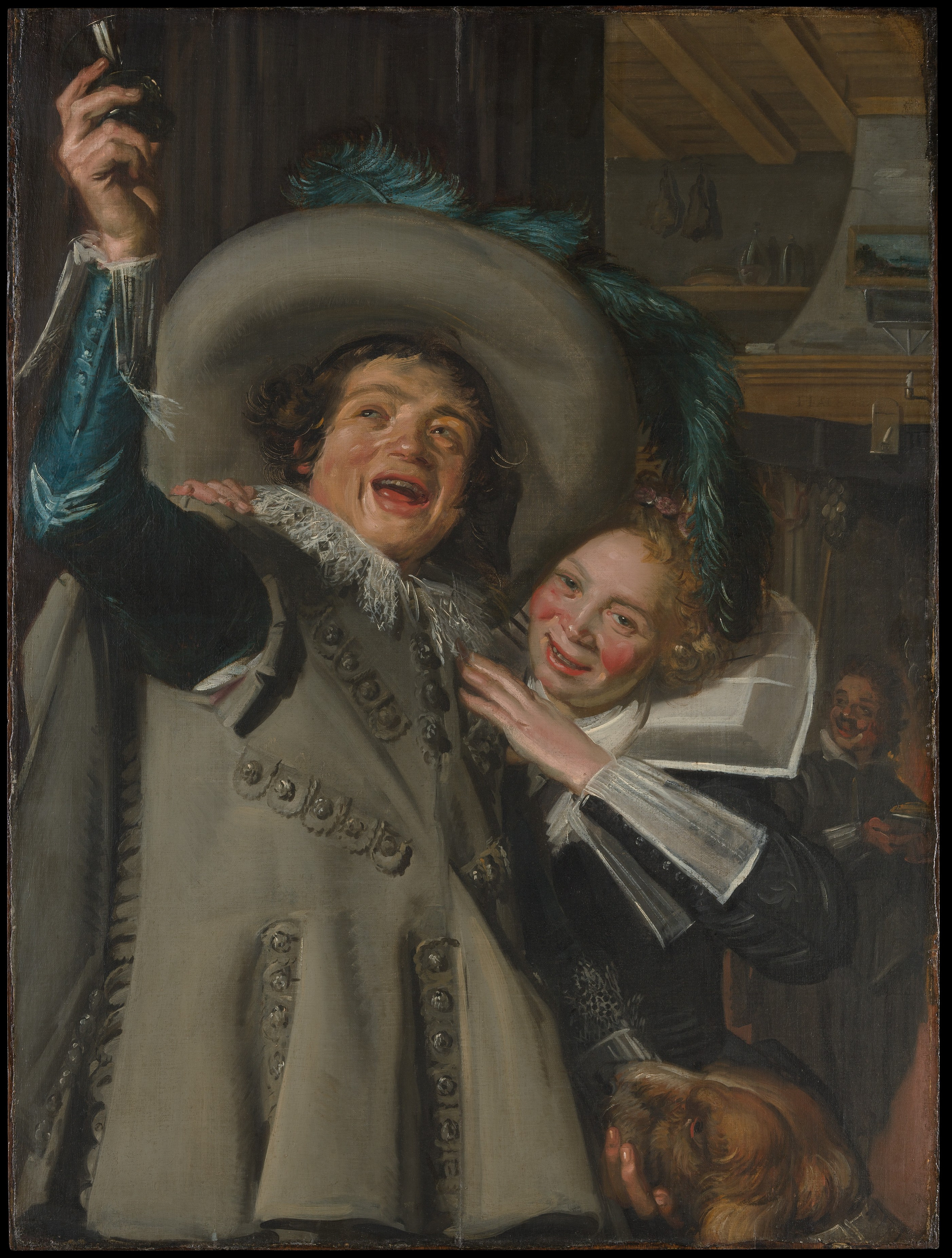
Le Jeune Ramp et sa belle, 1623, huile sur toile, (Metropolitan Museum of Art, New York).

On suggère fréquemment que de nombreux peintres ont été les élèves de Hals. Mais une étude a montré entre-temps qu’il y a lieu de se poser quelques questions au sujet de cette idée. Dans son Grand Théâtre des artistes et peintres néerlandais (De Groote Schouburgh der Nederlantsche konstschilders en schilderessen, 1718-1721), Arnold Houbraken cite comme élèves de Hals Adriaen Brouwer, Adriaen van Ostade et Dirck van Delen. C’est également auprès de Frans Hals que Vincent Laurensz. van der Vinne – d’après son fils –, et Pieter Gerritsz. van Roestraten – selon un acte notarié (il épousa l'une des filles de Hals, Adriaentje) –, auraient appris la peinture. Johannes Verspronck, qui figure parmi la dizaine de portraitistes actifs à Haarlem à l’époque, aurait lui aussi étudié pendant un certain temps en compagnie du maître.
D’un point de vue stylistique, les œuvres se rapprochant le plus de celles de Hals sont les quelques-unes attribuées à Judith Leyster, et qu’elle a signé dans la plupart des cas. Ce qui fait d’elle, et également de Jan Miense Molenaer, son époux, des élèves potentiels de Hals.
Deux siècles après sa mort, Hals reçut un certain nombre d’élèves post mortem. Claude Monet, Édouard Manet, Charles-François Daubigny, Max Liebermann, James Abbott McNeill Whistler, Gustave Courbet, Giovanni Boldini et, aux Pays-Bas, Jacobus van Looy et Isaac Israëls, sont quelques-uns des peintres impressionnistes et réalistes qui ont largement exploré l’œuvre de Hals en réalisant des copies d'après lui et en développant sa technique et sa manière. Beaucoup parmi eux se sont rendus à Haarlem pour y voir la collection de tableaux qui allait plus tard devenir le musée Frans Hals. À l'époque, les œuvres étaient présentées à l’hôtel de ville, mais ils avaient alors déjà l'occasion d'étudier plusieurs des plus importants tableaux du maître.

## Redécouverte de l'œuvre
La réputation de Hals commença à pâlir après sa mort – voire quelques années avant qu'elle ne survienne – et, pendant deux siècles, il fut à ce point dénigré que certaines de ses peintures, les mêmes que se vantent aujourd’hui de posséder certains des plus grands musées du monde, furent adjugées lors de ventes pour des sommes dérisoires.
Sa réputation éclata de nouveau à partir du milieu du XIXe siècle et, à la fin du même siècle et au début du suivant, des critiques d'art et spécialistes influents tels que le Français Théophile Thoré-Bürger – qui écrit à son sujet une série d'articles dans la Gazette des Beaux-Arts, en même temps que sur d'autres peintres néerlandais du siècle d'or –, Wilhelm von Bode – qui lui consacre en 1871 sa thèse de fin d'études – ou encore Cornelis Hofstede de Groot – qui le fait figurer au nombre des quarante peintres dont les œuvres sont recensées dans un imposant catalogue raisonné (1910) –, contribuèrent à reconsidérer son importance. On peut même dire que cette redécouverte eut une influence considérable sur le développement de l'art pictural lui-même.
Les œuvres de Hals ont, depuis, trouvé leur place dans d’innombrables villes à travers le monde et dans des collections muséales. Depuis la fin du XIXe siècle, partout elles ont été collectionnées – depuis Anvers jusqu’à Toronto, et de Londres à New York. Bon nombre de ses peintures furent alors vendues à des collectionneurs américains, qui appréciaient le désintéressement de l’artiste à l’égard de la richesse matérielle et du prestige social.
Quelques-unes parmi ses œuvres fondamentales sont présentées au musée Frans Hals à Haarlem.

## Authenticité
Il est frappant de constater qu’il existe un grand nombre de peintures simplement « attribuées » à Frans Hals, ou dont l’authenticité est contestée.
L'une des affaires qui fit le plus grand bruit concernant un faux Frans Hals, est celle du Lachende cavalier ; elle donna lieu à un procès en 1924 et 1925, et devait représenter un épisode malheureux dans la carrière de l'éminent historien de l'art et expert Cornelis Hofstede de Groot.
Un tableau signé de Hals, La joyeuse compagnie, acquis par le Louvre en 1893, était en réalité une oeuvre de Judith Leyster.
Contrairement à ce qui est le cas pour Rembrandt ou Johannes Vermeer, il ne semble pas exister d'organisme collaboratif reconnu internationalement ayant pour fonction de vérifier si une œuvre attribuée à Hals est authentique ou si elle doit être considérée, plutôt, comme l'œuvre de l'un de ses élèves. Les faux de Van Meegeren – qui réalisa notamment dans les années 1930 une Malle Babbe plutôt convaincante, conservée au Rijksmuseum –  ont encore ajouté à cette incertitude. Au sujet de l'authenticité des œuvres attribuées à Frans Hals, on peut s’en référer à l’ouvrage de Frans L.M. Dony.
En 2006, il était établi que le Portrait du prélat de Haarlem Jacobus Hendrick Zaffius était en réalité une copie réalisée d’après une peinture de Hals. Ce tableau, auparavant, était considéré comme la première œuvre connue de l’artiste. La copie daterait du XVIIe siècle. Quant à l’original, il semble avoir été perdu. L’étude qui a conduit à cette conclusion a été réalisée par Pieter Thiel, ancien directeur des collections de peintures du Rijksmuseum. De la même manière, un Portrait d'une femme d'âge mûr, légué en 1869 par le collectionneur Louis La Caze au Louvre comme étant un Frans Hals, fut réattribué récemment, à cause de sa « facture un peu molle et comme beurrée, trop sage », à un collaborateur du maître, peut-être l'un des fils de celui-ci, Jan.
Un Portrait d'un Homme attribué à Frans Hals est vendu par Sotheby's en 2011 pour 8,5 millions de livres sterling. À l'issue d'une enquête révélant la contrefaçon du tableau, la maison de vente a intégralement remboursé son client. Le tableau avait été classé trésor national en 2008 par le ministère français de la culture lors de sa mise en vente par le marchand d'art Giuliano Ruffini (en). La tentative du musée du Louvre de réunir les fonds qui auraient permis son acquisition, ayant échoué, le tableau est vendu au marchand d'art Mark Weiss et à la société londonienne Fairlight Art Ventures en 2010 puis revendu de gré à gré par l'intermédiaire de Sotheby’s au collectionneur américain Richard Hedreen.

## Frans Hals sur le marché de l'art
À la fin du XVIIIe siècle, ainsi, l'œuvre de Frans Hals était dénigrée. Par exemple, le portrait de Johannes Acronius atteignit cinq shilling à une vente organisée à Enschede en 1786, et le portrait de l’homme à l’épée du Musée Liechtenstein se vendit en 1800 pour 4,5 shilling. À la fin du XIXe siècle, cependant, sa réhabilitation auprès des amateurs d’art entraîna une augmentation extraordinaire des prix atteints par ses œuvres. Ainsi, lors de la vente Secretan en 1889, le portrait de Pieter van den Broecke fut vendu pour la somme de 4 420, tandis qu’en 1908, la National Gallery payait 25 000 pour le portrait de groupe de grand format provenant de la collection de lord Talbot de Malahide.
Dès 1913, c'est un tableau de Frans Hals qui constitua le premier succès majeur pour la galerie Sotheby's. L'œuvre trouva alors acquéreur pour 9 000 guinées.
Derniers résultats en date pour la vente de tableaux de ou attribués à Frans Hals :
- Le 23 janvier 2003, un Portrait d'un gentilhomme, cadré aux trois-quarts, portant un manteau, une cape et un chapeau noirs et tenant des gants, huile sur toile, est vendu par Sotheby's à New York (lot n° 37A) pour l'équivalent de 2 723 192 €[54].
- Le 5 décembre 2007, un Portrait de Samuel Ampzing, huile sur cuivre datée de 1640, est vendu par Sotheby's à Londres (lot n° 29) pour l'équivalent de 6 530 306 €[55].
- Le 24 janvier 2008, un Portrait d'une femme avec des gants, huile sur toile, est vendu pour l'équivalent de 642 837 € par Sotheby's à New York (lot n° 12)[56]. Le lendemain, au cours de la même vente (lot n° 316), un Portrait d'une femme avec une fraise blanche, fragment d'une huile sur panneau attribuée à Frans Hals est adjugée pour l'équivalent de 235 646 €[57]
- Le 9 juillet 2008, un Portrait de Willem van Heythuysen assis sur une chaise et tenant une cravache, huile sur panneau monogrammée « FH », est vendu pour l'équivalent de 8 934 029 € par Sotheby's à Londres (lot n° 26)[58]. Il s'agit à cette date du second record pour une œuvre de l'artiste[59]
- Le 2 décembre 2008, le Portrait de Conradus Viëtor âgé de 56 ans, monogrammé et daté, est vendu par Christie's à Londres (lot n° 19) pour un montant équivalent à 1 369 251 €[60].
- Lors de la vente Christie's de la collection Yves Saint-Laurent et Pierre Bergé, qui se tient à Paris du 23 au 25 février 2009, un Portrait d'homme tenant un livre (lot 73), huile sur toile monogrammée « FH », atteint l'équivalent de 3 527 845 €[61].
- Le 7 juillet 2009, une Tête de garçon est mise en vente à Londres par Christie's (lot n° 5). Estimée entre 440 000 et 734 000 € environ[62], elle s'est finalement vendue pour une somme nettement plus élevée, l'équivalent de 1 059 125 €.
- En janvier 2012, un portrait d'homme qui trônait au-dessus de la cheminée de l'actrice Elizabeth Taylor a été vendu pour 2,01 millions de dollars par Christie's[63].

## Frans Hals dans la culture populaire

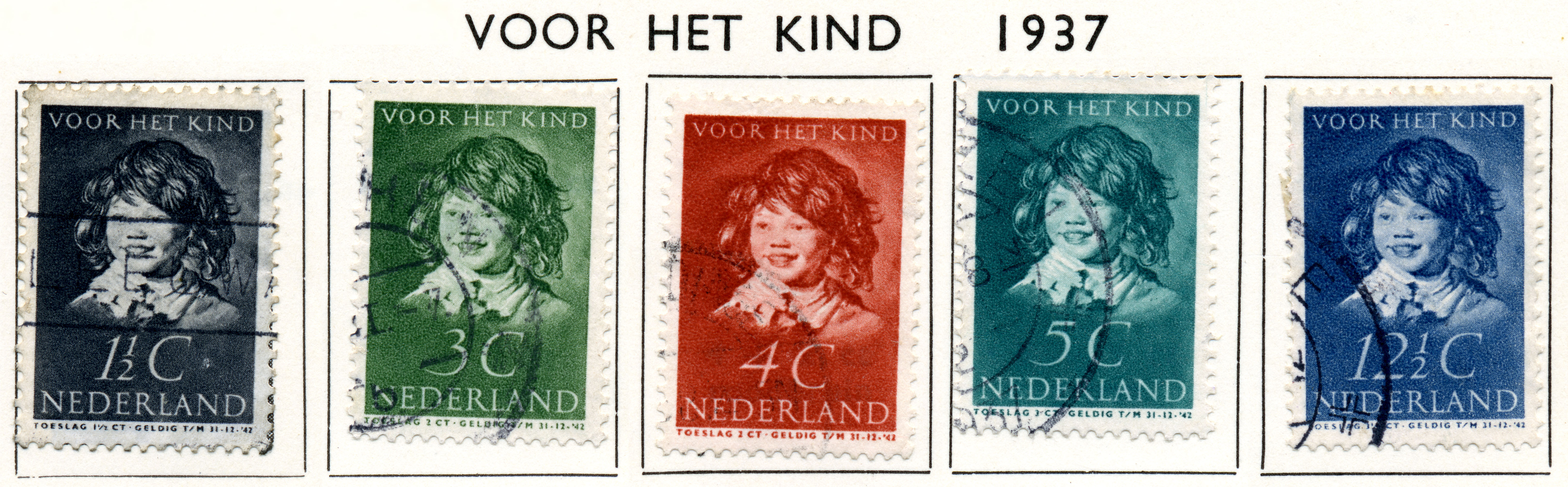
Série de timbres poste néerlandais de 1937 célébrant l'enfance, illustrés du Jeune garçon riant de Hals.

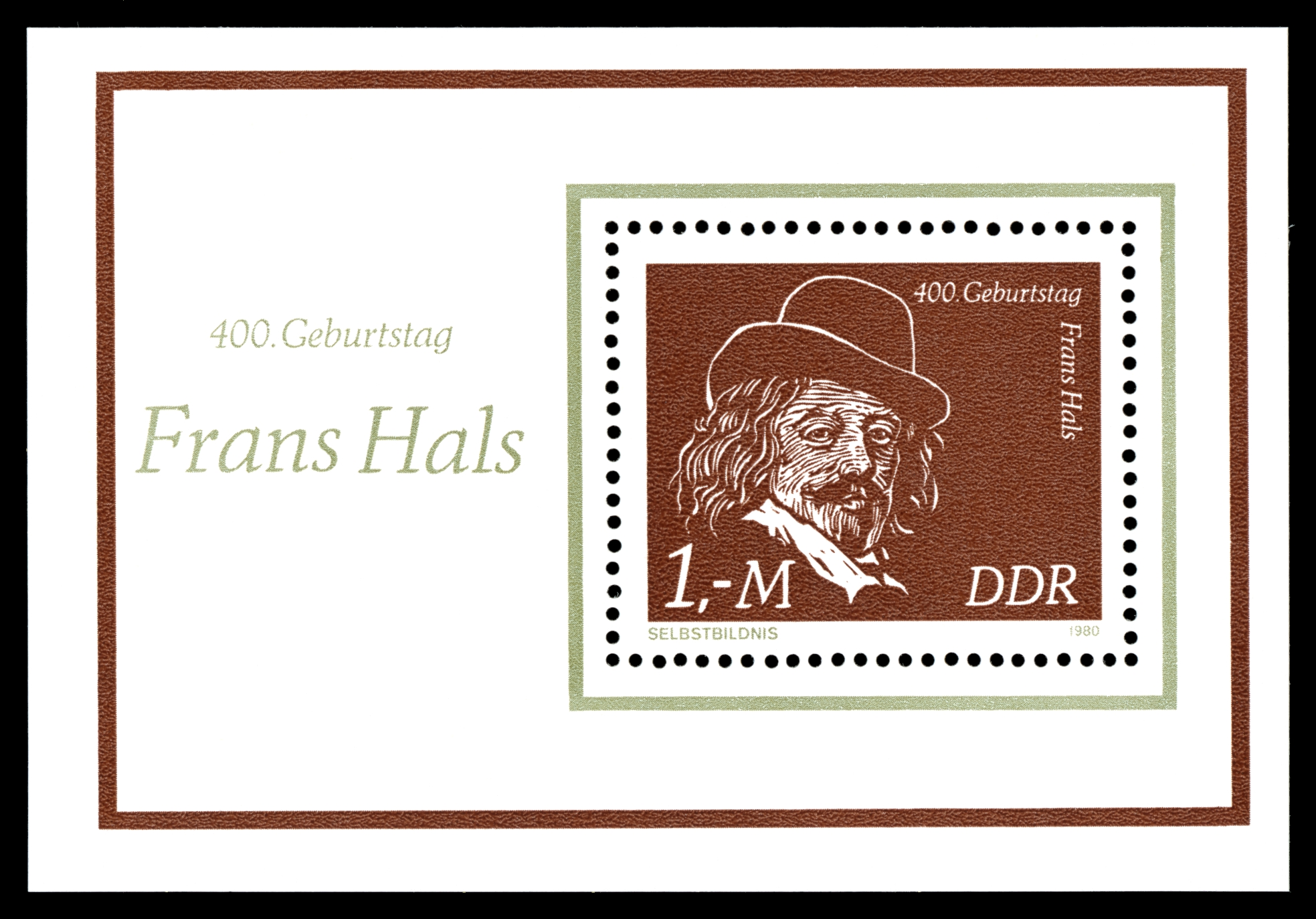
Timbre poste allemand de 1980 à l'effigie de Frans Hals.

- Depuis 1898, un monument dédié à Frans Hals se dresse au Florapark à Haarlem, œuvre du sculpteur H.A. Scholtz (1868-1910).
- Le musée Frans Hals de Haarlem, l'un des plus importants musées d'art des Pays-Bas, adopte comme nom celui du peintre le 13 mai 1913.
- Frans Hals ou L'Admiration est une pièce de théâtre, en trois actes et en vers libres, écrite par Sacha Guitry, et qui fut représentée pour la première fois le 28 mars 1931 au théâtre de la Madeleine à Paris avec, dans les rôles principaux, Guitry (Frans Hals), Pierre Fresnay (Adriaen van Ostade) et Yvonne Printemps (Annette).
- Le Bouffon au luth de Frans Hals joue un petit rôle dans l'épisode 6 de la 1re saison de la série américaine Les Mystères de l'Ouest (The Wild Wild West), intitulé La Nuit des mille yeux (The Night of a Thousand Eyes, 1965). Il intervient dans la mort – assez rare dans la série – d'un personnage féminin.
- Avant le passage à l'euro, l'image du peintre figura sur un billet de banque néerlandais de 10 florins mis en circulation en 1968.
- Entre autres hommages philatéliques, la poste allemande sortit en 1980 un timbre commémorant le quatre centième anniversaire de la naissance de Hals.
- La toile Banquet des officiers du corps des archers de Saint-Georges apparaît sur un mur de la salle du restaurant dans le film de Peter Greenaway Le Cuisinier, le voleur, sa femme et son amant sorti en 1989[64].
- La découverte de manuscrits (imaginaires) de Frans Hals est au cœur de l'intrigue d'un roman de l'Américain Michael Kernan, The Lost Diaries of Frans Hals, paru en 1995 et traduit en français sous le titre Les Carnets perdus de Frans Hals[65].
- Frans Hals est le titre – énigmatique – d’une chanson du groupe d’indie pop britannique les McCarthy. Elle figure sur l'album That's All Very Well, But... sorti en 1996[66].
- Le Frans Hals est le nom d'un chalutier usine ukrainien qui s’échoua sur la grande plage de Biarritz le 20 novembre 1996[67].

## Galerie (par ordre chronologique)

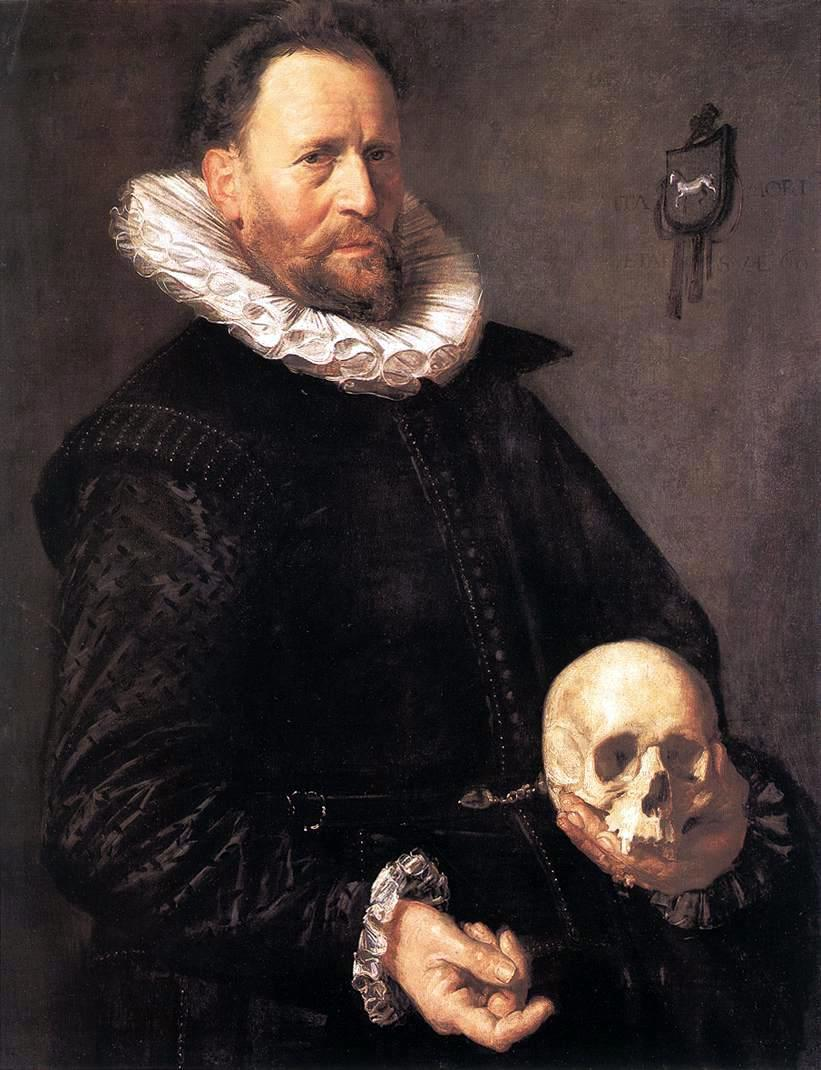
Portrait d’un homme tenant un crâne, v.1615, huile sur panneau, 94 x 72,5 cm (Barber Institute of Fine Arts, Birmingham).
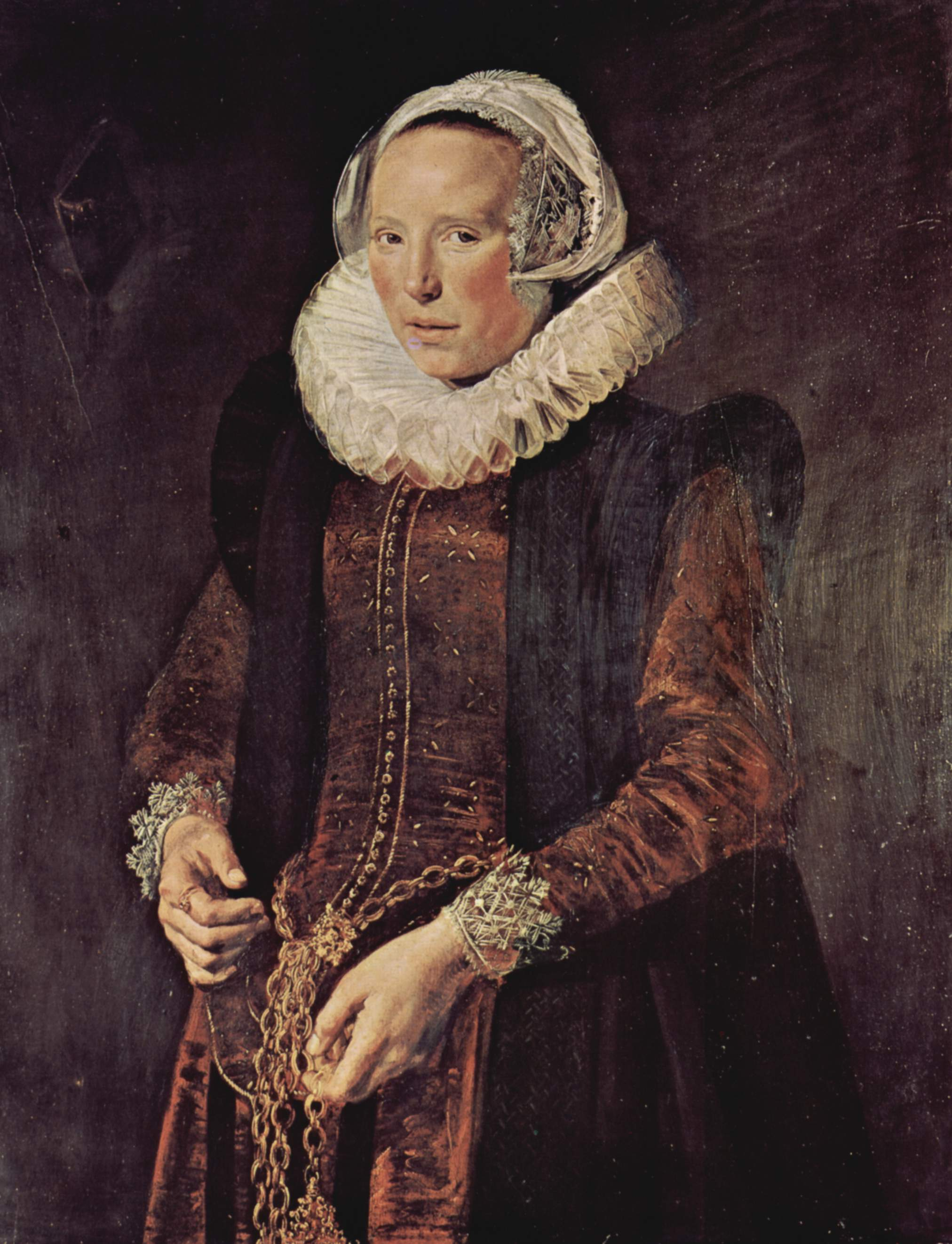
Portrait d'une femme d'une trentaine d'années portant une chaîne autour de la taille, v.1615, huile sur panneau, 94 × 71 cm (Devonshire Collection, Chatsworth - Derbyshire).
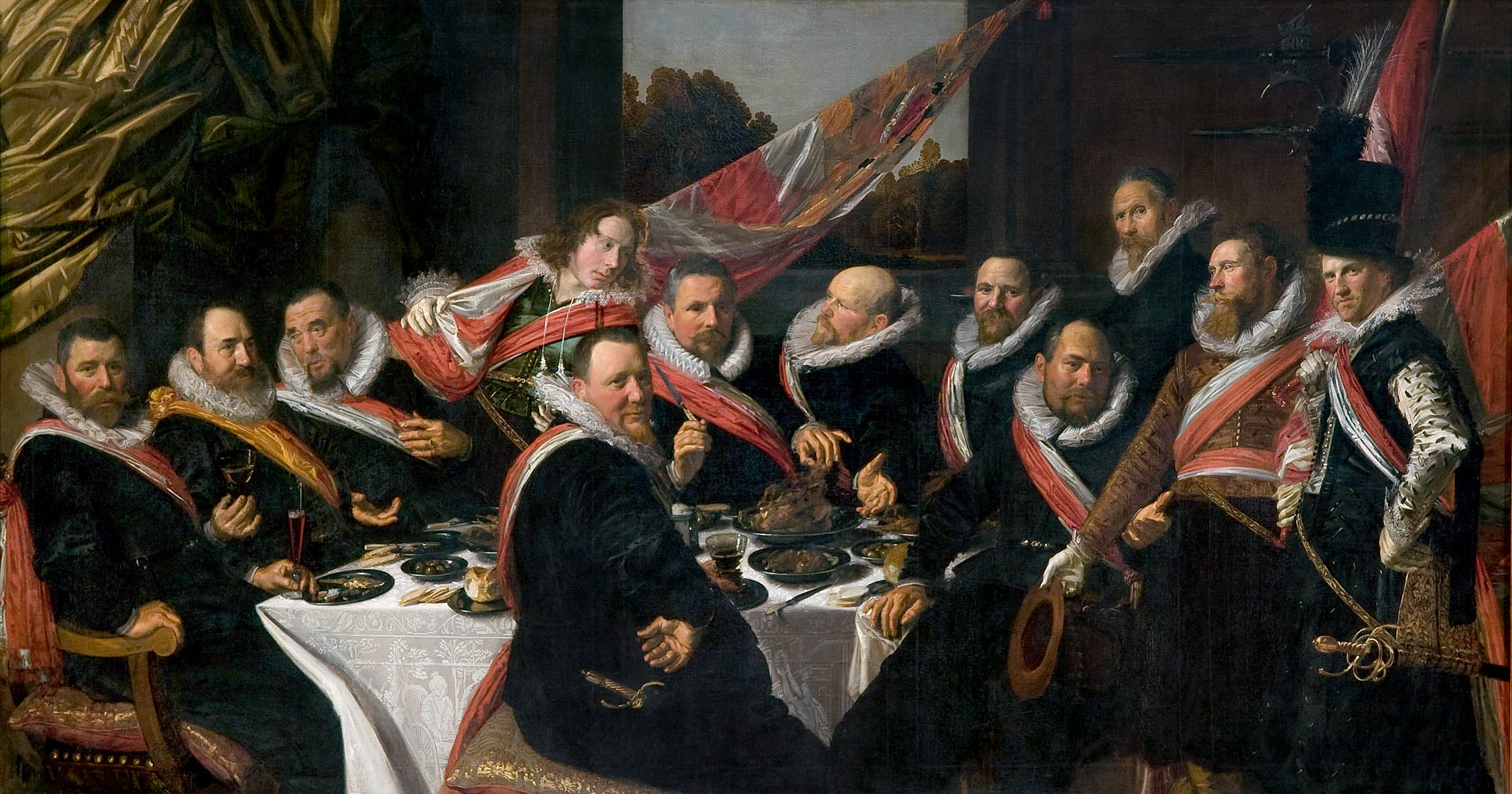
Banquet des officiers du corps des archers de Saint-Georges, 1616, huile sur toile, 175 x 324 cm (musée Frans Hals, Haarlem).
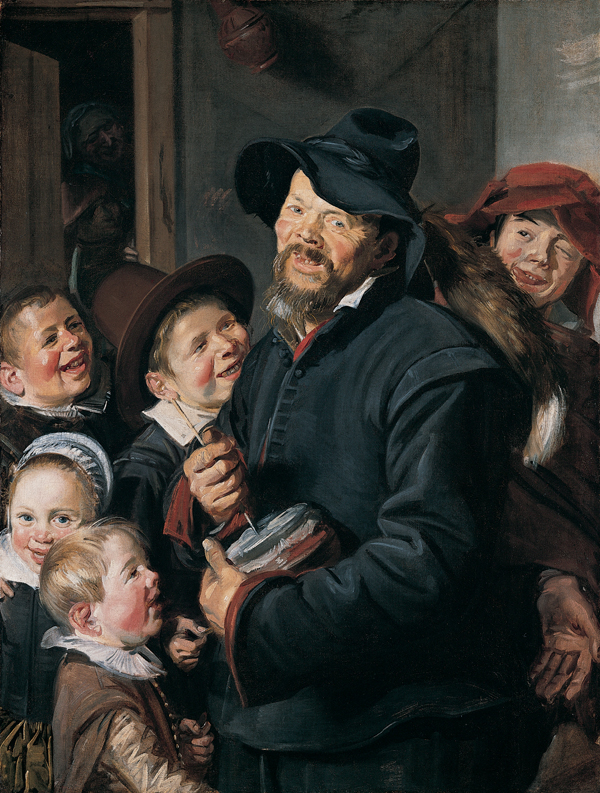
Le Joueur de "rommelpot", v.1618-1622, huile sur toile, 106 x 80,3 cm (Kimbell Art Museum, Fort Worth - Texas).
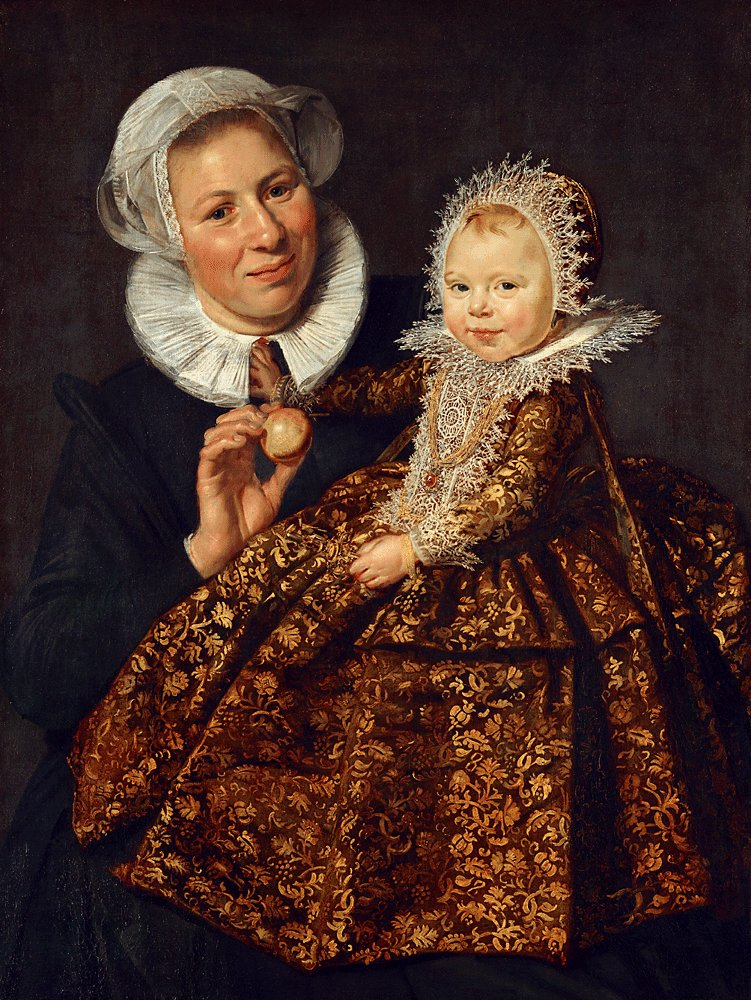
Catharina Hooft et sa nourrice, v.1619-1620, huile sur toile, 68 x 65 cm (Staatliche Museen zu Berlin - Gemäldegalerie, Berlin).
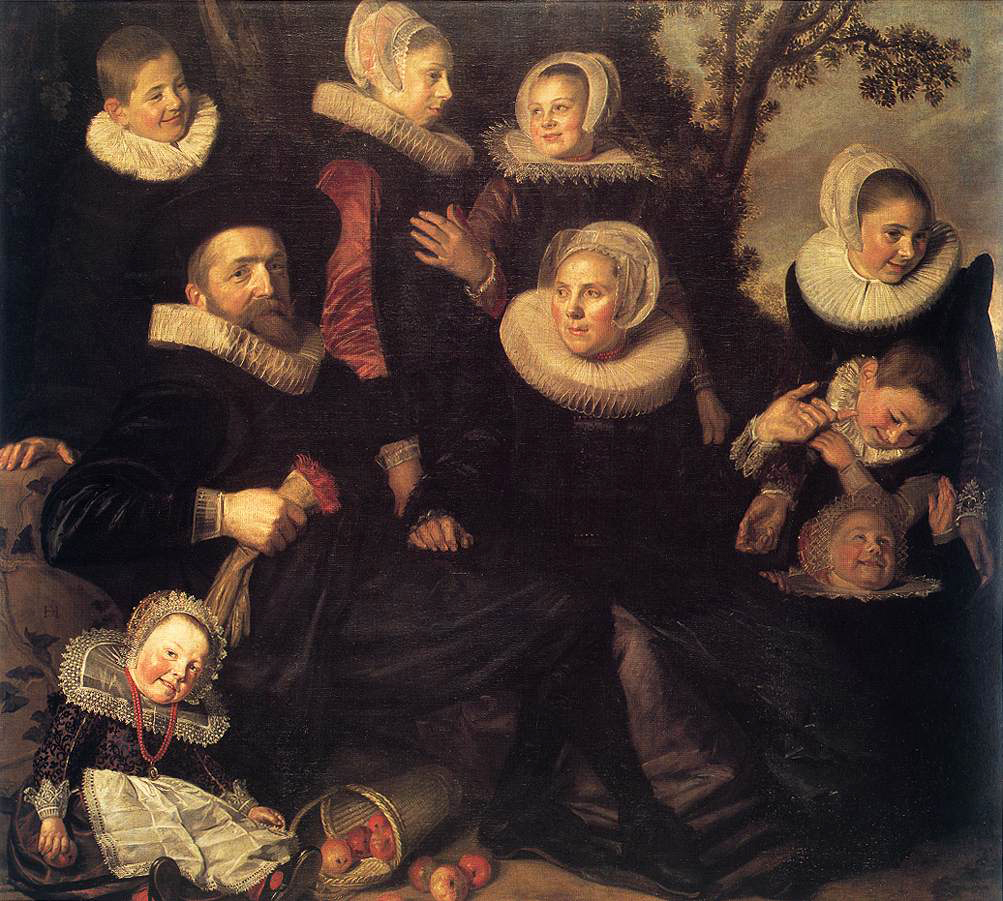
Portrait de famille dans un paysage, v.1620, huile sur toile, 151 x 163,6 cm (Vicomte Boyne, Bridgnorth - Shropshire).
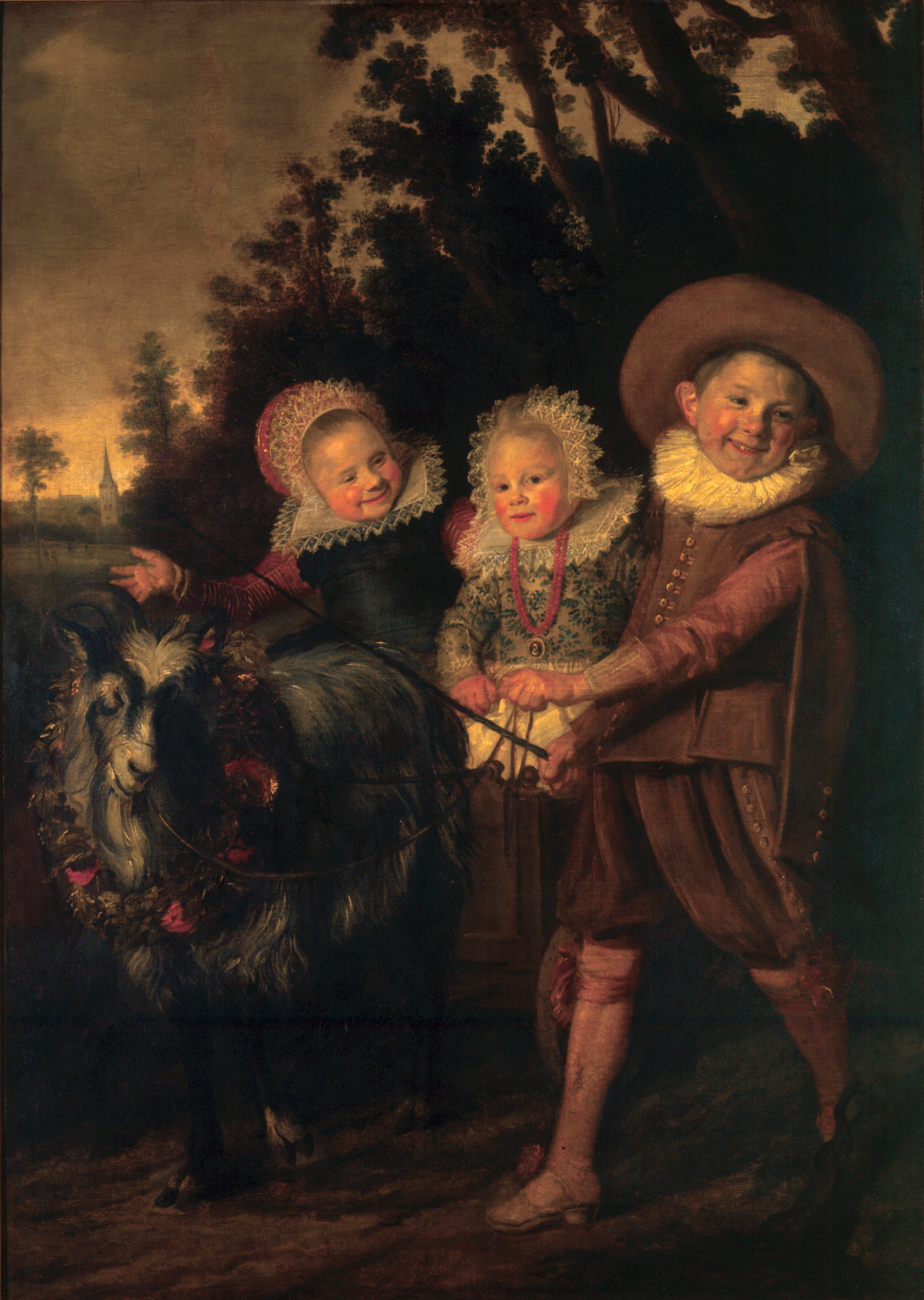
Groupe d’enfants, v.1620, huile sur toile, 150,6 x 107,5 cm (musées royaux des Beaux-Arts de Belgique, Bruxelles).
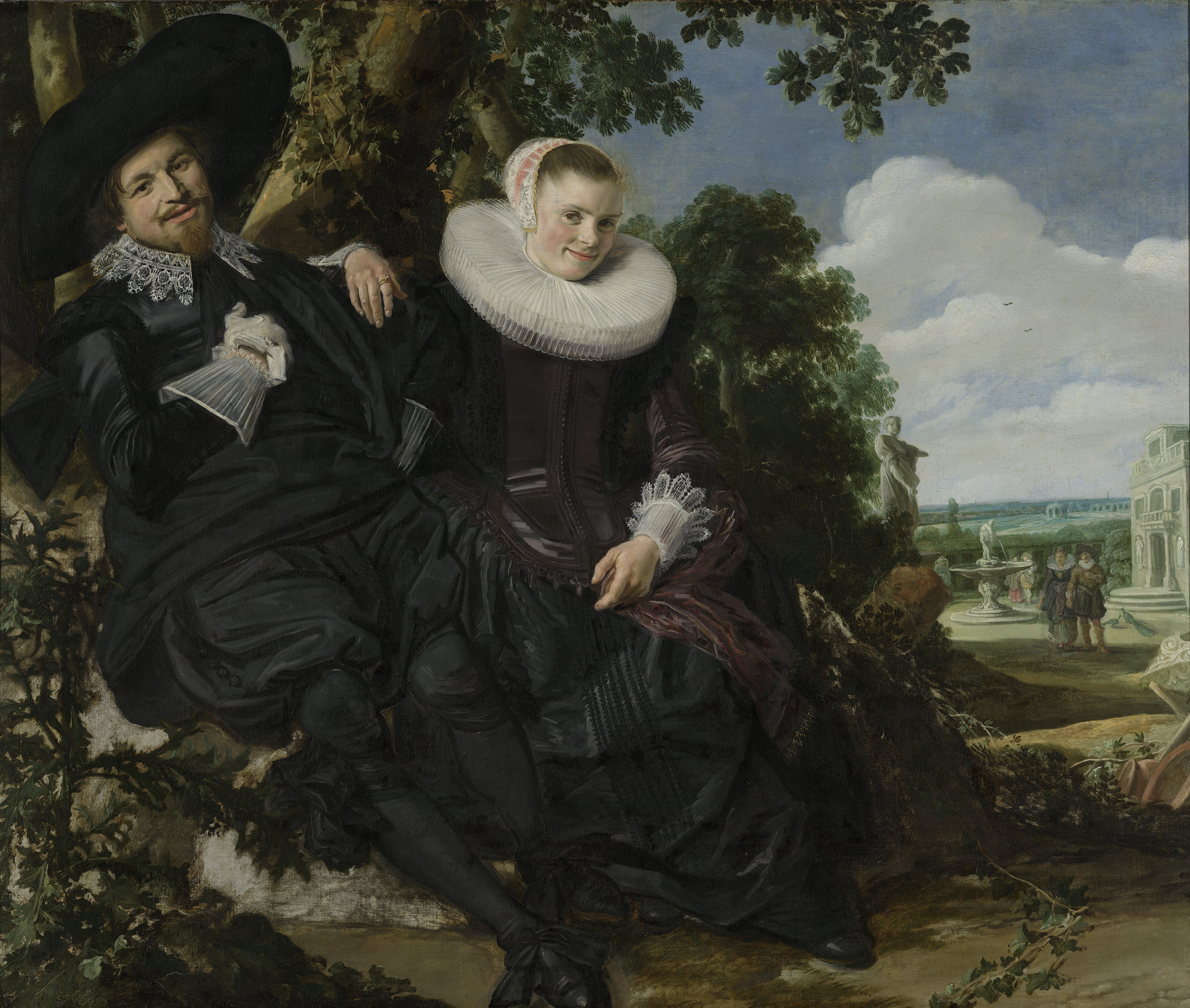
Portrait de mariage d'Isaac Massa et Beatrix van der Laen, 1622, huile sur toile, 140 x 166,5 cm (Rijksmuseum, Amsterdam).
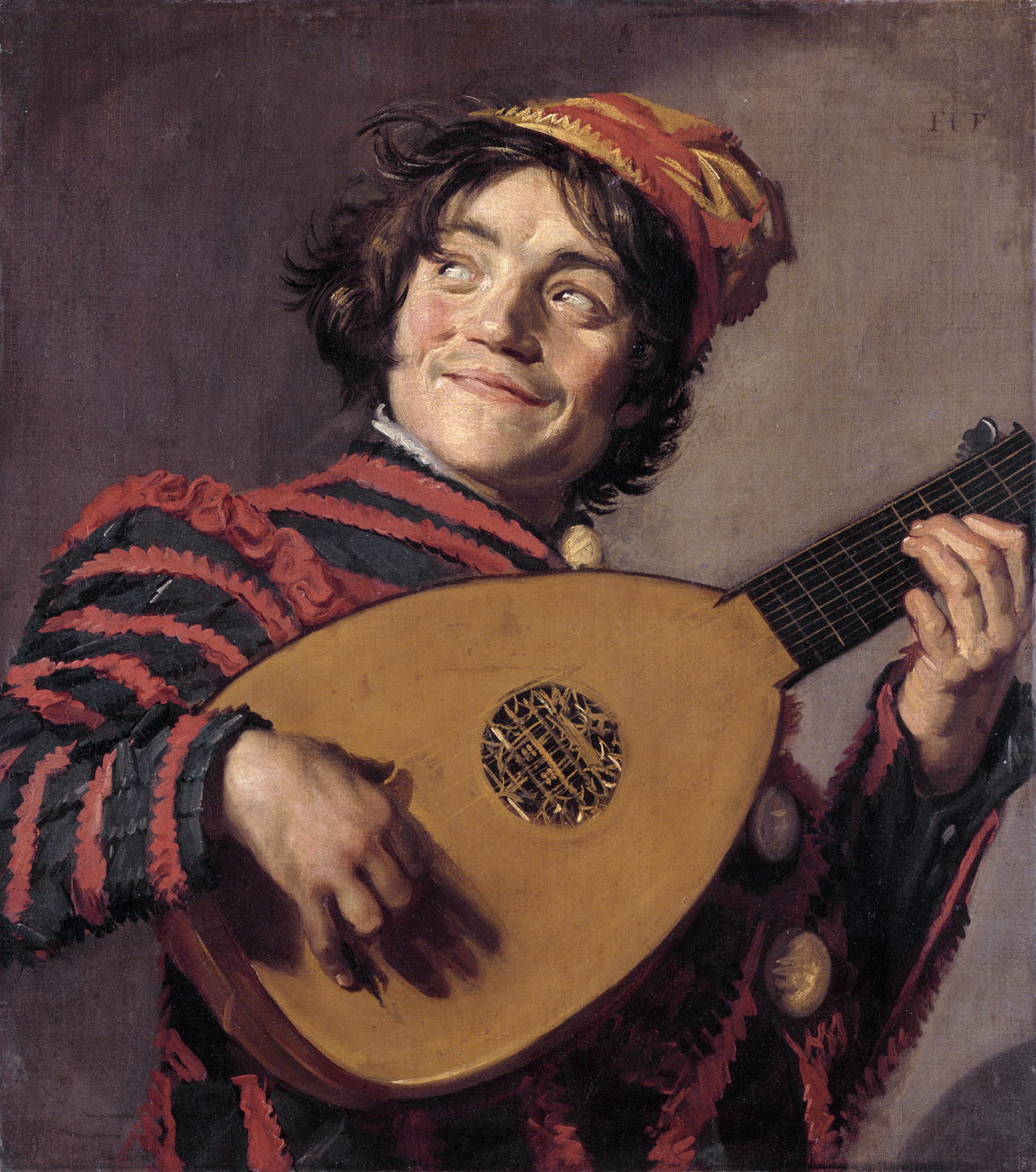
Bouffon au luth, v.1623-1624, huile sur toile, 70 x 62 cm (musée du Louvre, Paris).
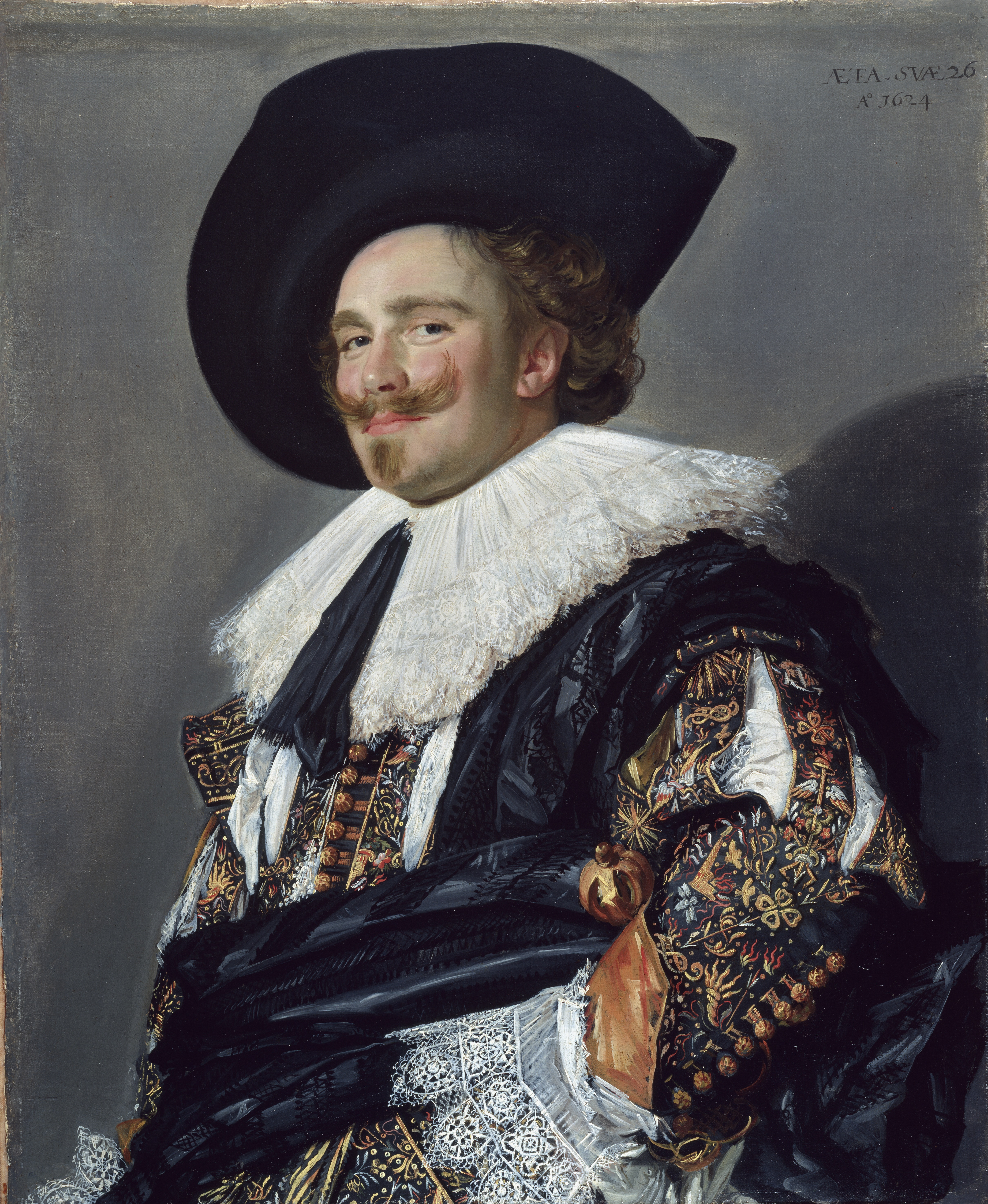
Le Cavalier riant, 1624, huile sur toile, 83 x 67,3 cm (Wallace Collection, Londres).
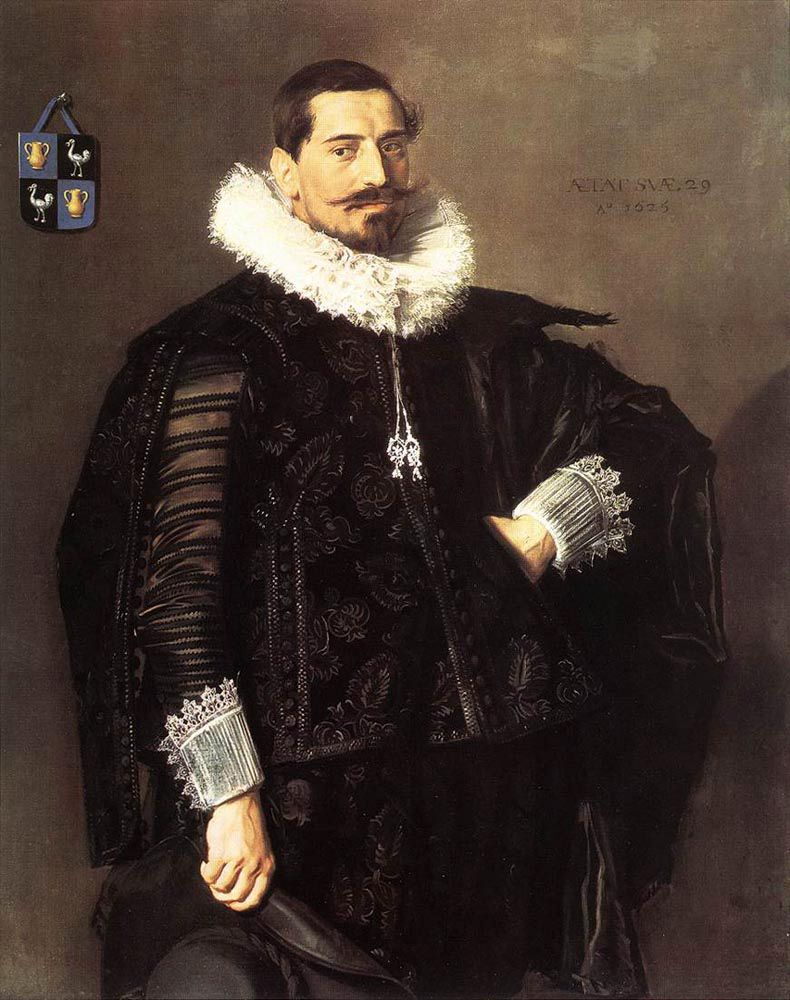
Portrait de Jacob Pietersz. Olycan, 1625, huile sur toile, 124,6 x 97,3 cm (Mauritshuis, La Haye).
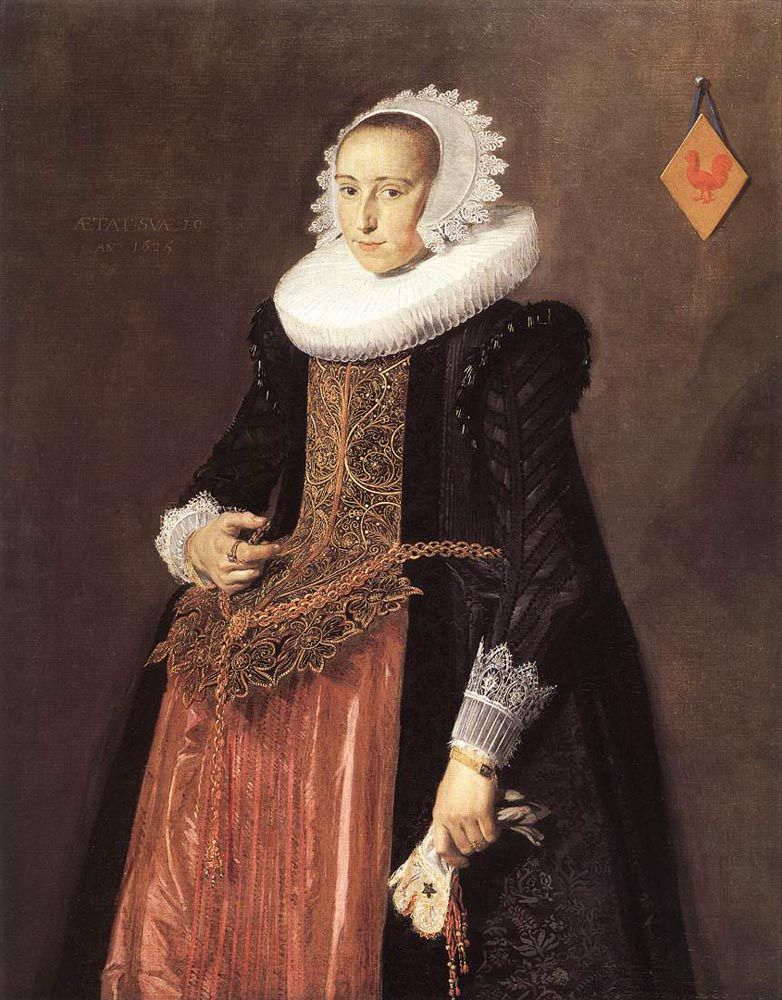
Portrait d'Anetta Hanemans, 1625, huile sur toile, 124,8 x 98,2 cm (Mauritshuis, La Haye).
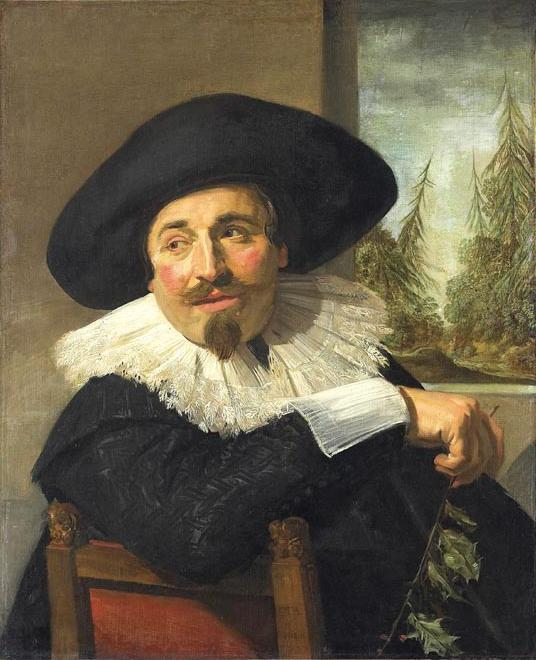
Portrait d'Isaac Abrahamsz. Massa, 1626, huile sur toile, 79,5 x 65 cm (musée des beaux-arts de l'Ontario, Toronto).
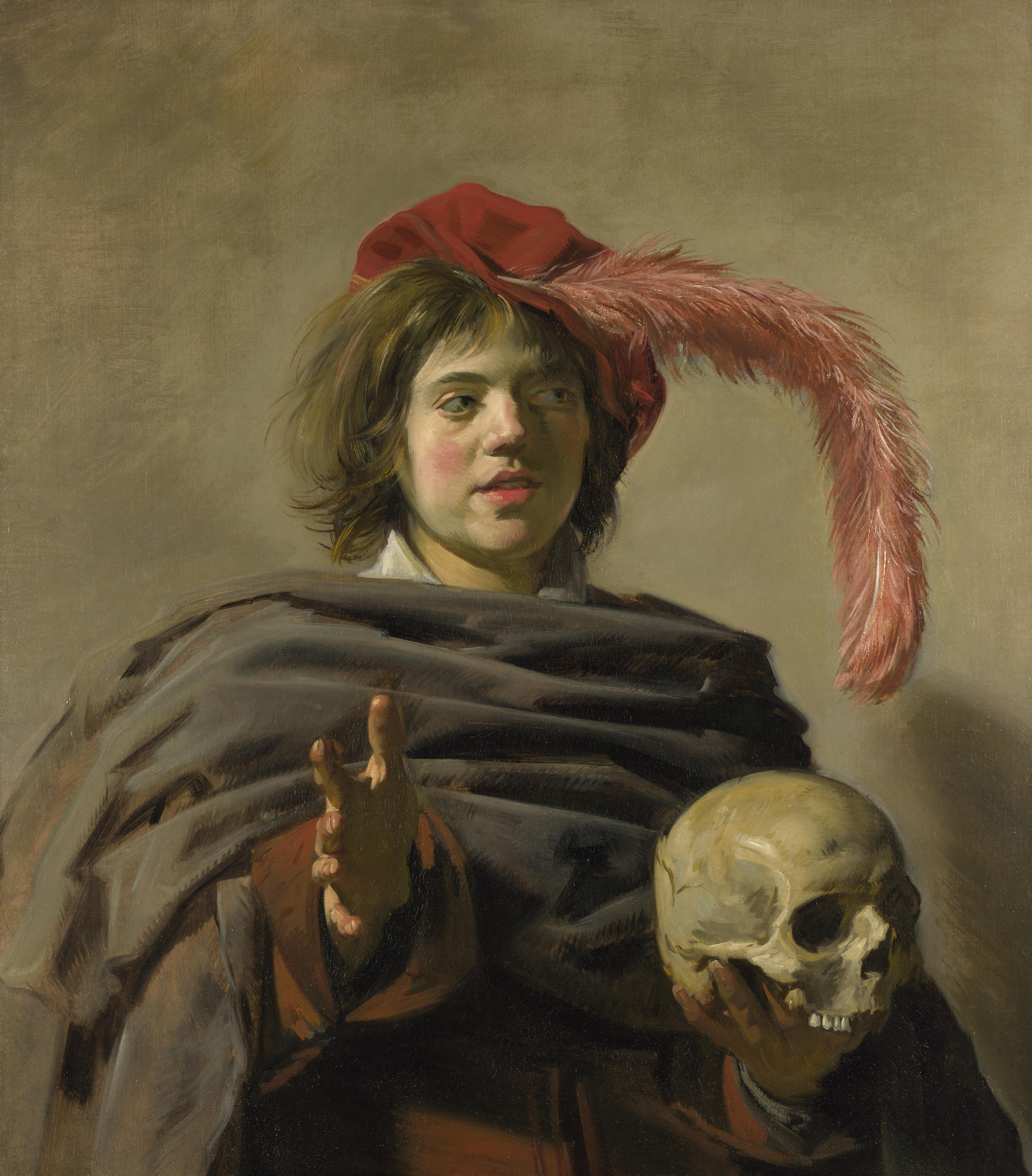
Jeune Homme tenant un crâne (vanité), v.1626-1628, huile sur toile, 92,2 x 80,8 cm (National Gallery, Londres).
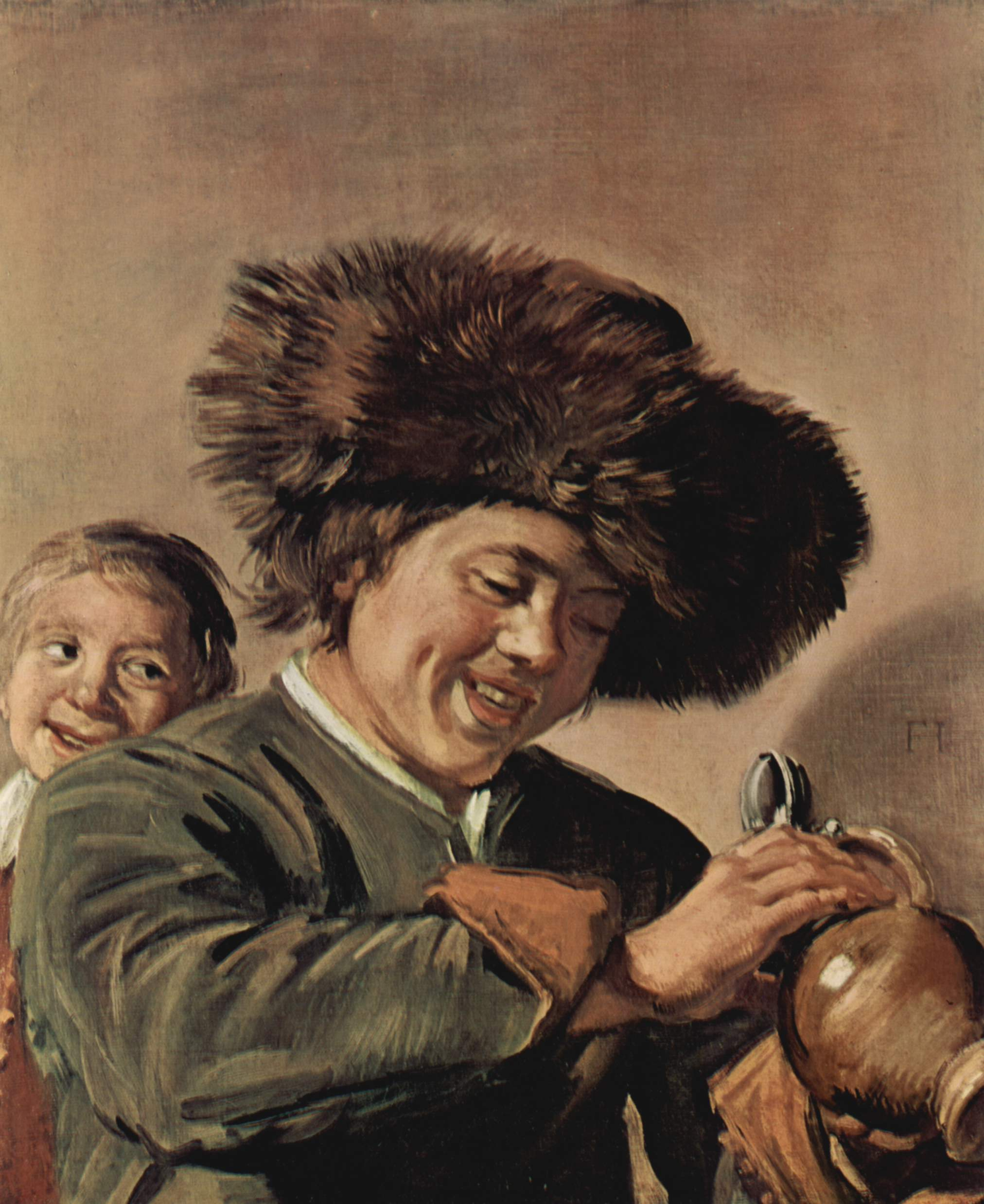
Deux jeunes garçons riant, c.1626, huile sur toile, 68 x 56.5 cm (localisation inconnue)
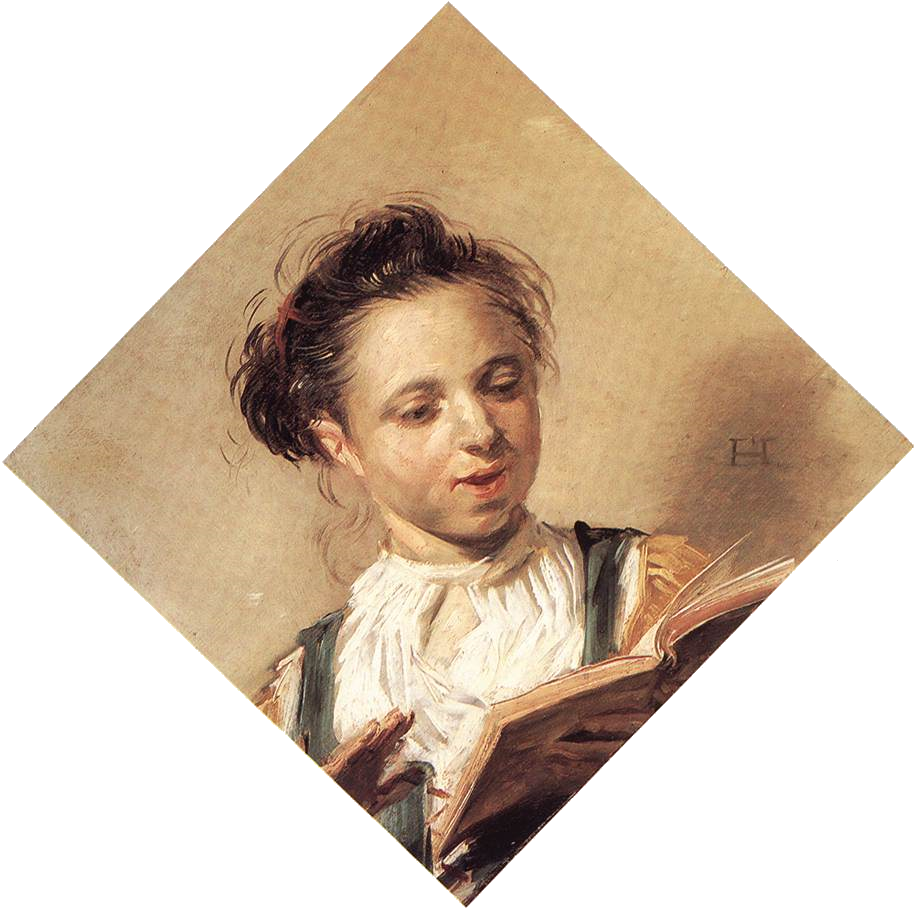
Jeune Fille chantant, v.1626-1630, huile sur panneau, 18,2 x 18,4 cm (coll. privée)
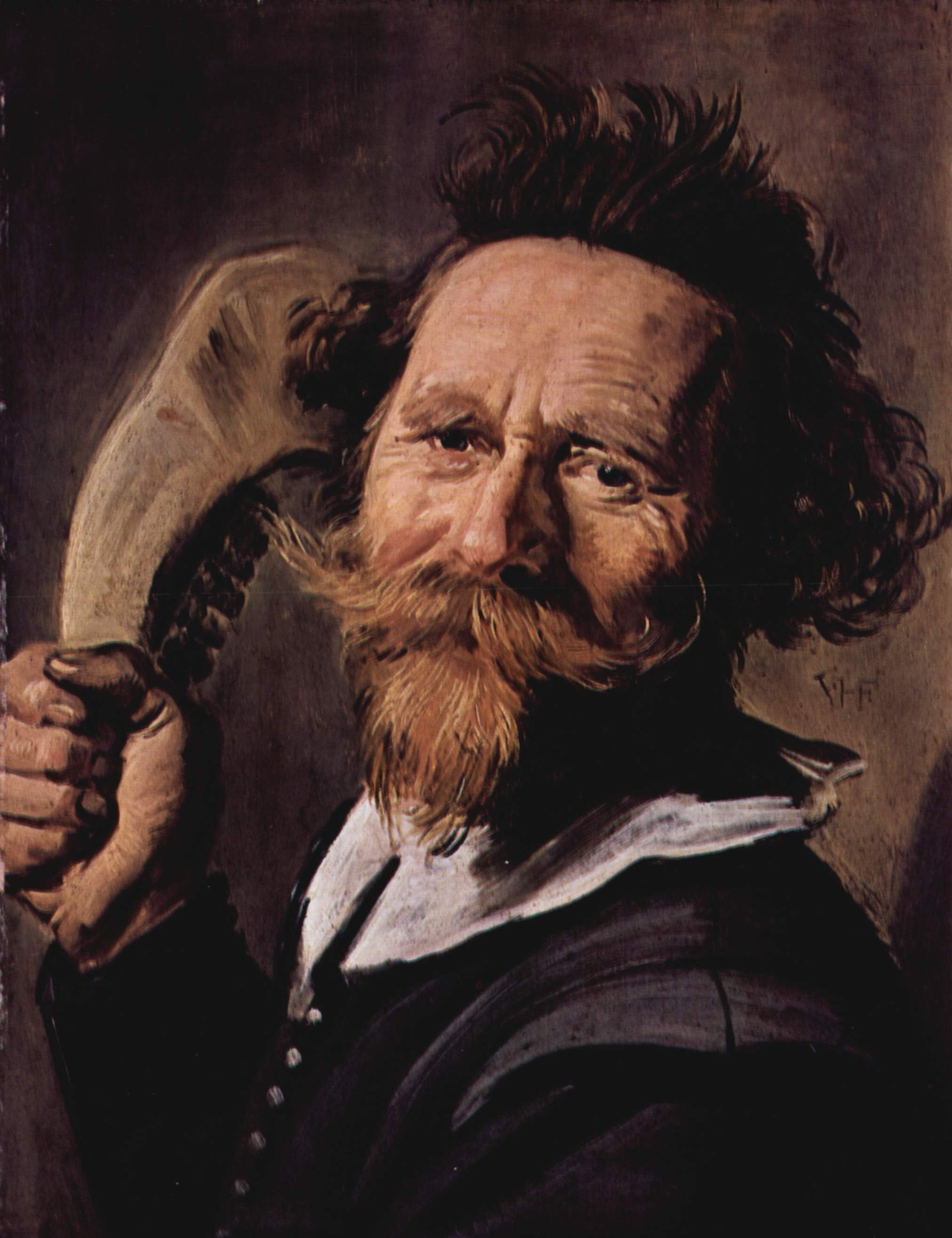
Verdonck, v.1627, huile sur panneau, 46,7 x 35,5 cm (National Gallery of Scotland, Édimbourg).
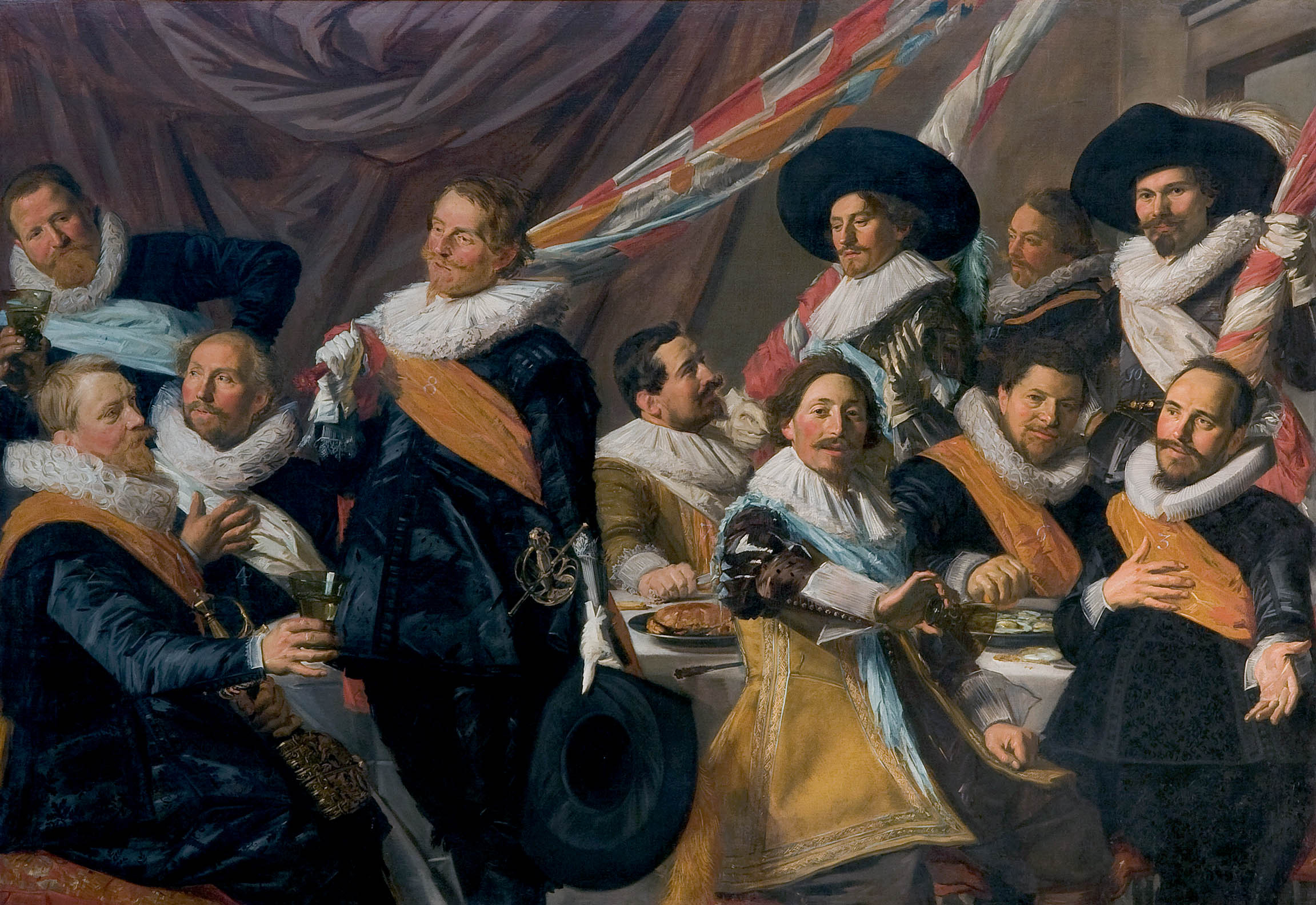
Banquet des officiers du corps des archers de Saint-Georges, 1627, huile sur toile, 179 x 257,5 cm (musée, Haarlem).
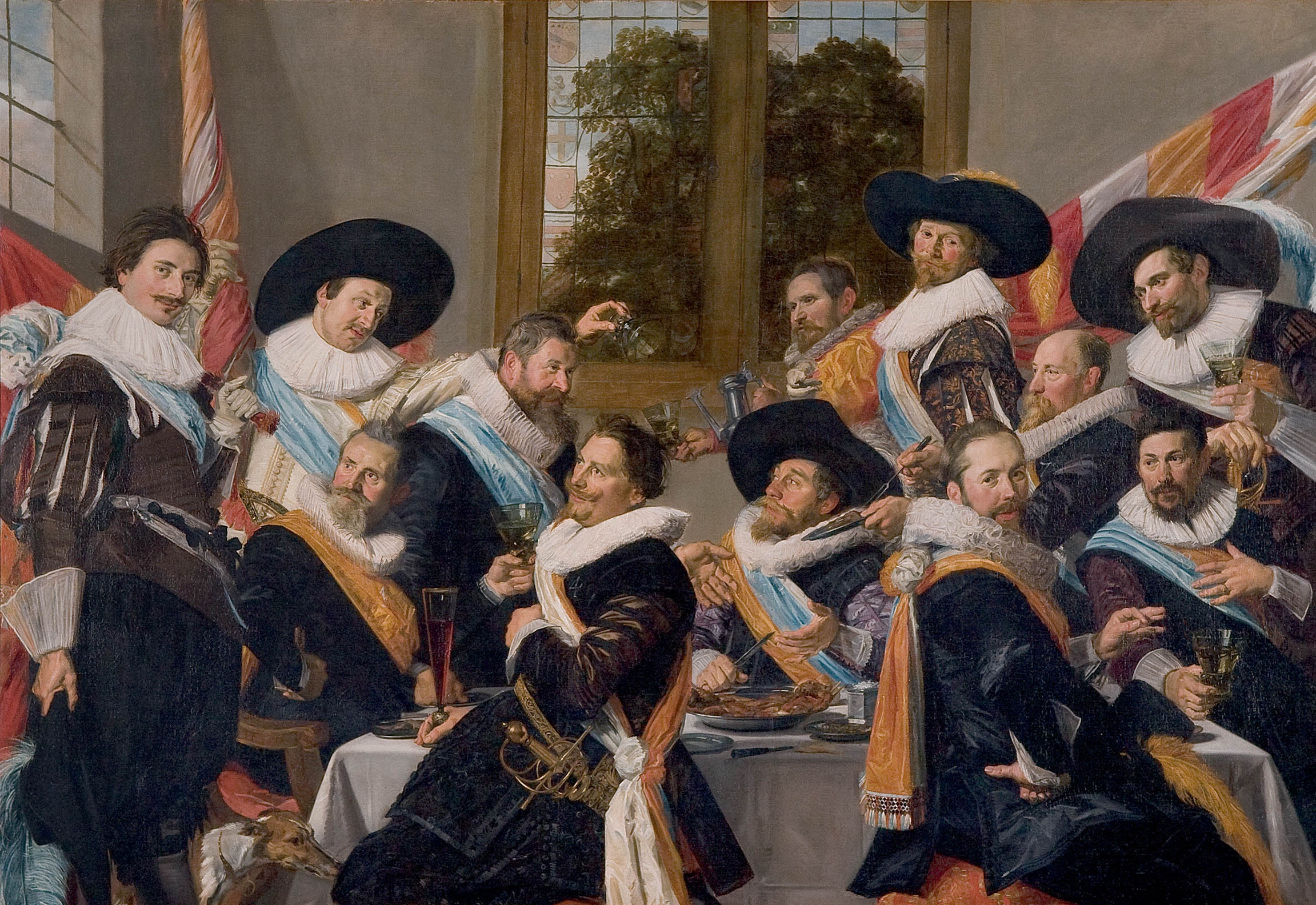
Banquet des officiers du corps des archers de Saint-Adrien, 1627, huile sur toile, 183 x 266,5 cm (musée Frans Hals, Haarlem).
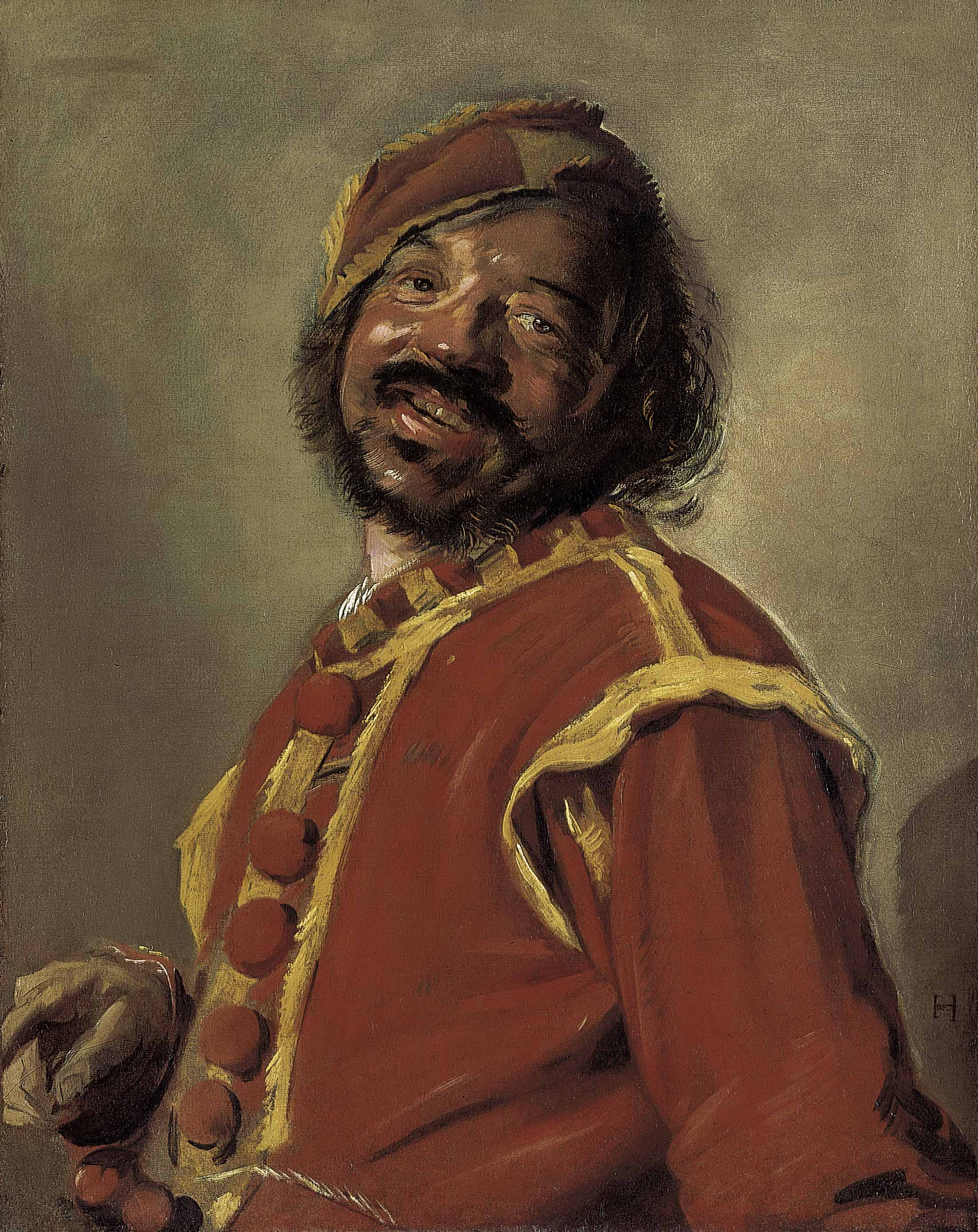
Le Mulâtre, 1627, huile sur toile, 75,5 × 63,5 cm (Museum der bildenden Künste, Leipzig).
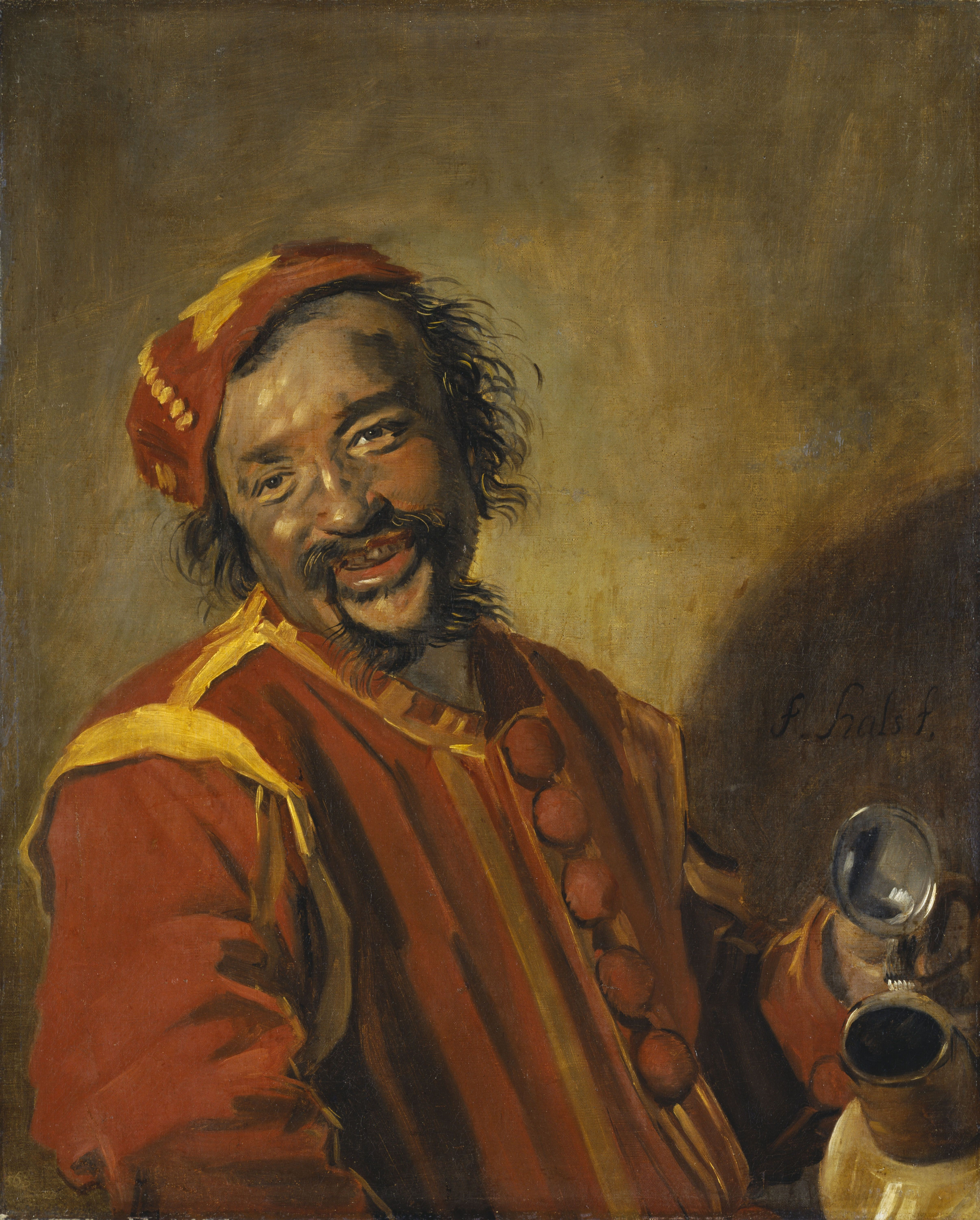
Peeckelhaering, v.1628-1630, huile sur toile, 75 x 61,5 cm (Museumslandschaft Hessen-Kassel - Gemäldegalerie Alte Meister - Schloss Wilhelmshöhe, Cassel).
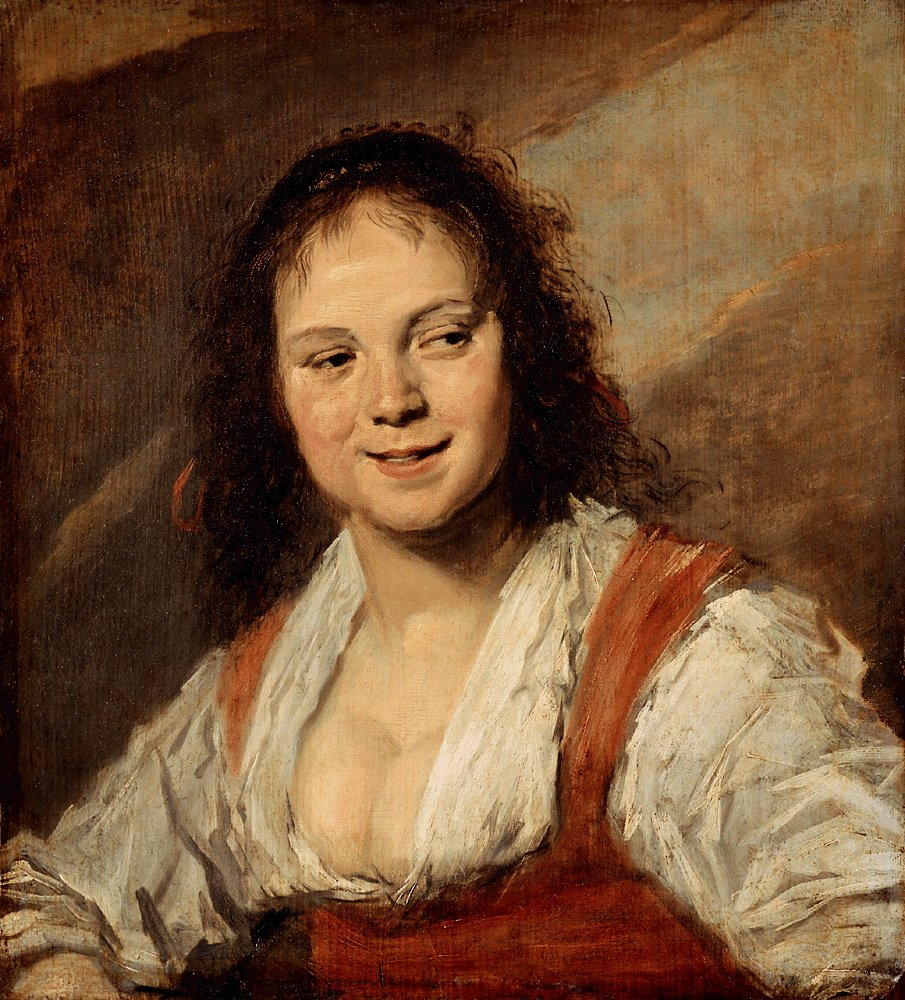
La Bohémienne, v.1628-1630, huile sur panneau, 58 x 52 cm (musée du Louvre, Paris).
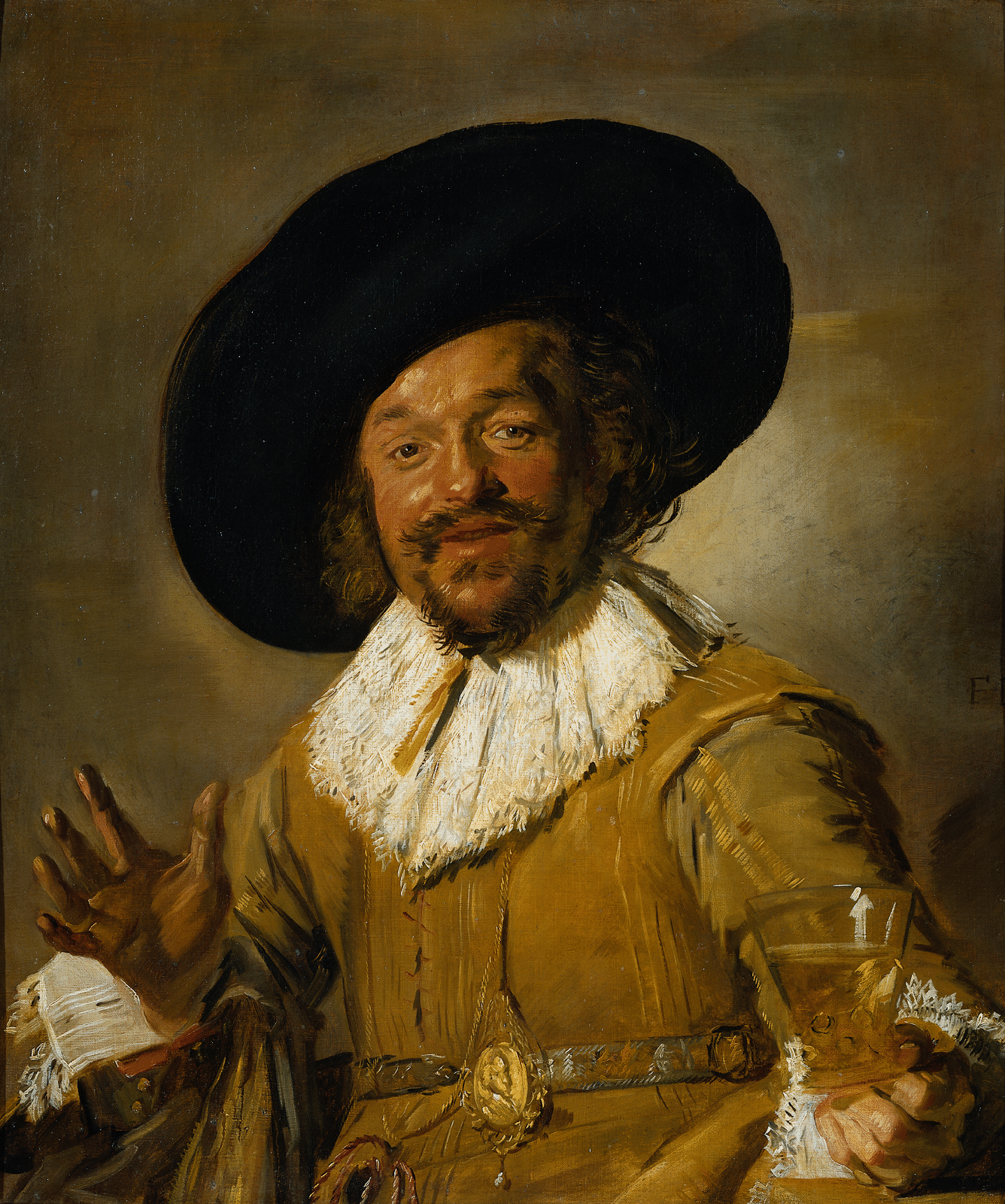
Le Joyeux Buveur, v.1628-1630, huile sur toile, 81 x 66,5 cm (Rijksmuseum, Amsterdam).
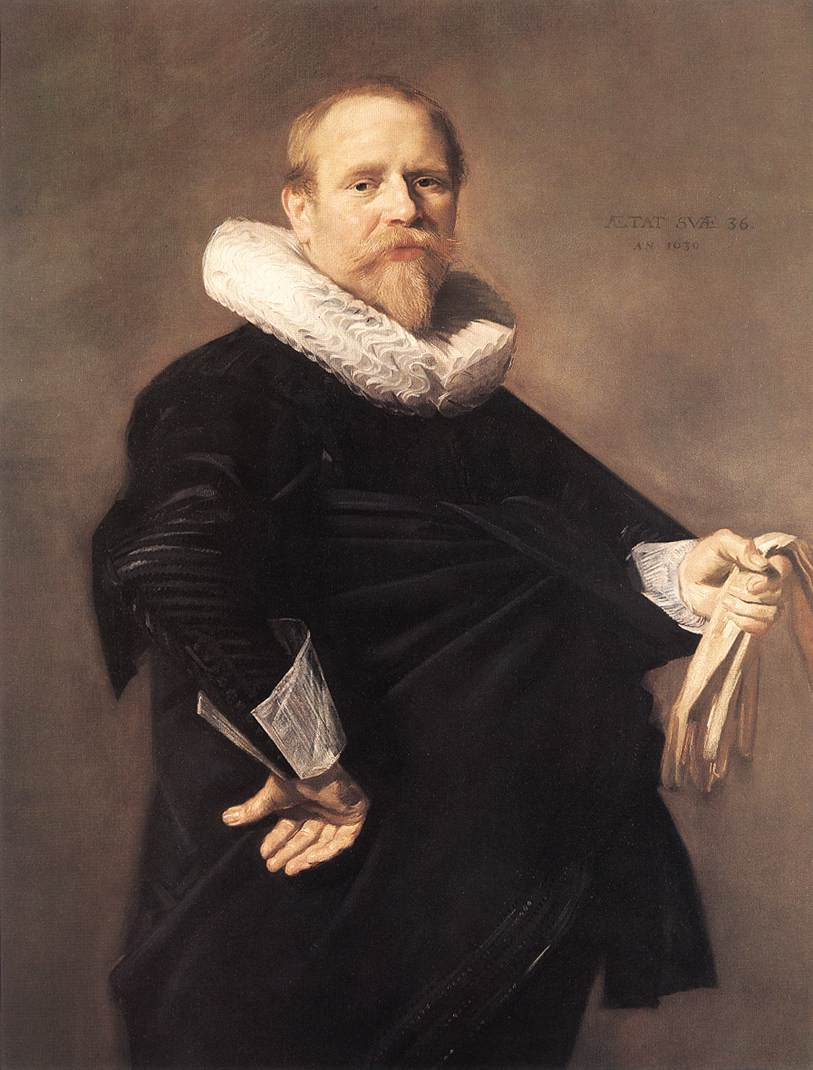
Portrait d’un homme, 1630, huile sur toile, 116,6 x 90,1 cm (Royal Collection, Windsor Castle, Londres).
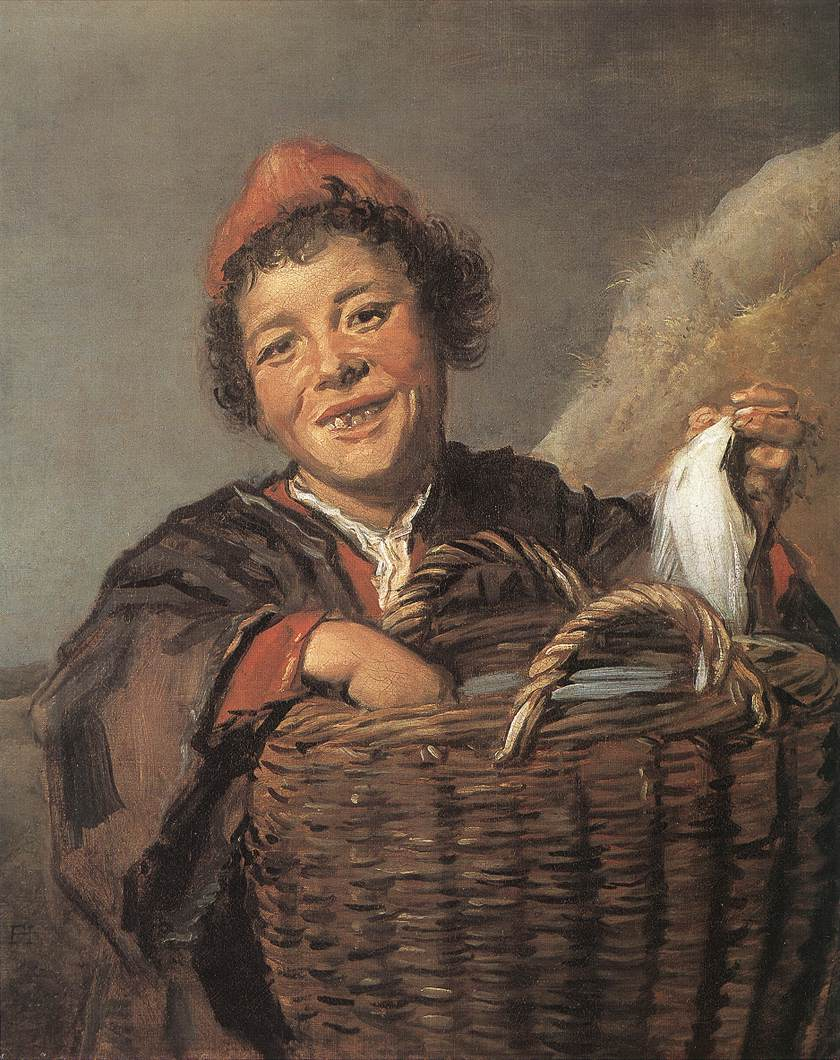
Le Jeune Pêcheur, v.1630-1632, huile sur toile, 72 x 58 cm (National Gallery of Ireland, Dublin).
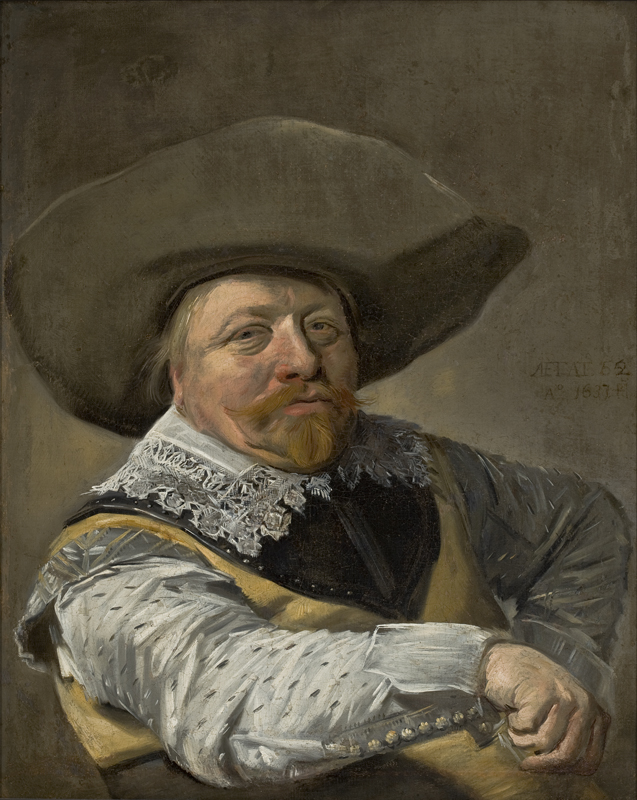
Fonctionnaire assis, 1633 (Museu de Arte, São Paolo - Brésil).
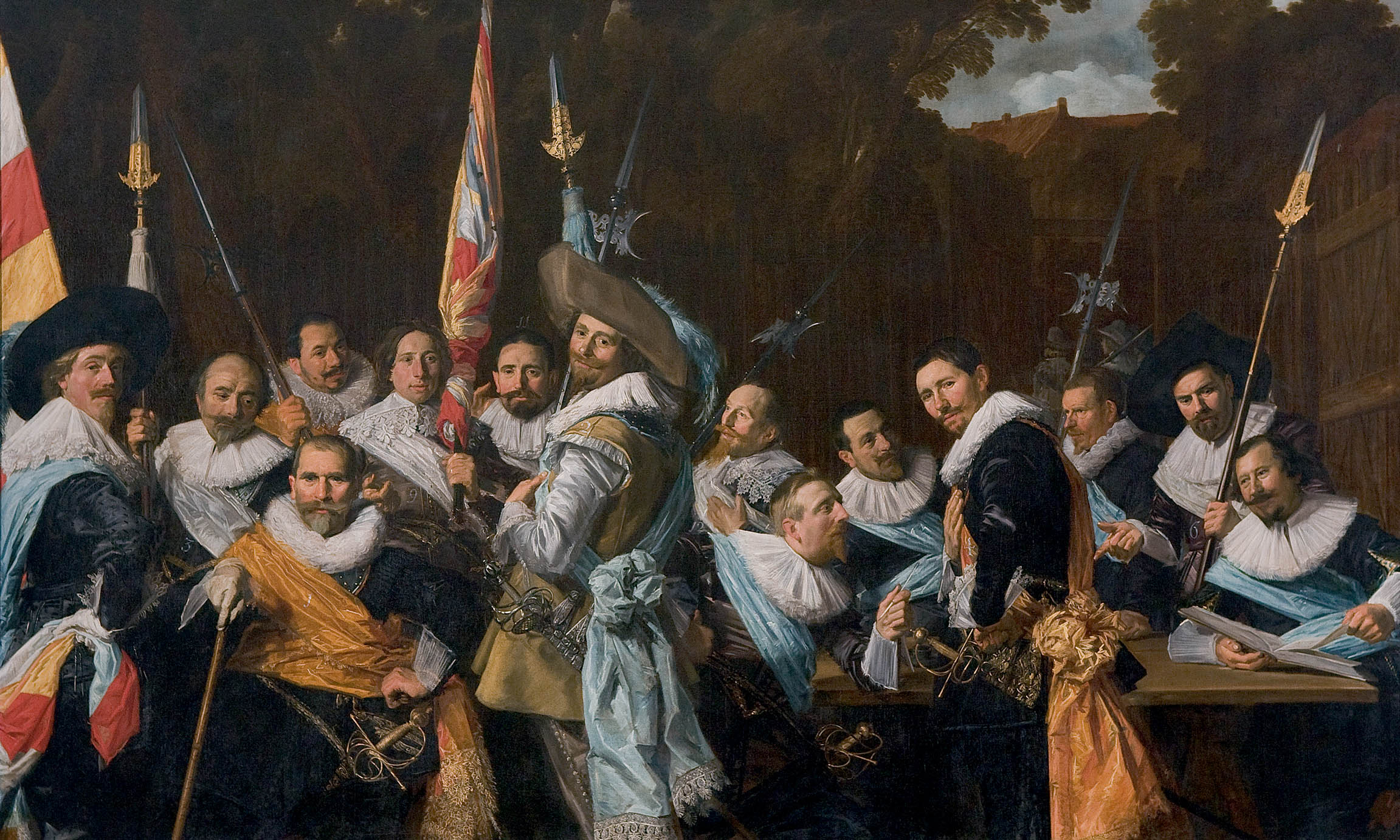
Réunion des officiers et sous-officiers du corps des archers de Saint-Adrien, 1633, huile sur toile, 207 × 337 cm (musée Frans Hals, Haarlem).
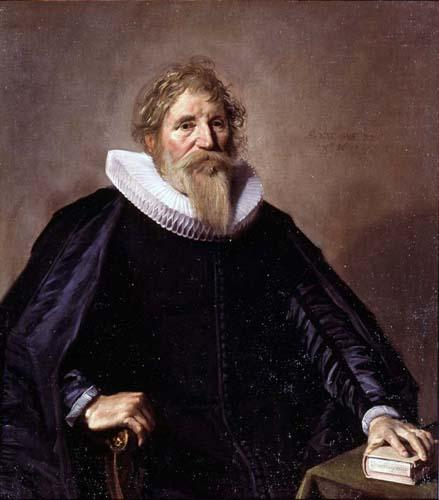
Portrait d'un homme, 1633, huile sur toile, 102,9 × 88,9 cm (musée Fuji, Tokyo).
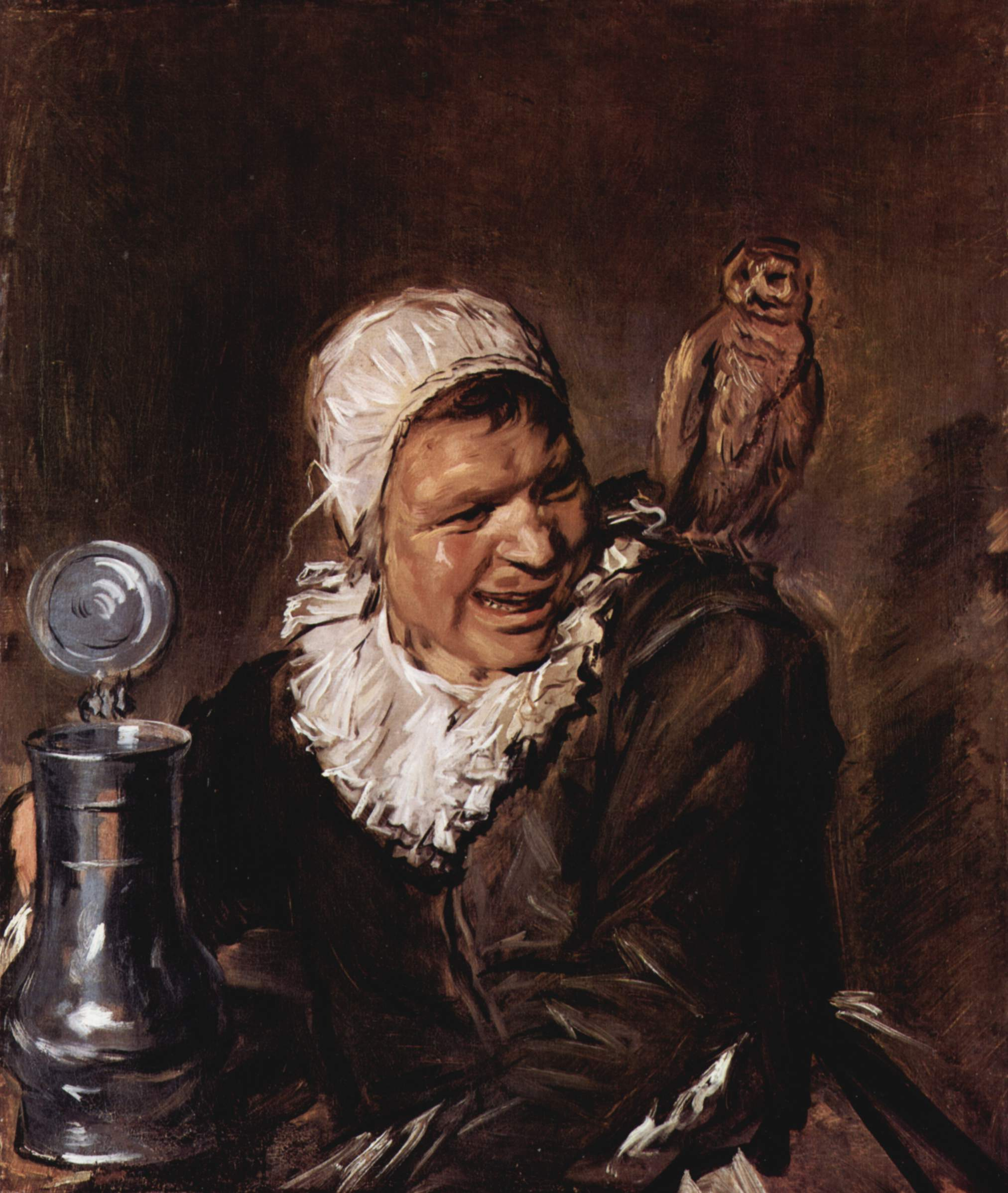
Malle Babbe, v.1633-1635, huile sur toile, 75 x 64 cm (Staatliche Museen zu Berlin - Gemäldegalerie, Berlin).
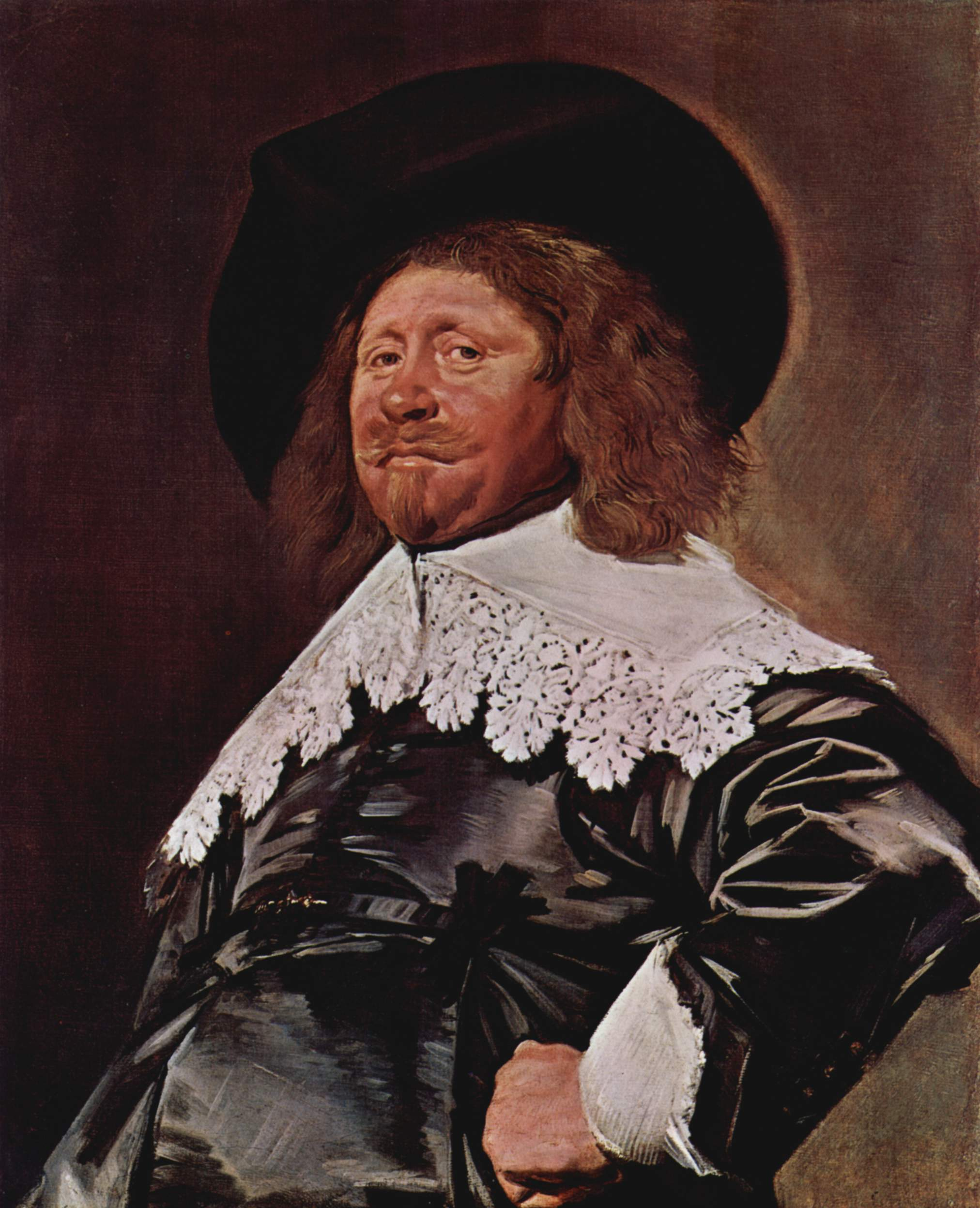
Portrait d'un homme, peut-être Nicolaes Pietersz. Duyst van Voorhout (v. 1600-1650), v.1636-1638, huile sur toile, 80,6 x 66 cm (Metropolitan Museum of Art, New York).
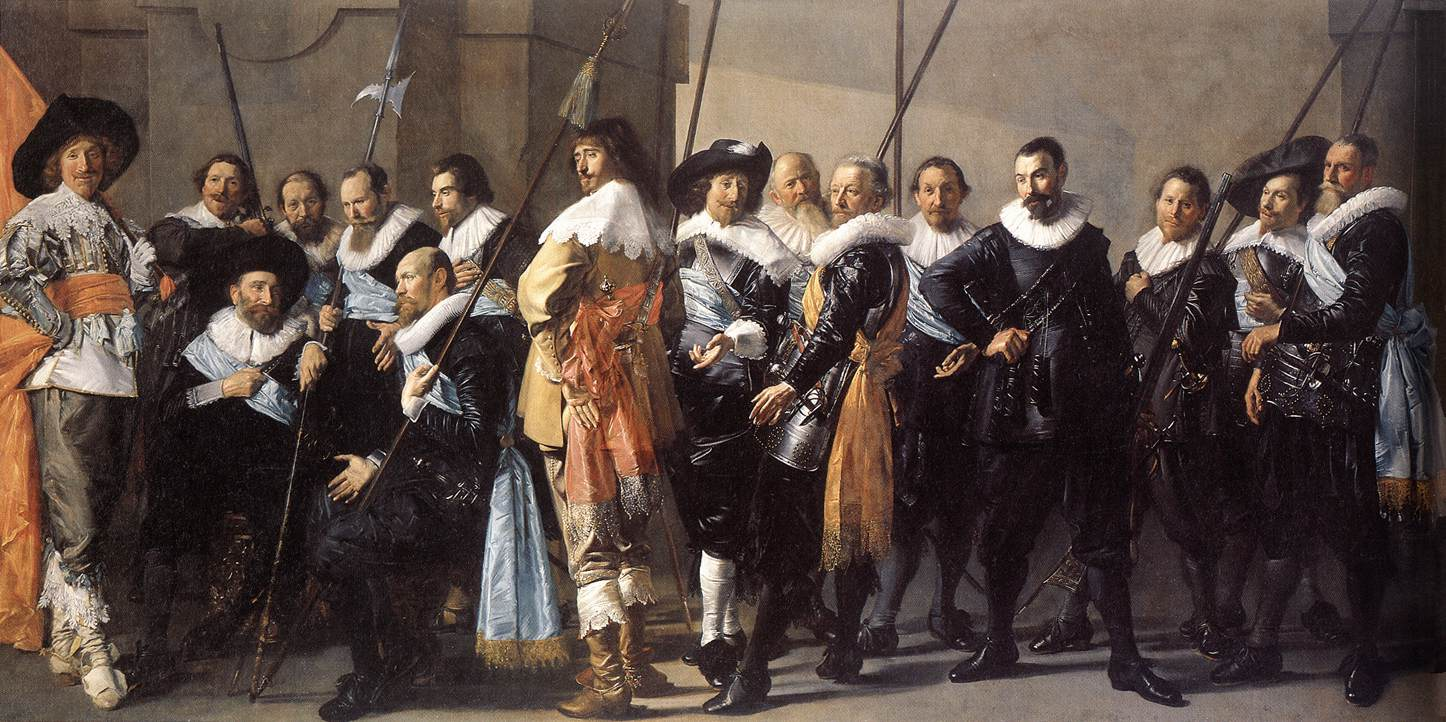
F.H. et Pieter Codde, La Compagnie du capitaine Reinier Reael et du lieutenant Cornelis Michielsz Blaeuw, dit La Maigre Compagnie, huile sur toile, 209 x 429 cm (Rijksmuseum, Amsterdam).
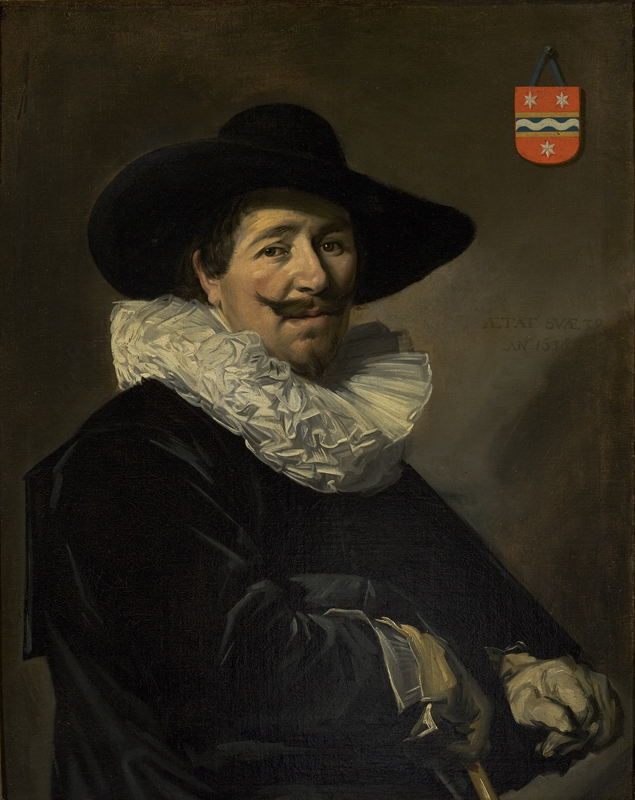
Portrait d'Andries van der Horn, 1638, huile sur toile, 86 x 67 cm (Museu de Arte, São Paolo - Brésil).
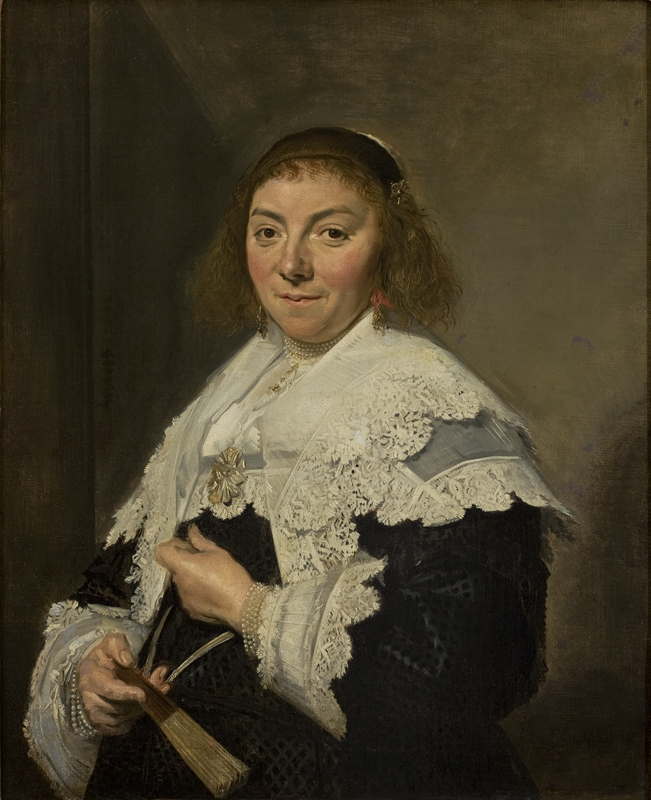
Portrait de Maria Pietersdr. Olycan, 1638, huile sur toile, 86 x 67 cm (Museu de Arte, São Paolo - Brésil).
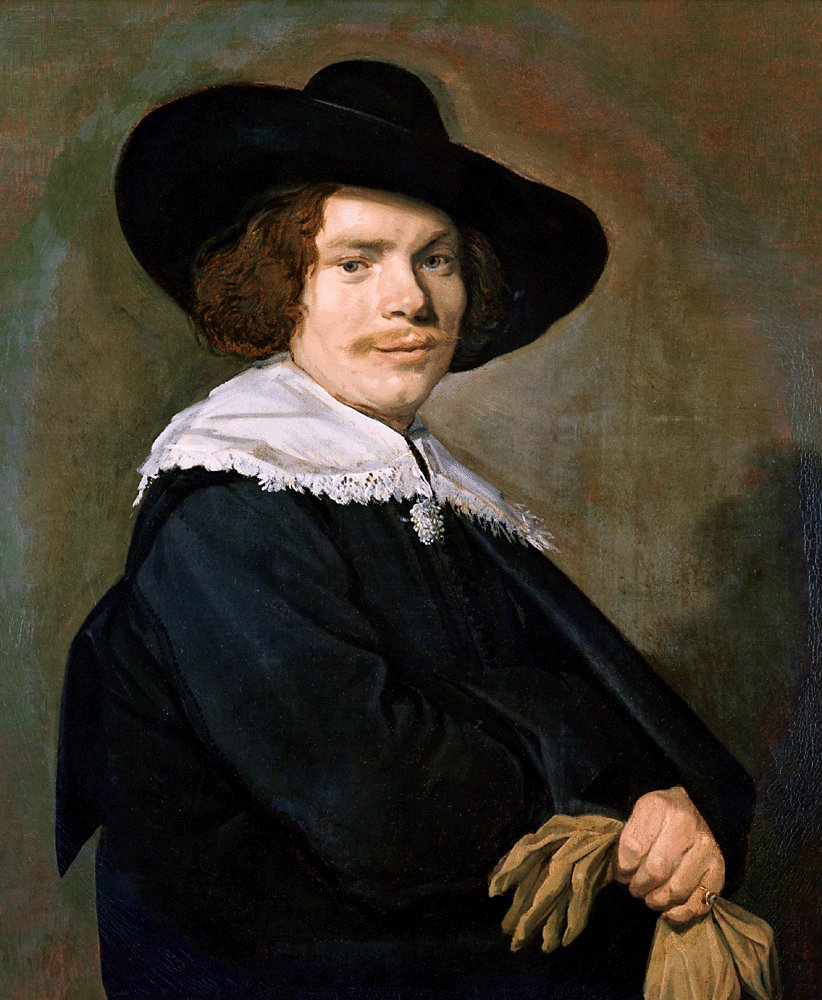
Portrait d'un jeune homme, v.1638-1640, huile sur toile, 117 x 87 cm (Kunsthistorisches Museum Wien - Gemäldegalerie, Vienne).
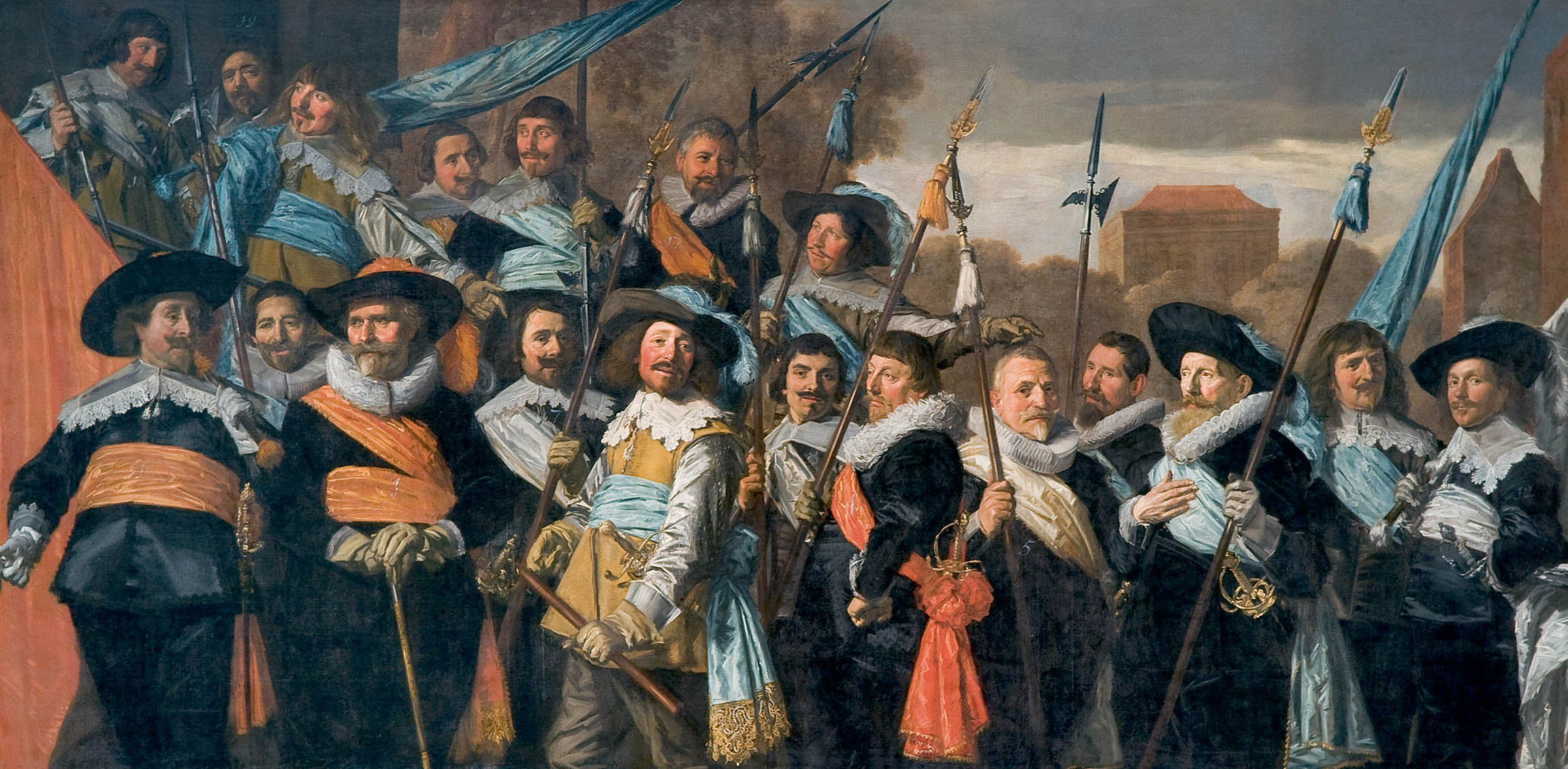
Cortège des officiers et des sous-officiers du corps des archers de Saint-Georges, 1639, huile sur toile, 218 x 421 cm (musée Frans Hals, Haarlem).
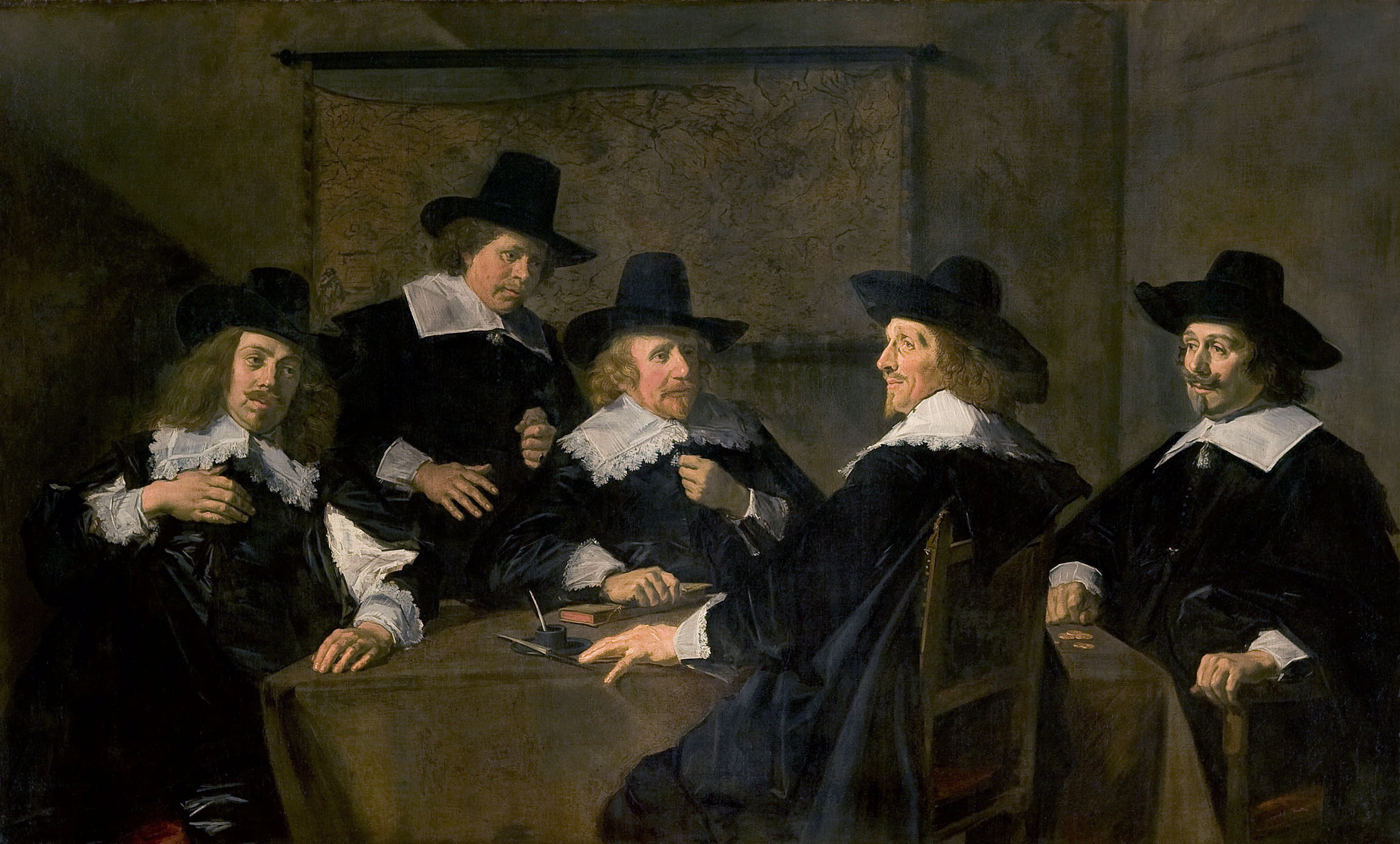
Portrait de groupe des régents de l'hôpital Sainte-Élisabeth de Haarlem, 1641, huile sur toile, 153 x 252 cm (musée Frans Hals, Haarlem).
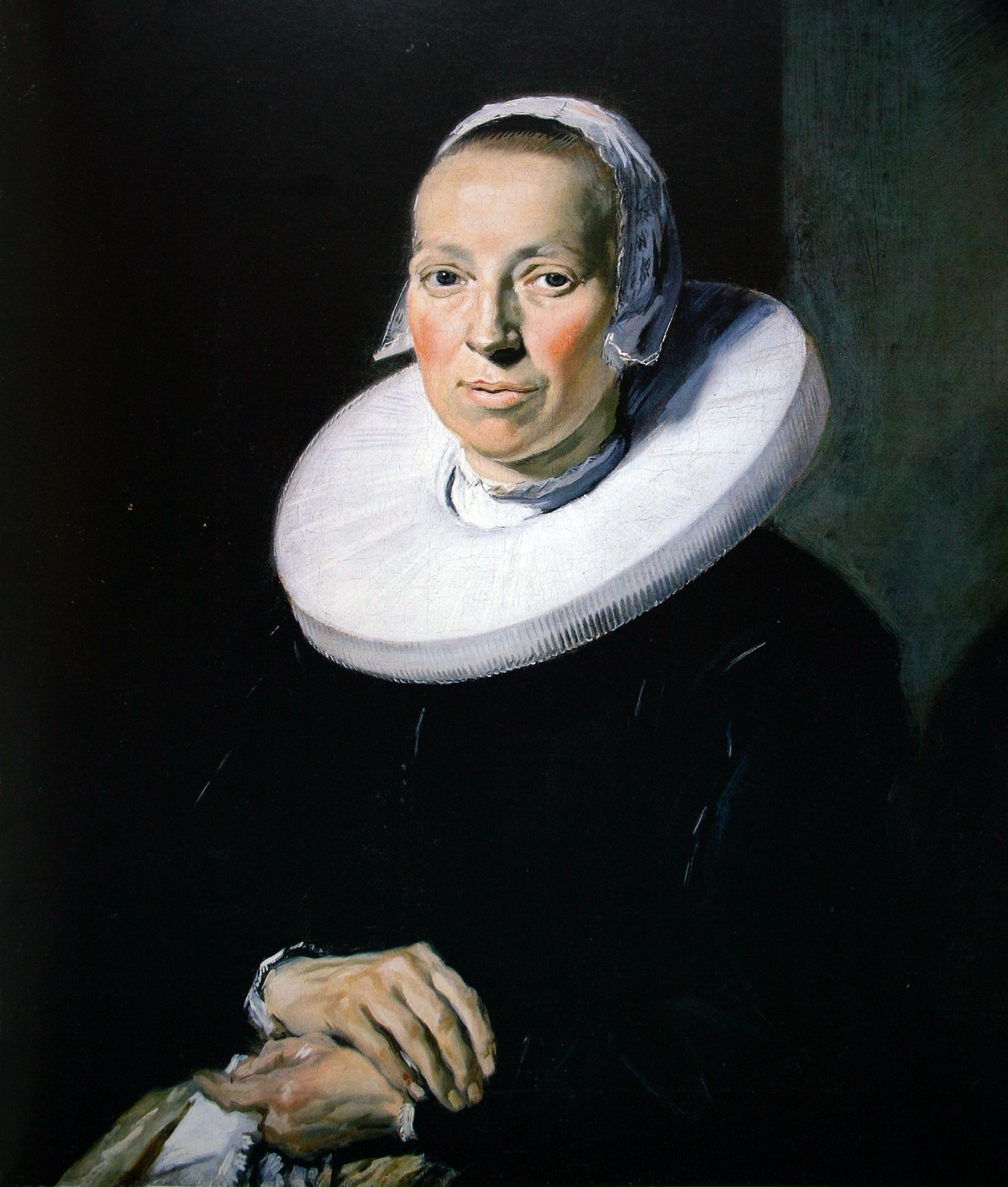
Portrait d’une femme, 1644, huile sur toile, 76 x 63 cm (Michaelis Collection, Cape Town).
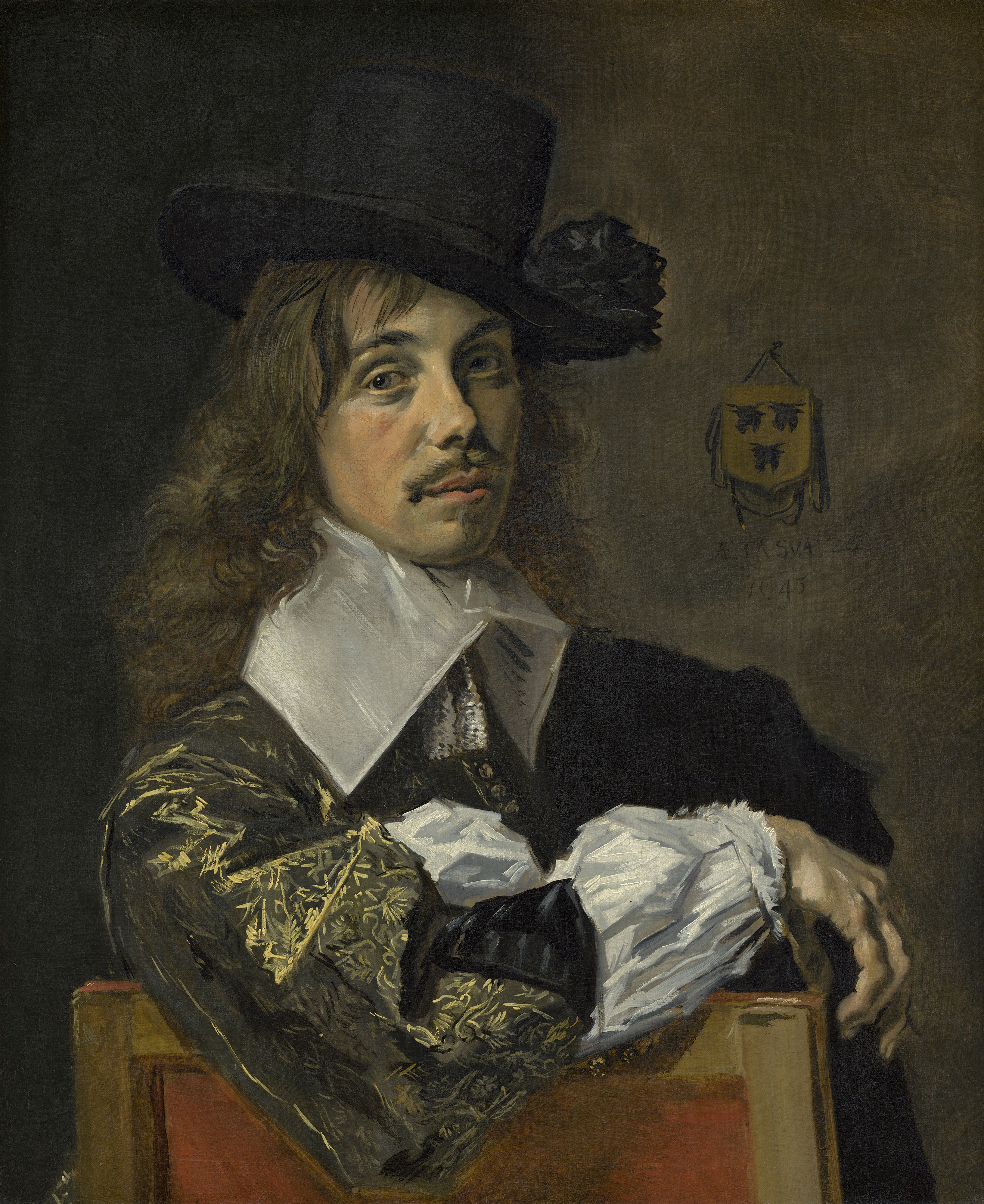
Portrait de Willem Coenraetsz. Coymans, 1645, huile sur toile, 76,8 x 63,5 cm (National Gallery of Art, Washington).
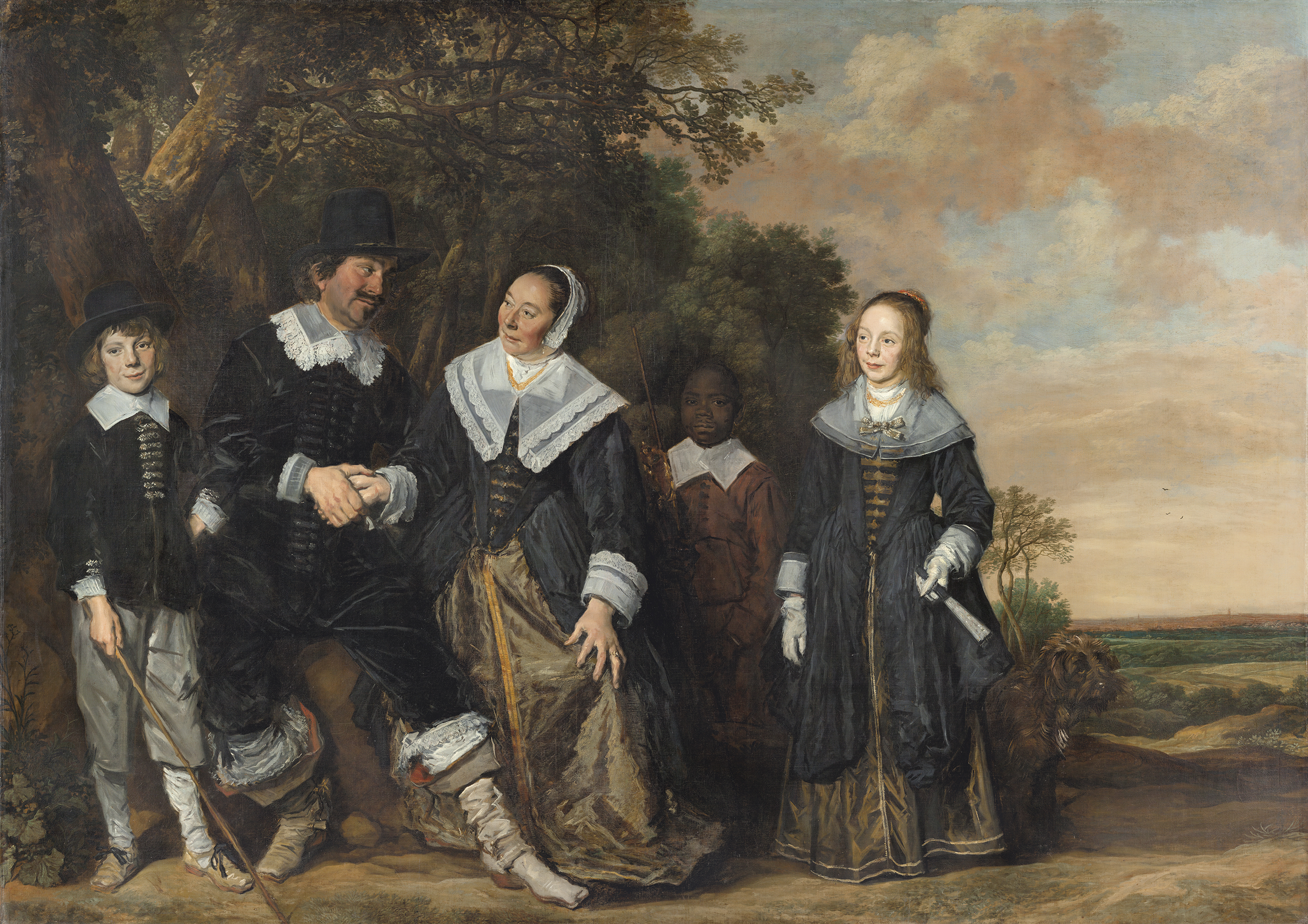
Portrait de famille dans un paysage, v.1645-1648, huile sur toile, 202 x 285 cm (musée Thyssen-Bornemisza, Madrid).
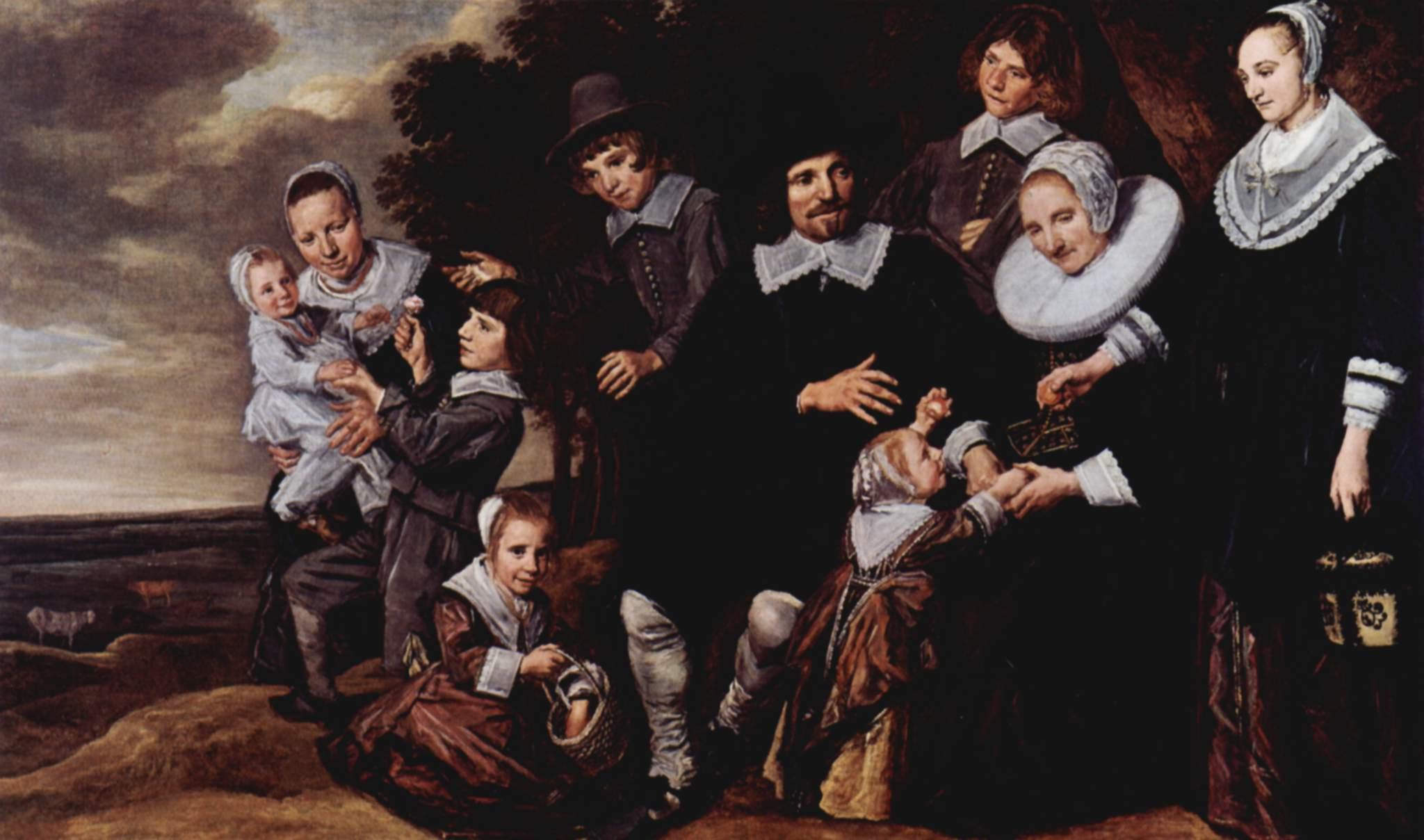
Portrait de famille dans un paysage, v.1647-1650, huile sur toile, 148,5 x 251 cm (National Gallery, Londres).
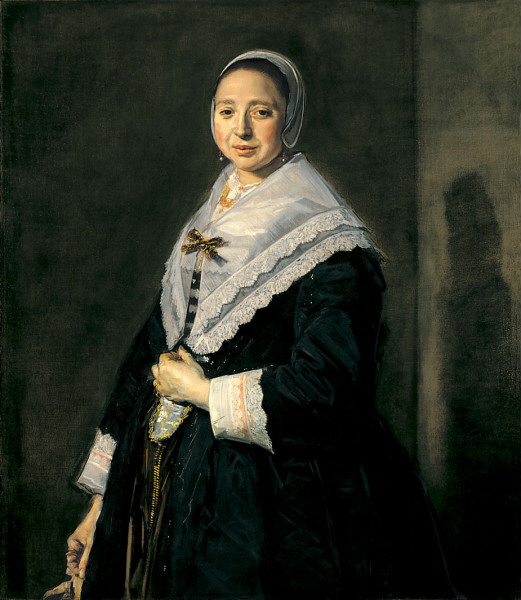
Portrait d'une femme, v.1650-1652, huile sur toile, 102,6 x 88,9 cm (Saint Louis Art Museum, Saint-Louis - Missouri).
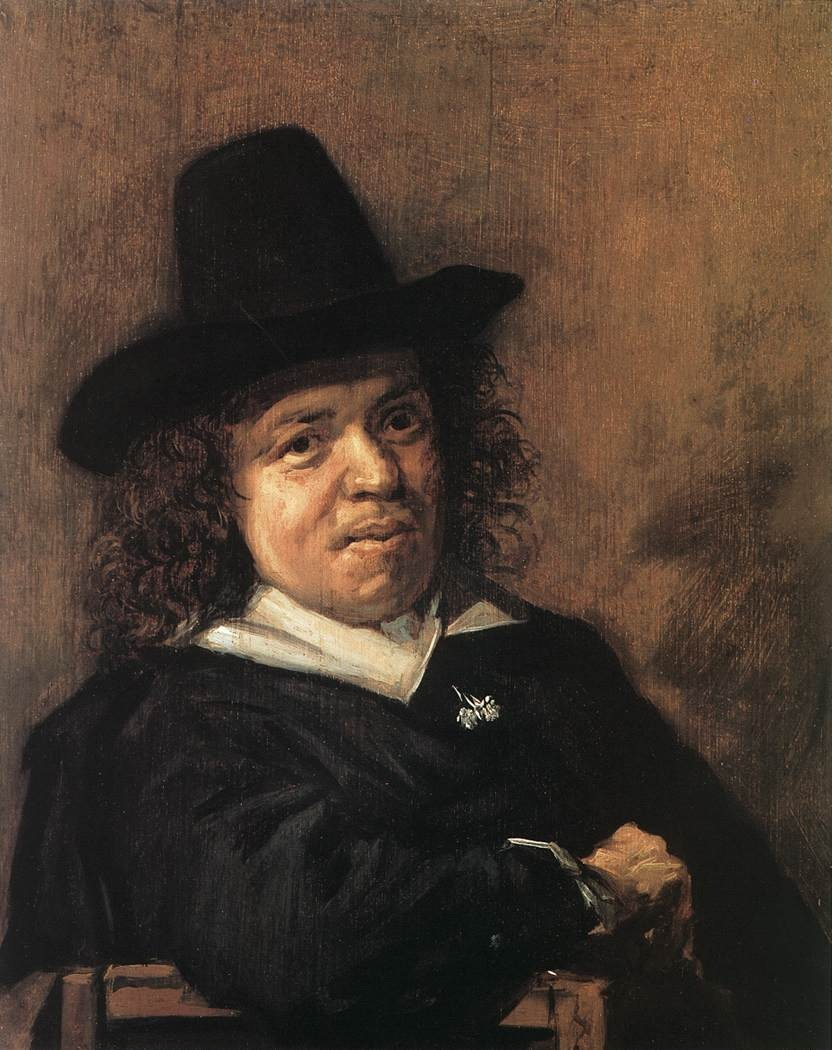
Portrait de Frans Post, v.1655, huile sur panneau, 27,5 x 23 cm (Worcester Art Museum, Worcester - Massachusetts).
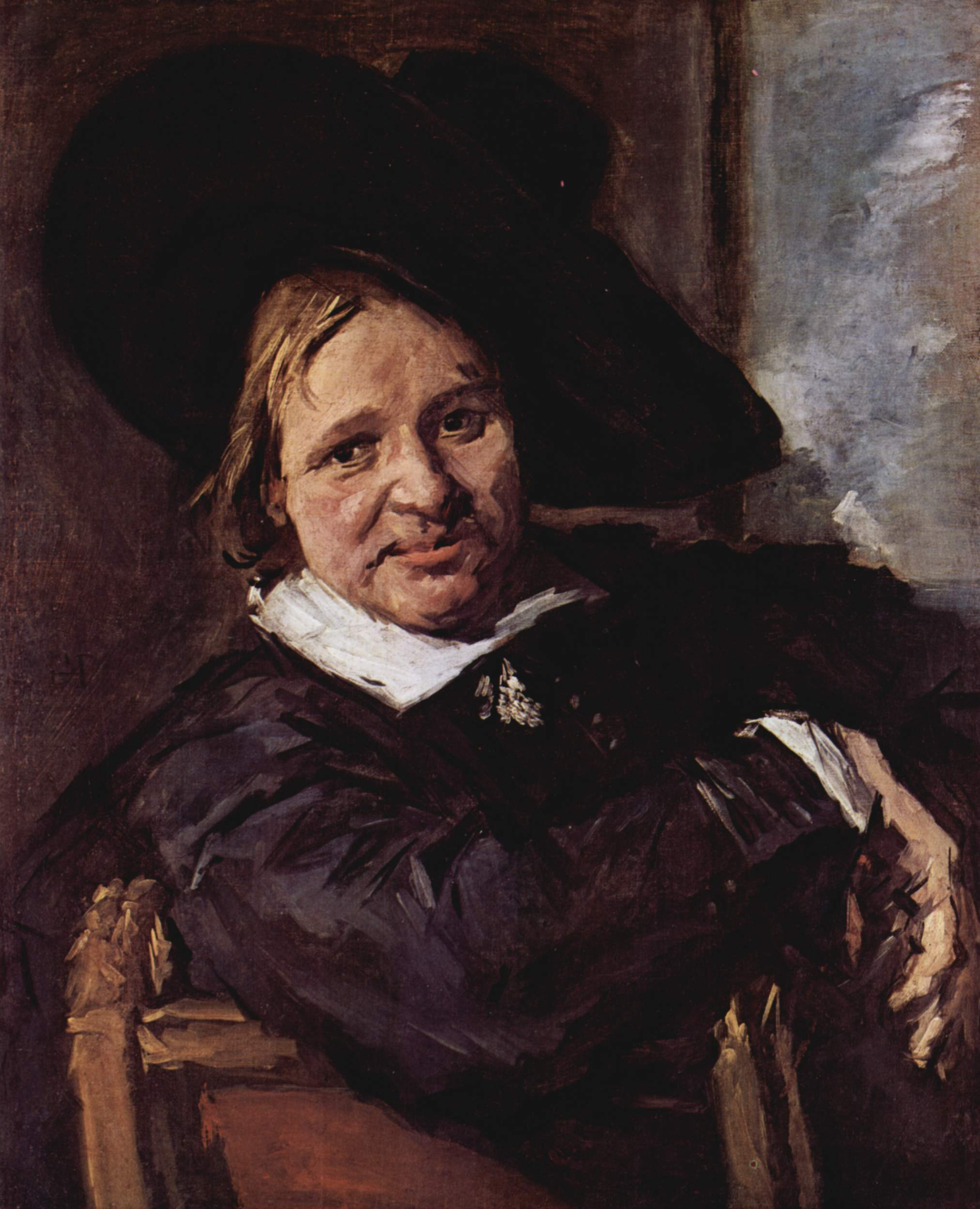
Portrait d'homme, v.1660-1666, huile sur toile, 79,5 × 66,5 cm (Museumslandschaft Hessen-Kassel - Gemäldegalerie Alte Meister - Schloss Wilhelmshöhe, Cassel).
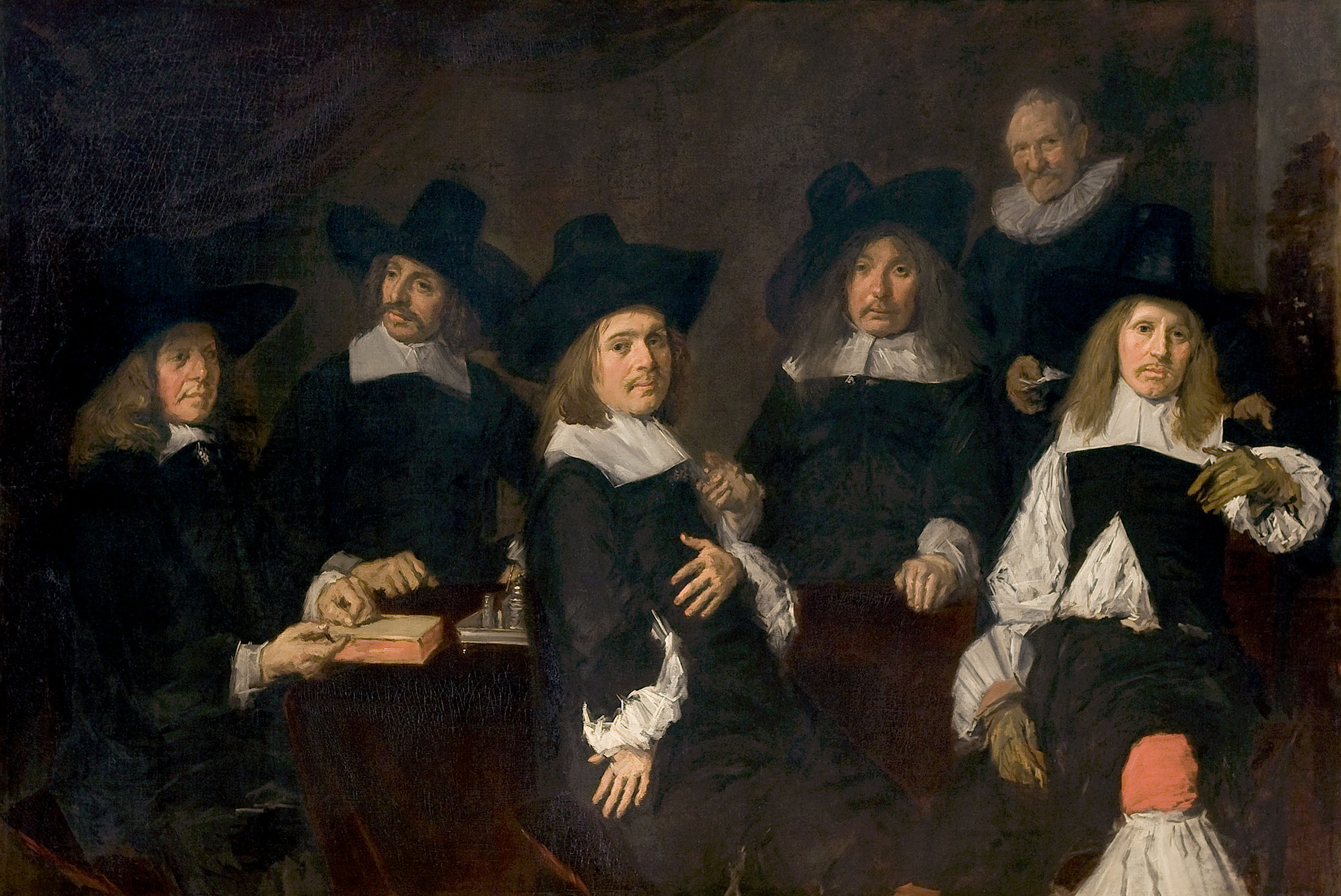
Portrait de groupe des régents de l'hospice des vieillards, 1664, huile sur toile, 172,3 x 256 cm (musée Frans Hals, Haarlem).
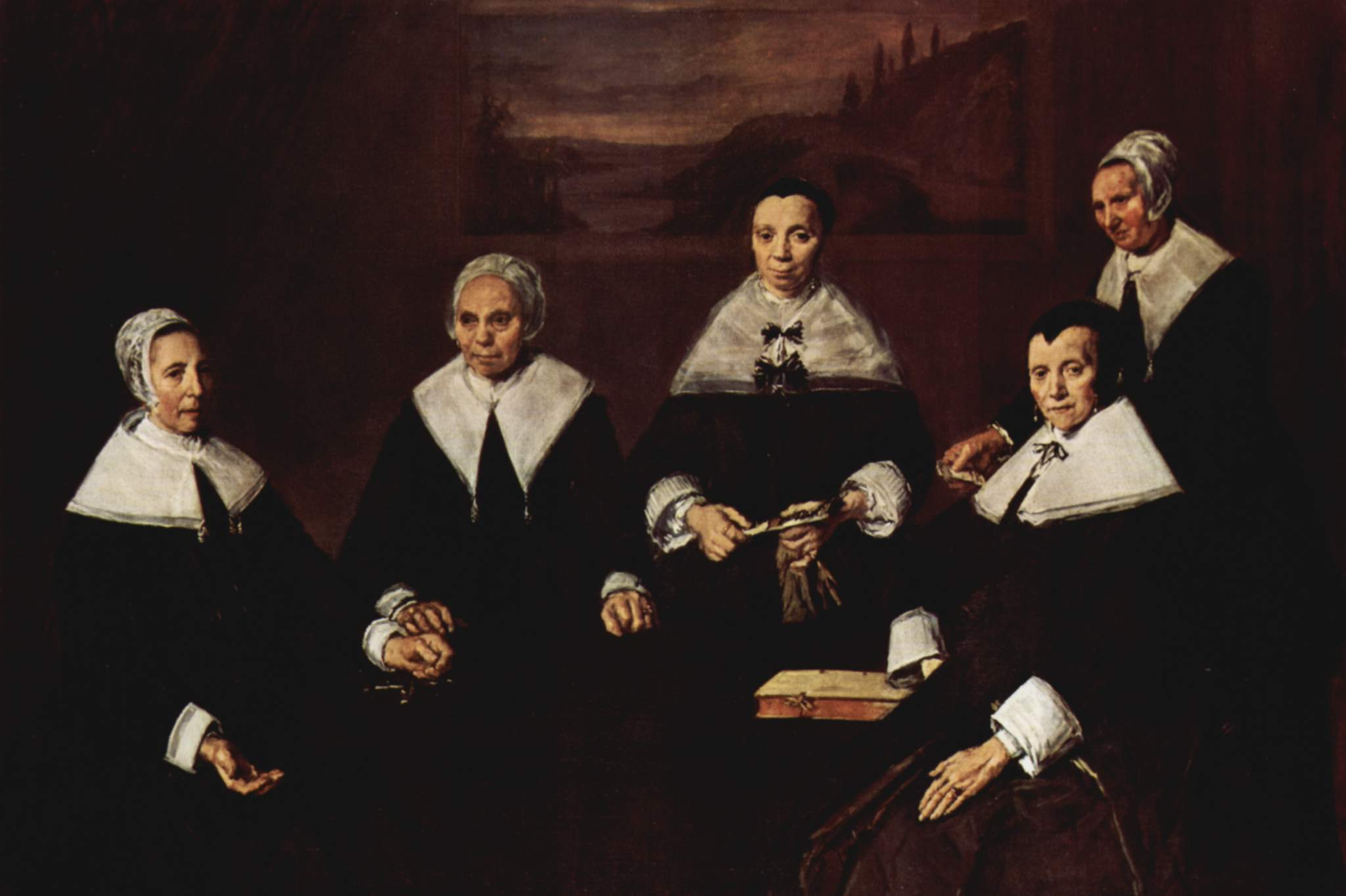
Portrait de groupe des régentes de l'hospice des vieillards, 1664, huile sur toile, 170,5 x 249,5 cm (musée Frans Hals, Haarlem).
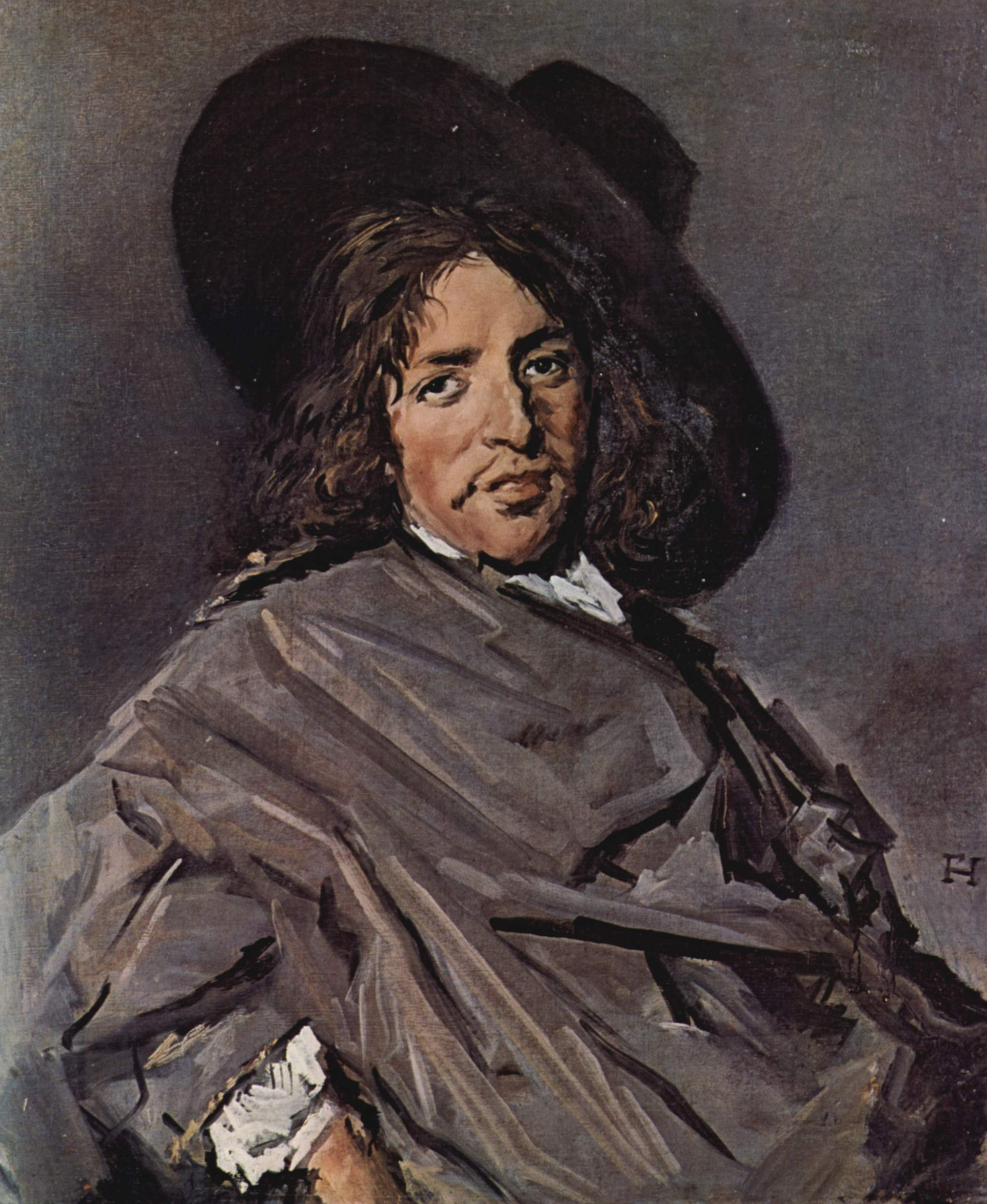
Portrait d'un homme assis avec un chapeau de travers, 1665, huile sur toile, 80 × 67 cm (Fitzwilliam Museum, Cambridge).